# マルティン・ハイデッガー
マルティン・ハイデッガー（ドイツ語: Martin Heidegger, 1889年9月26日 - 1976年5月26日）は、ドイツの哲学者。ハイデガーとも表記される。
フライブルク大学入学当初はキリスト教神学を研究し、フランツ・ブレンターノや現象学のフッサールの他、ライプニッツ、カント、そしてヘーゲルなどのドイツ観念論やキェルケゴールやニーチェらの実存主義に強い影響を受け、アリストテレスやヘラクレイトスなどの古代ギリシア哲学の解釈などを通じて独自の存在論哲学を展開した。1927年の主著『存在と時間』で存在論的解釈学により伝統的な形而上学の解体を試み、「存在の問い(die Seinsfrage)」を新しく打ち立てる事にその努力が向けられた。ヘルダーリンやトラークルの詩についての研究でも知られる。20世紀大陸哲学の潮流における最も重要な哲学者の一人とされる。その多岐に渡る成果は、ヨーロッパだけでなく、日本やラテンアメリカなど広範囲にわたって影響力を及ぼした。1930年代にナチスへ加担したこともたびたび論争を起こしている。

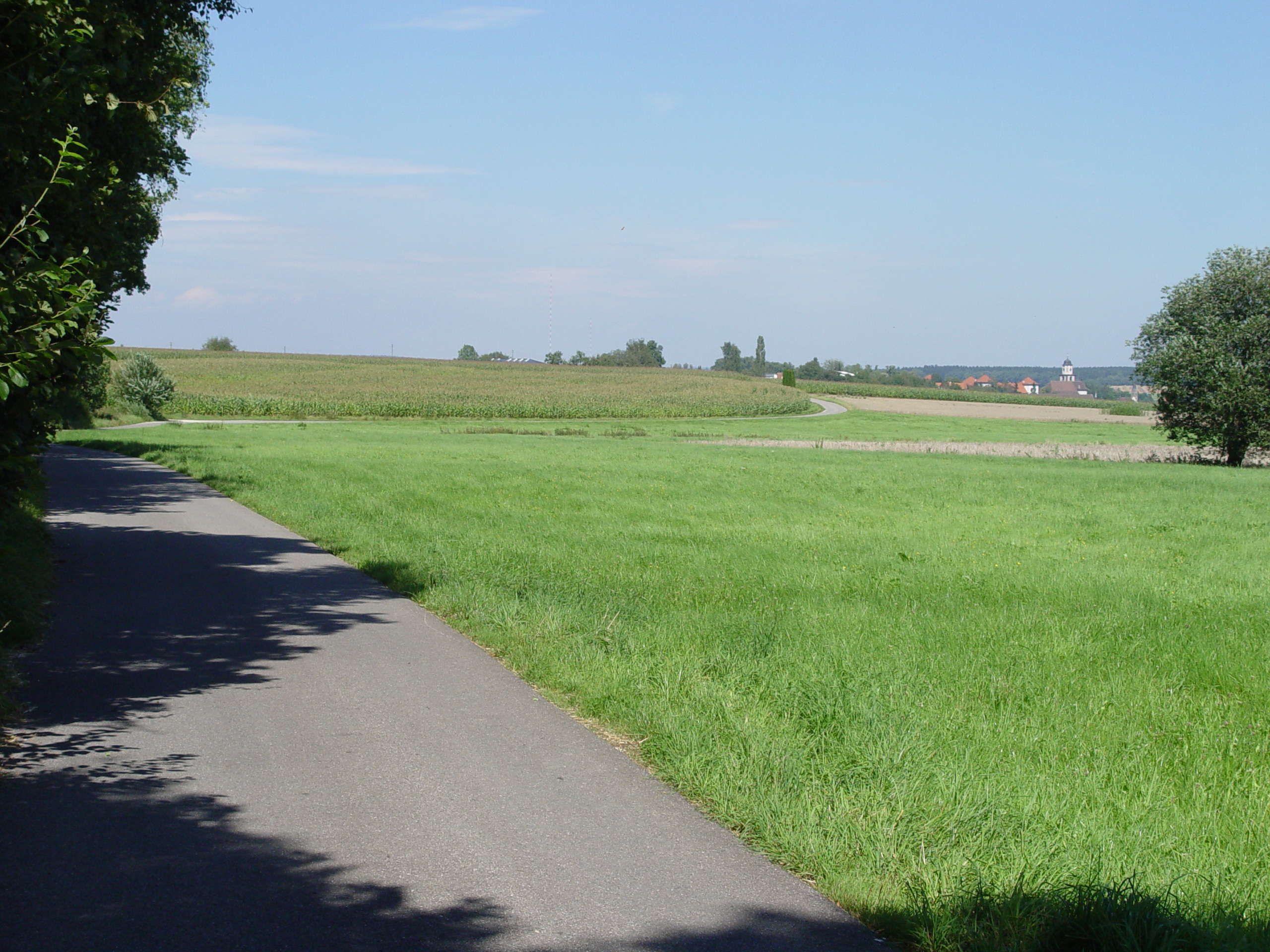
メスキルヒの野道„Am Feldweg“。「アンキバシエー 野の道での会話」「教師と塔の番人」の舞台とされた。

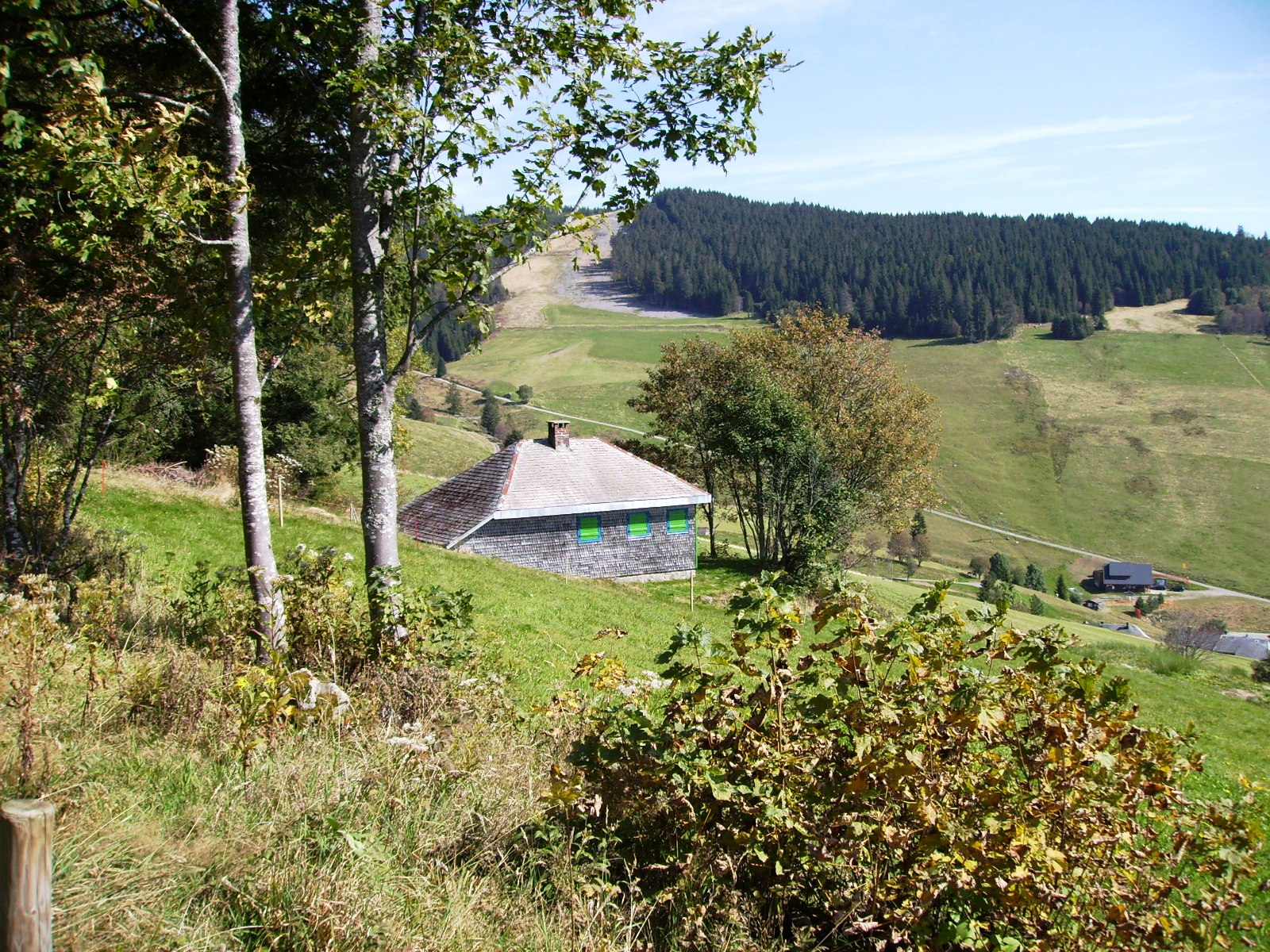
トートナウベルクの山荘

## 生涯

### 出自

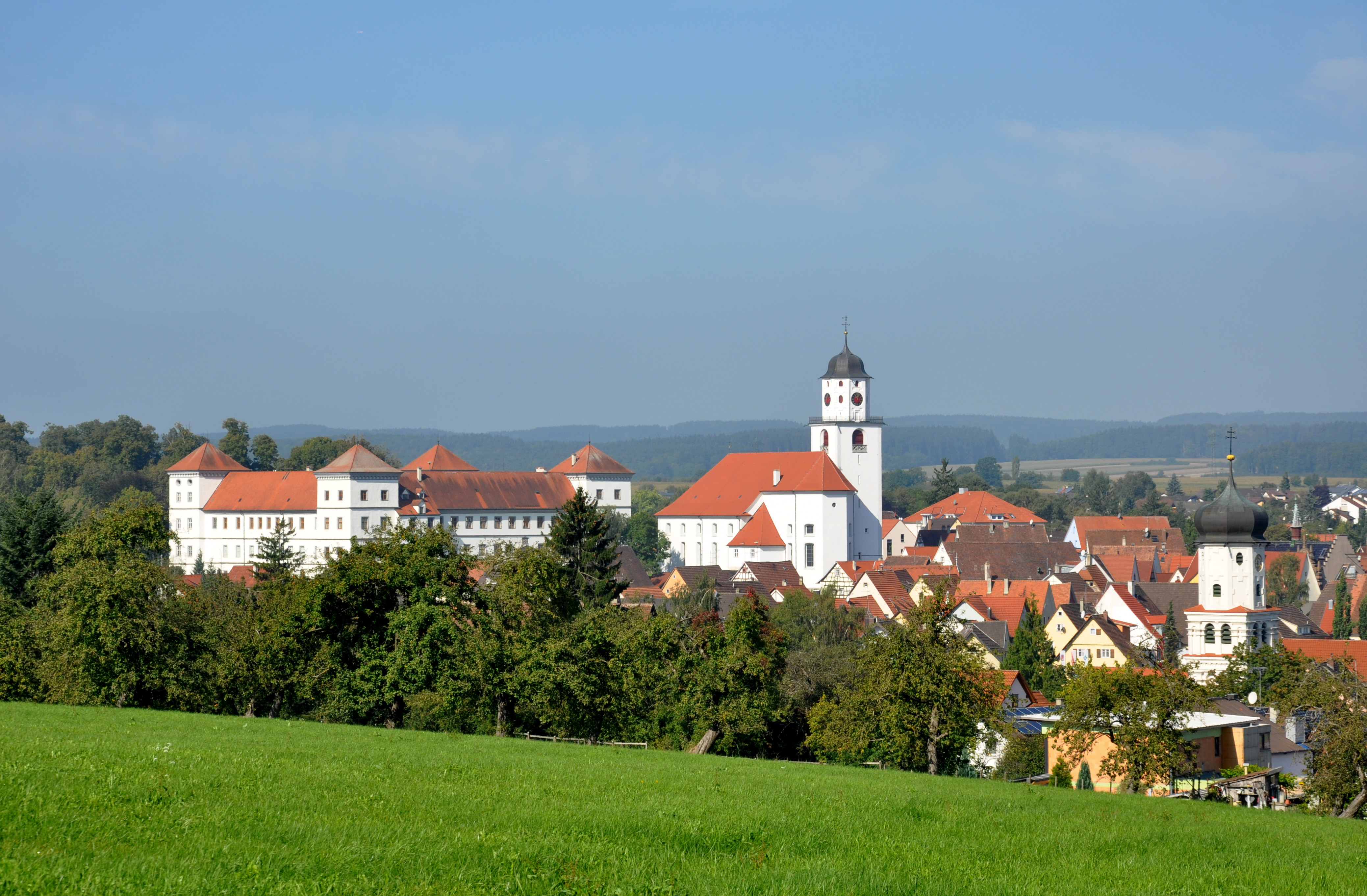
メスキルヒの風景（2012年）

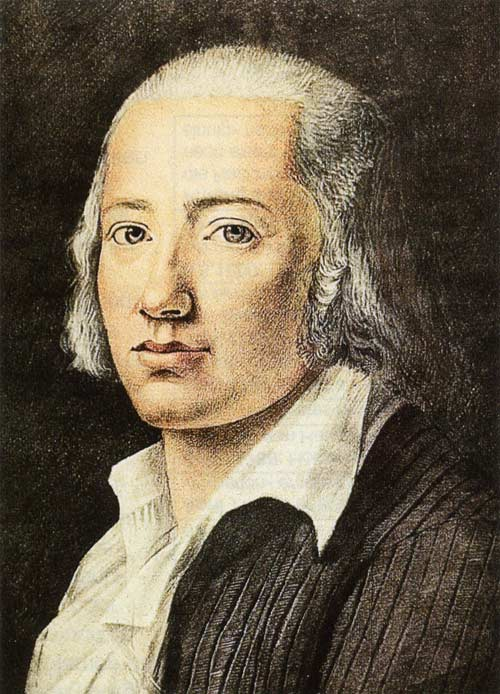
フリードリヒ・ヘルダーリン

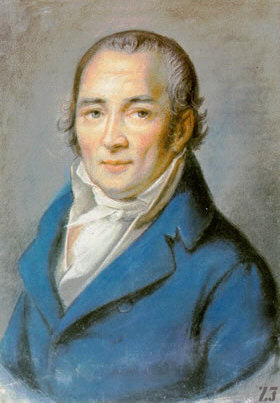
ヨハン・ペーター・ヘーベル

1889年9月26日にマルティン・ハイデッガーはメスキルヒにてフリードリヒ・ハイデッガーとヨハンナの第一子として生まれた。
ハイデッガーの生まれたメスキルヒは帝政ドイツ南西部のバーデン大公国の小村であった。「メス」はミサを意味し、または中世荘園領主メッソに帰する異説もあり、「キルヒ」は教会を意味する。メスキルヒはアレマン語とシュヴァーベン語の境界にあり、ハイデッガーは後年、アレマン人のヨハン・ペーター・ヘーベルとシュヴァーベン人のフリードリヒ・ヘルダーリンを好み、ハイデッガーも自分自身を「空の広大さに身を開き、同時に大地の神秘に根を下ろしている」と書いている。
父のフリードリヒはカトリック教会の聖マルティン教会の堂守(寺男)で、教会の家屋管理人であった。聖マルティン教会は守護聖人聖マルティヌスに奉献されており、マルティン・ハイデッガーのファーストネーム「マルティン」はこの教会に因み、祖父も同じ名前であった。父は個人営業の樽桶職人であり、大小の桶や肥桶、酒樽を毎日制作し、合間に教会の堂守を務めた。父フリードリヒは無口であったが、講演会などにはよく参加し、シラーの「鐘の歌（Das Lied von der Glocke）」を暗誦していた。シラー「鐘の歌」は鐘造りの親方による職人たちへの指示と人生論について描いた詩で、「地上においては幸福は長続きはしない」、火は人間の手中にある時には創造の重要な手助けとなるがその本性は破壊であるといった詩句があり、火事や暴動という危険に立ち向かう市民的道徳が描かれた
母のヨハンナ・ケムプフ・ハイデッガーは陽気で率直な性格で、「人生はこんなにすばらしく整えられているのだから、いつも何かを楽しみにしていていいのよ」というのが口癖だった。マルティンの弟フリッツは、この母親の口癖の背後には「恩寵のあるところ、生のなべてのいとわしき事どもは、いつもたやすく耐えらるるべし」という宗教的な経験があったと言っている。

### ハイデッガー家と文化闘争の時代
ハイデッガーの生まれた南ドイツはカトリックの勢力が強い地域であったが、またバーデンには自由主義の伝統もあり、1815年には代議制が採用され、1848年の革命の牙城でもあり、教会は自由主義陣営と激しく対立していた。1854年に州政府がフライブルク大司教を逮捕した時には紛争は先鋭化し、カトリシズムの住民は教会には従順であったが国家には反抗的で反プロイセンであり、ナショナリズムよりも地域主義が強く、反資本主義、反ユダヤ主義、郷土主義が根付いていた。1870年にバチカン公会議で教皇の不謬性教義が決定されると、ビスマルク宰相は文化闘争（Kulturkampf）を開始する一方で、ピウス9世ローマ教皇はドイツカトリック中央党を支援し、ドイツ帝国国家とローマ・カトリックの対立が激しくなった。メスキルヒ村では上流階級を占めた「古カトリック派（旧カトリック派）」が形成されると自由主義的な近代化を目指し、ローマ・カトリック派と対立した。古カトリック派はバーデン政府から援助を受けており、バーデン政府から聖マルティン教会の利用許可を獲得したため、ローマ・カトリック派は撤退せざるをえなくなった。1875年、メスキルヒのローマ・カトリック派は城の近くの果物倉庫に新しい教会を設立し、ローマ・カトリック派であったハイデッガーの父はその一翼に自分の仕事場を設け、この臨時教会でマルティン・ハイデッガーは洗礼を受けた。親戚のコンラート・グレーバー博士もローマ・カトリック派であった。コンラート・グレーバーは代表的なローマ派で、当時の対立の実相について「裕福な旧カトリック派の子供たちは貧しいカトリック派（ローマ派）を除け者にし、彼らはもとより司祭にもあだなをつけ、さんざん小突き回し、もう一度洗礼を受けさせてやるといって水飲み場の桶に頭を突っ込んだりした。」「旧カトリック派の教師は悪人と善人を区別して、カトリックの生徒たちに黒い病人とアダ名をつけ、罰を受けずしてローマの道を歩むことは許されないと、これを腕力沙汰で思い知らせていた」、旧カトリック派は全員離教しており、メスキルヒで就職するには旧カトリック派に参加しなければならなかったと回想しており、このような時代のなかハイデッガーの父フリードリヒは不利益があったが節操を守り、ローマ派にとどまった。メスキルヒではローマ・カトリック派は古カトリック派の三倍の教徒数であり、バーデン政府も1895年にはローマ教会がかつての資産を取り戻し、ハイデッガー家も教会広場沿いの家へ戻った。父フリードリヒは、対立していた古カトリック派に寛容の精神で接した。ハイデッガー家では寛容をふくめた「すべてにおいて節度を守ること」は不文律であった。

### 少年期

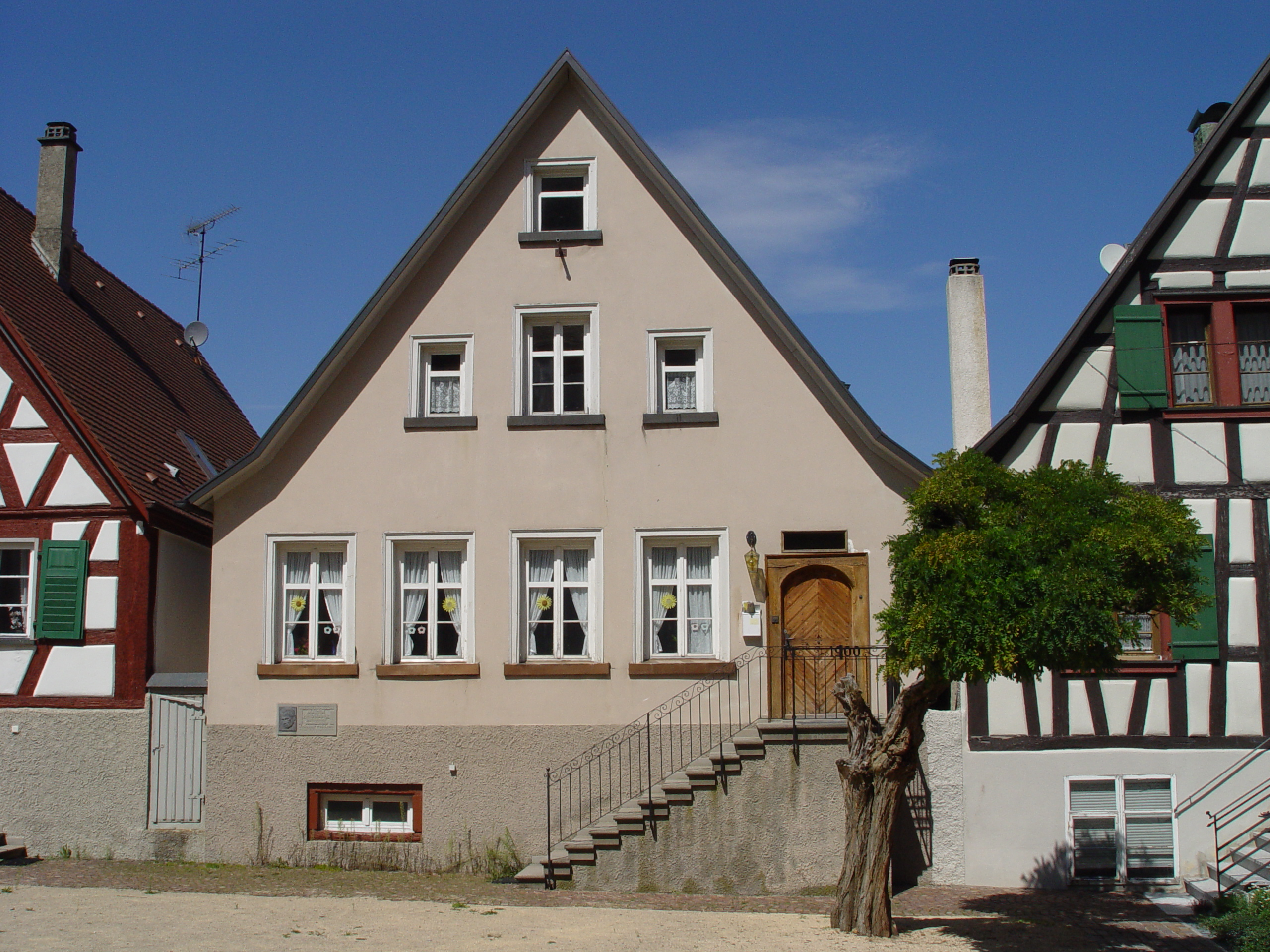
ハイデッガーが少年期を過ごしたメスキルヒの家

ハイデッガーの生家は聖マルティン教会の左手にある三軒の家の真ん中にあった。一階はベイビー・フェヒトの店で、ハイデッガー家はその二階に住んでいた。生家の右隣りには教会資産勘定役のクリーゼゴン・カウトが住んでおり、寺男であったハイデッガー家よりも上の身分であった。市立楽団・教会聖歌隊の指揮者でもあるカウトの地階には理髪店があった。隣にはクサーヴェル・ヴァーグナー司祭と皮なめし職人フィッシャー家が住んでいた。ハイデッガーの家族は1903年時点では2000マルクの基本資産と960マルクの所得税が査定されており、経済的には低い水準で生活していた。
1891年11月12日には妹のマリーが、1894年2月6日には弟のフリッツが生まれた。日曜日には修道服を着て男子は教会の掃除、女子は教会の花飾りを手伝い、ロウソクの交換やミサの鐘を鳴らすことも手伝った。当時大多数の人たちは時計を持っておらず、塔の時計と鐘によって時間を知った。寺男の子供は毎日、午後三時に鐘を撞く役割であった。晩の鐘が撞かれると町は静まりかえり、ハイデッガーはのちに「静寂は、最後の鐘の音とともにいよいよ静かになる。それは二度の世界大戦の犠牲になって寿命をまっとうすることもなかった人たちのもとへも届くのである」と書いている。家では節約が重視され、使い古したからといって棄てられずに大事に物が使われた。
ハイデッガーは小学校では夏には水泳、冬にはヘーゲル水車の側の池でスケートやサッカー、鉄棒、スキーなどのスポーツを好み、父の樽作りも手伝った。サッカーではレフトウイングとして活躍した。ゲッギンゲン村の子供とインディアン戦闘ごっこ、兵隊さんごっこを遊んだ際には、ハイデッガーは指揮官で、隣の皮なめし職人の家から借りた本物の鉄製のサーベルを持ってきたためメスキルヒ村がたいてい勝利した。
メスキルヒには高等小学校までしかなく、ギムナジウムはなかったため寄宿生の学校へ進学し、そのために高等小学校の課程とラテン語を習得しなければならなかった。1900年より、町村司祭カミロ・ブラントフーバー神父から弟フリッツとともにラテン語の個人指導を受けた。カミロ・ブラントフーバー神父はカトリック中央党のプロイセン州議員、ホーエンツォレルン地方議員を務めた。中央党は、ビスマルクがカトリック教会を弾圧した文化闘争の時にはローマ・カトリック勢力を代表した。
1903年秋、ボーデン湖畔のコンスタンツにあるハインリヒ・ズーゾ高等学校(Heinrich-Suso-Gymnasium)に入学し、この学校はギリシア語、ラテン語など古典人文主義の校風であった。フライブルク大司教区(Erzbistum Freiburg)付属宿舎(コンラディハウス)に住んだ。学校の哲学の授業ではリヒャルト・ヨーナス『哲学入門』が教材であった。当時マイナーセミナリー(Minor seminary.神学準備校)の牧師であったコンラート・グレーバー（Conrad Gröber）から「決定的な知的影響を受けた」とハイデッガーは述べている。コンラート・グレーバー博士はハイデッガーにとって「父のような友人」で、1905年にはマイナーセミナリーからコンスタンツ三位一体教会司祭で1932年から1948年に死去するまでフライブルク大司教を務めた。1905年、シュティフターの『石さまざま』を読む。

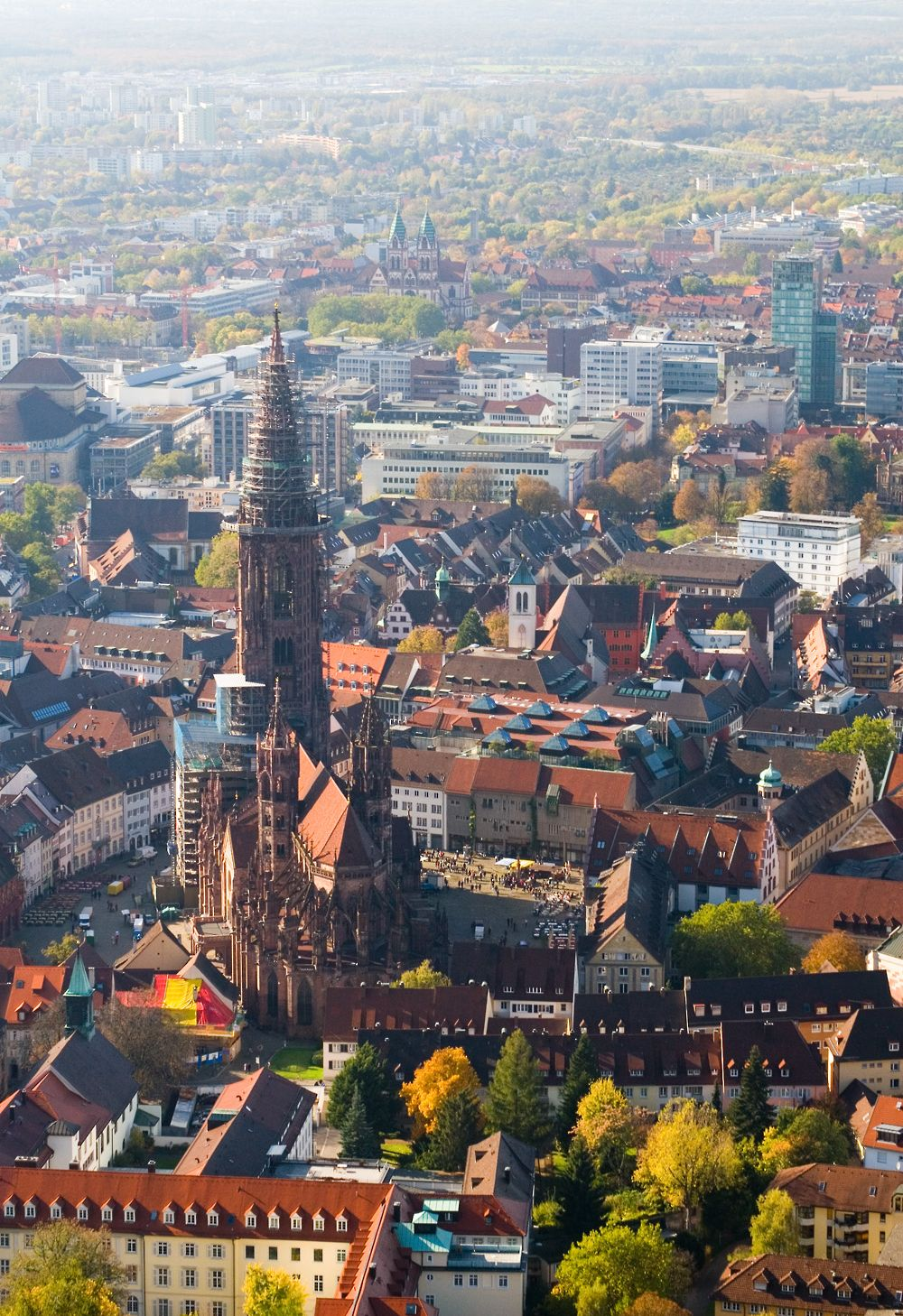
フライブルク旧市街地・フライブルク大聖堂

1906年に課程修了後、フライブルクのベルトホルト高等学校(Berthold Gymnasium)でアビトゥーアの準備をする。数学、神学、物理学、進化論生物学などを学習した。最終学年にギムナジウムのドイツ語・ギリシア語の教師フリードリヒ・ヴィダー(Friedrich Widder)の講義でプラトンを学習し、これによってハイデッガーは哲学的問題に意識的になったと述べている。ヴィダーは学内で文学サークルを組織しており、ギリシア語の講義ではプラトンの『エウテュプロン』、トゥキディデスの『ペロポネソス戦史』VI,VII巻、ホメロスの『イーリアス』、ソポクレスの『オイディプス王』、エウリピデスの『タウリケのイピゲネイア』とゲーテによる翻案を教材とした。
1907年夏、ギムナジウム最終年にコンラート・グレーバー博士から、フランツ・ブレンターノの1862年の学位論文「アリストテレスにおける存在者の多様な意義について」を贈られ、影響を受けた。ブレンターノの論文がギリシア語原文が長々しく豊富に引用されており、ハイデッガーは図書館でアリストテレス全集を借りだした。ハイデッガーはこの時に「存在の問い」に目覚めたと後年述べている。
1908年、レクラム文庫でヘルダーリンを読む。
1909年にはフライブルク大学神学部教授カール・ブライヒ (Carl Braig)の1896年の著作『Vom Sein: Abriß der Ontologie (存在について:存在論綱要)』も入手している。ハイデッガーはブライヒについて「ヘーゲル、シェリングとの対決を通じてカトリック神学にしかるべき地位と拡がり」を与えた「テュービンゲン思弁学派の伝統を受け継ぐ最後の人」と『現象学への私の道』で評している。

### 青年期

#### 神学部時代

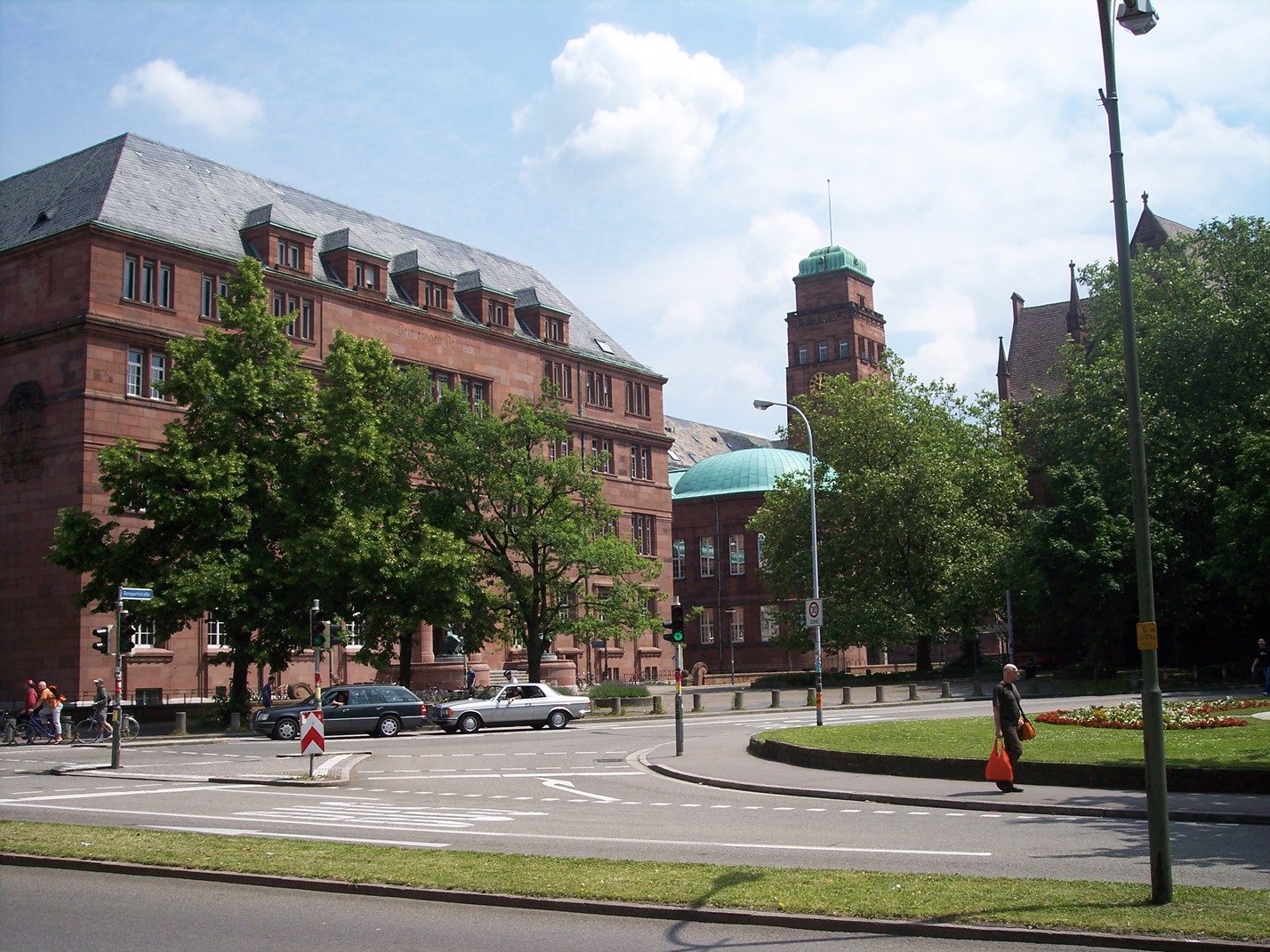
フライブルク大学

1909年9月30日、オーストリアのフォールアルベルク地方のフェルトキルヒ近郊ティジスのイエズス会修練士修練期用新入生宿舎に登録する。しかし10月13日、病気を理由に修練士監督より除籍される。フライブルク大学神学部に冬学期から入学し、入寮当日から図書館でフッサールの『論理学研究』を借りだし、研究を始めた。ブレンターノ学位論文を理解するのに役立つと考えたからだという。カール・ブライヒ教授からヘーゲルとシェリングを、ヴィルヘルム・フェーゲ教授から芸術史を、ゴットフリート・ホーベルクの聖書解釈学、ユリウス・マイアーのカトリックにおける所有権講座、ゲオルク・フォン・ベロウの憲法史講座を聴講した。ゲオルク・フォン・ベロウは国家は人間の本質的な絆であり文化の根源で、等族制を擁護し、民主主義はドイツ民族を脅かすものであり、ユダヤ人が普及させていると考え、第一次世界大戦時にはドイツ祖国党の指導者の一人であった。

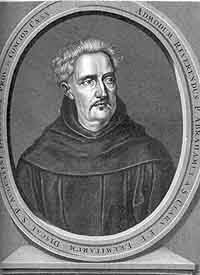
アーブラハム・ア・ザンクタ・クラーラ

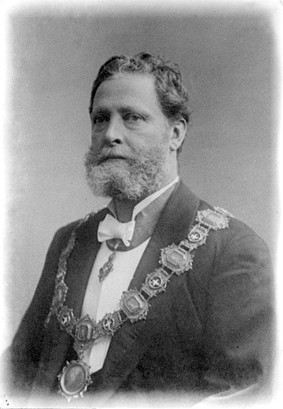
キリスト教保守主義者でウィーン市長カール・ルエーガー。アーブラハム・ア・ザンクタ・クラーラ記念碑の資金援助を行った。ルエーガーの思想はヒトラーにも影響を与えている。

1910年8月15日、メスキルヒ隣村のクレーンハイツシュテーテンでアーブラハム・ア・ザンクタ・クラーラ記念碑除幕式に参列し、その感想文をミュンヘンの雑誌『アルゲマイネ・ルントシャウ（公衆評論）』に発表した。アーブラハム・ア・ザンクタ・クラーラの著書『ウィーン覚書』は1683年のトルコ軍によるウィーン包囲に際して書かれ、トルコ人は「紛れも無いアンチ・キリスト、虚栄の塊の看守、貪欲な虎、呪われた世界破壊者」とされ、ユダヤ人は「恥知らずで、罪深く、良心を持たず、悪辣で、軽率で、卑劣でいまいましい輩、悪党」として、ペストはユダヤ人、墓掘り人、魔女によって引き起こされたとし、「神はドイツ人を見放すことはない」と説教し、『幕屋II』では「イエスを司直に売り渡したあのユダヤ人の子孫は、その後永劫の罰を受けねばならない」と書いている。こうした反ユダヤ主義は、カトリックでは中世からの伝統であり、アーブラハム・ア・ザンクタ・クラーラの説教はオーストリアや南ドイツでの反ユダヤ主義の発展にも貢献したとされ、またクレメンス・マリア・ホフバウアーをその精神上の父とし、啓蒙合理主義を主要な敵とするキリスト教社会運動(Christlichsoziale Bewegung)に影響を受けたカール・ルエーガーのキリスト教社会党(Christlichsoziale Partei)へと受け継がれた。アーブラハム・ア・ザンクタ・クラーラ記念碑はウィーン市長となっていたカール・ルエーガーから1000クローネの援助を受けて建設されたものであった。また雑誌『アルゲマイネ・ルントシャウ』はルエーガーの「祖国を救うために、ユダヤ人に握られている自由主義と戦う」と主張した論文を掲載していた。ハイデッガーは銅像について「天才的な頭（老年のゲーテに見紛うほど似ている）を見ると、広く浮きだしている額の背後には、多年風雨に耐えてきた不屈のエネルギーと、脈打ち続ける行為への衝動を実行に移さんとする深く汲み尽くせない精神とが宿っている」「アーブラハム・ア・ザンクタ・クラーラのようなタイプの人は、静かに国民の魂の中に保持されて、我々のためになるものでなければならない」と書いた。この論文ではウィーンのリヒャルト・フォン・クラーリク(Richard Kralik)のカトリック保守主義と、カール・ムートのモダニズムとの間で起こっていた文学論争についても主題となっており、ハイデッガーはクラーリク派の「グラール同盟」に参加していた。クラーリクの立場はモンタノス派の厳格な禁欲主義であった。クラーリク派の学生同盟は、若者を一つの「共同社会」に結集させ、近代文明や技術に公然と対立して「素朴な生」を獲得することを使命としていた。クラーリクは「すべての民族には、ダニエル書にもあるように、それぞれに独自の守り神ないし守護の天使、導きの守護神がある。しかし身体の四肢が、それぞれに同等の尊厳はあるにしても、違った機能を果たしているように、民族が異なり、国家が異なると、神の摂理によって、異なった役割、異なった使命が割当られる。[…]重要なのは、種族ではなく、肉体でもなく、精神、魂である。あの偉大な歴史家タキトゥスが、当時のゲルマン人をその他すべての民族の中から選び出したのも、彼がゲルマンの精神に畏敬の念を抱いていたというただそれだけの理由からであった」と書いており、これはカトリックのオーストリアが主導する「新しいドイツ国民の神聖ローマ帝国」の理念と結びついたものであった。クラーリクはまたカール・ルートヴィヒ・フォン・ハラー(Karl Ludwig von Haller)、フリードリヒ・フォン・シュレーゲル、フランツ・フォン・バーダーらのロマン主義的カトリックを引き継いで等族国家をモデルにした。ファリアスはクラーリクが等族国家をモデルにして社会民主主義と対抗したことは、ハイデッガーが共産主義に対抗してナチズムを持ちだした仕方と同一であると論じた。クラーリクは暫定的な国歌の歌詞として「神よ、我らの国を守り給え、ユダヤ人から我らの国を守り給え」と公表してもいる。ハイデッガーはクレメンス・マリア・ホーフバウワーやウィーンに住んだフリードリヒ・フォン・シュレーゲルの生の哲学に共感している。
神学部在籍時にハイデッガーは、教会の権威を保守しモダニズムに対抗するカトリックアカデミー同盟 (Katholischen Akademiker Verbandes)の月刊誌「アカデミカ−」に8篇寄稿した。「F.W.フェルスター(Friedrich Wilhelm Foerster)の『権威と自由 教会の文化問題についての考察』書評」では、「教会がその永遠の真理という宝を守ろうとして、モダニズムの破壊的影響を防ぐのは当然のことである」と書かれた。

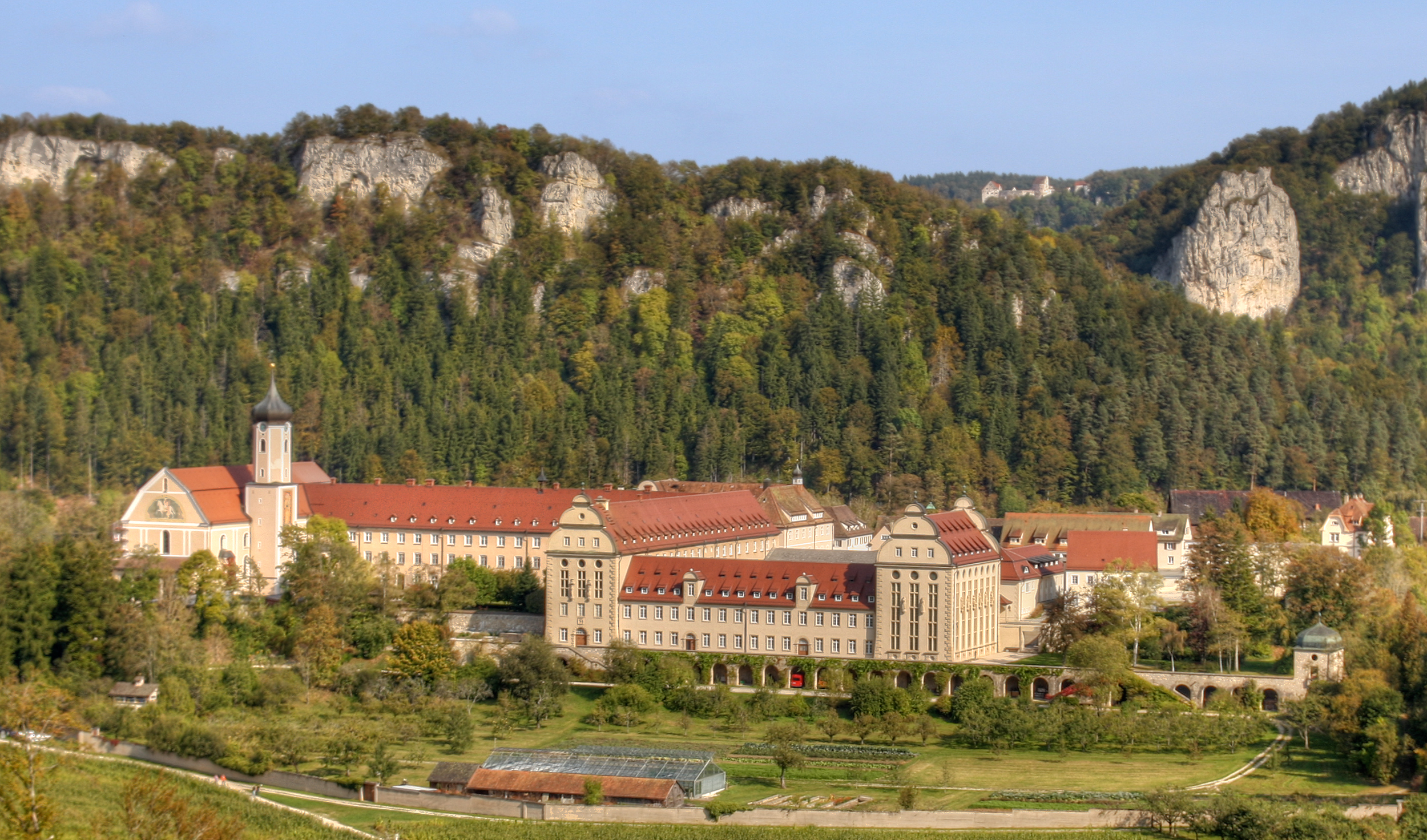
ボイロン修道院

ジグマリンゲン郡のドナウ川上流沿いのボイロン村にあるベネディクト派のボイロン修道院をハイデッガーは好み、大学が休暇になると自転車でメスキルヒからボイロンまで行き、405,000冊というドイツ内の修道院で最大の蔵書数を保管する図書室で勉強し、司書P・アンゼルムと親しくなった。1930年代にもハイデッガーはボイロン修道院をたびたび訪れ、図書室でアウグスティヌス研究を行った。

#### 哲学部への転部

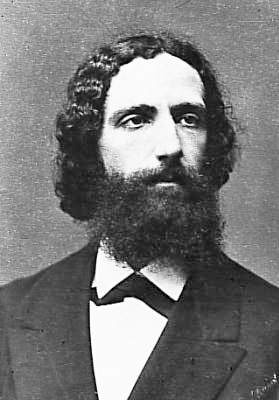
フランツ・ブレンターノ。現象を物的現象と心的現象に分けて志向性の解明に取り組み、フッサールに影響を与えた。ハイデッガーはブレンターノからはアリストテレス研究の影響を受けた。

1911年1月、デンマークの作家ヨハネス・ヨルゲンセン（Johannes Jørgensen）の『旅行記 光と暗い自然と精神』書評を執筆した。1911年2月、勉学のしすぎによる喘息性の神経性心臓障害により静養する。エーリナー奨学金は司祭就職になるという契約であったので、ハイデッガーが神学の勉強を中断をしたため打ち切られる。静養中にヨーゼフ・ガイガーの著作を読む。1911年5月にはオットー・ツィンマーマン『神の必要』の書評を執筆した。ハイデッガーは友人ラズロウスキーに数学、哲学、神学の3つの道について相談している。フライブルク大学神学者で『カトリックドイツのための文学展望』誌編集者ヨーゼフ・ザウアーには「論理学についての最近の諸研究」発表をハイデッガーは申し出て1912年3月17日付ザウアー宛書簡ではこの論考は「数学的論理学の多岐にわたる探求に着手するための支点」であり、「空間時間の問題は数学的物理学に定位することで暫定的解決」に近づくと書かれている。1911年/1912年冬学期にはハイデッガーは数学・自然科学部に在籍し、数学、物理学、化学、アルトゥール・シュナイダーのキリスト教哲学、西南ドイツ学派（新カント派）のリッケルトの哲学講義を受講し、1912年夏学期からは400マルクの奨学金が給付された。のちにハイデッガーの学位論文主査をするアルトゥール・シュナイダー(Artur Schneider,1876 - 1945)はアルベルトゥス・マグヌスにおけるアリストテレスやアウグスティヌス的要素を研究した哲学者であり、またカトリック保守派で1912年の著書『一元論的世界観の哲学的基礎』では唯物論や社会民主主義を批判し、のちには国家社会主義教師連盟（Nationalsozialistischer Lehrerbund）や国家社会主義公共福祉(NSV)に参加した。リッケルトは副査、教授資格論文では主査となった。
また、ハイデッガーはリッケルトの高弟エミール・ラスク(Emil Lask,1875 - 1915年戦死)にも影響を受け、ラスクが1911年に刊行した著作『哲学の論理学と範疇学』について「存在者と妥当するものによって、思考可能なもののすべてを包括する範時論をうちたてようとしたラスクの試みは、カントの超越論的論理学の継承発展」と評価し、フッサールの範疇論や範疇的直観が取り入れられていると評価している。またラスクが1912年に刊行した『判断論』も労作であるとハイデッガーは評価している。
1912年、ハイデッガーは「現代哲学における実在問題」をゲーレス協会哲学年報に発表する。5月には「宗教心理学と下部意識」を執筆。同5月、ベネディクト会修道士J・グレートの1989年の著作『アリストテレス＝トマス哲学綱要』の書評を書いている。夏学期にトラークルの詩を読む。「論理学に関する最近の諸研究」を発表。

#### 学位論文・教授資格論文

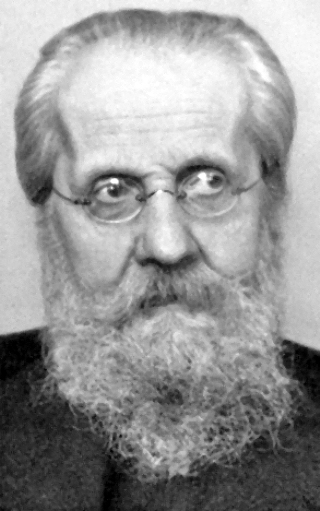
ハイデッガーの教授資格論文を主査した新カント派の哲学者ハインリヒ・リッケルト。著書に『認識の対象：哲学的超越への寄与 (Der Gegenstand der Erkenntnis: ein Beitrag der philosophischen Transcendenz)』

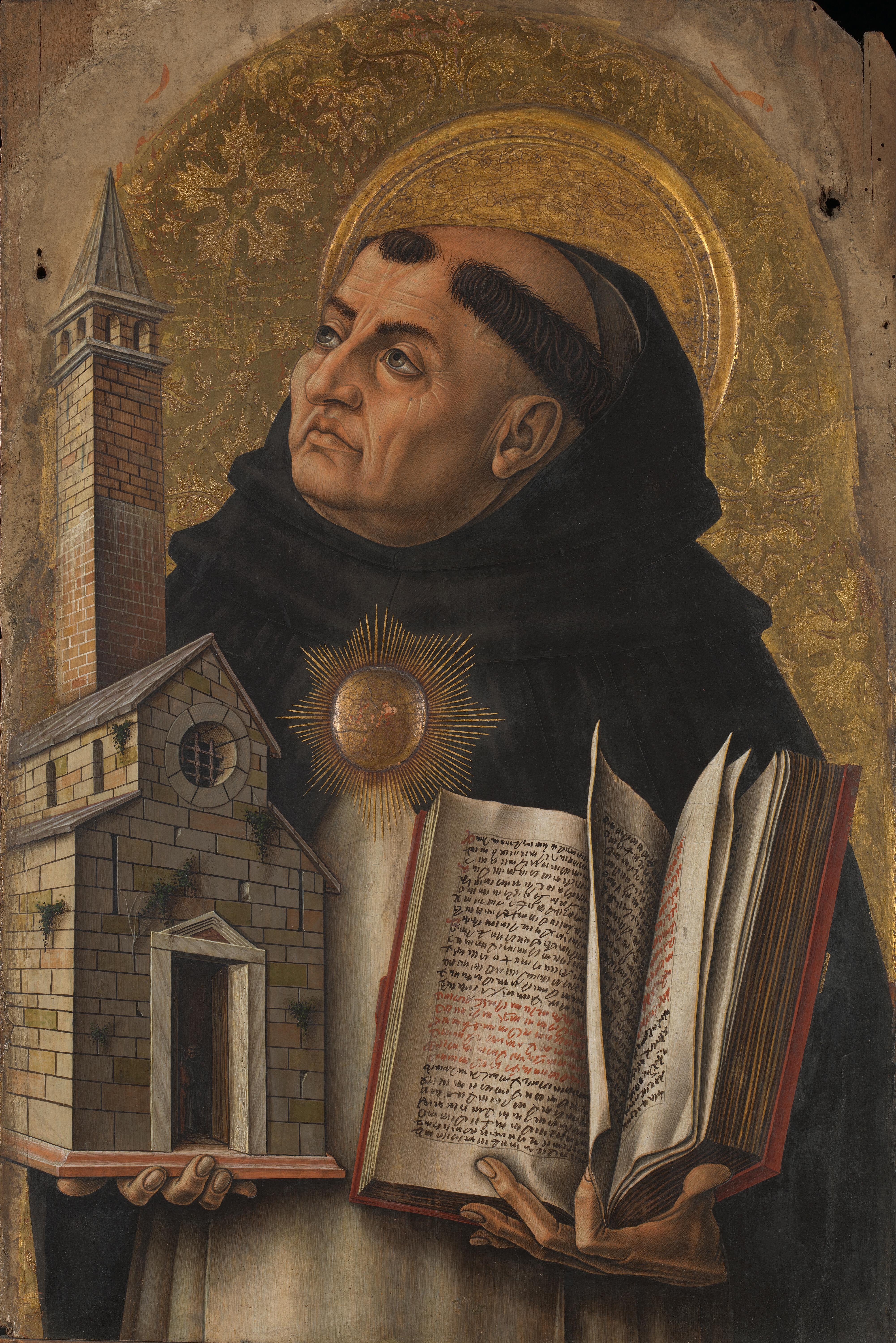
トマス・アクィナス

1913年7月26日、指導教官はアルトゥール・シュナイダー教授を主査とし、副査ハインリヒ・リッケルトのもと学位論文『心理学主義の判断論──論理学への批判的・積極的寄与』を提出し、最優秀（summa cum laude）の評価を得た。ハイデッガーはこの学位論文において、判断は「論理学の細胞」で、「論理学の根源要素」であるとし、ヴィルヘルム・ヴント、ハインリッヒ・マイヤー、フランツ・ブレンターノ、人格主義倫理学者テオドール・リップス(Theodor Lipps)などは心理主義であるとして批判的に分析した。1913年1月にはヘリングハウス編『短編小説集』書評を書き、同年ニコライ・フォン・ブーブノフ（Nikolai von Bubnoff）『時間性と無時間性 Zeitlichkeit und Zeitlosigkeit』書評を書いた。シュナイダーはシュトラスブルク大学に移ったため、歴史学者ハインリヒ・フィンケがハイデッガーの面倒を見た。ハインリッヒ・フィンケはカトリック中央党員でゲルマン民族は国民的原則を世界史に再統合したことを偉大な業績と考えていた。博士課程学生ハイデッガーは、ハイデッガーの親友ラズロウスキーの師でもあったフィンケの講義「ルネサンスの時代」を受講した。
この頃の奨学金はシュナイダーと、フライブルク司教座教会首席司祭ユストゥス・クネヒトの仲介で「聖トマス・アクィナスに敬意を表するコンスタンティン＝オルガ・フォン・シェツラー財団」から奨学金が斡旋され、授与にあたってはトマス・アクィナス教説を規範とすることが前提であり、ハイデッガーも願書にキリスト教哲学の研究に献身すると書き、1915年の願書でも「キリスト教カトリックの生活理想をめぐる将来の精神的闘いのために、スコラ学に蓄積された思想的富を活性化」すると書いた。
ハイデッガーの回想では1910年から1914年にかけての時代にはニーチェ「力への意思」、キルケゴール、ドストエフスキー、ヘーゲル、シェリング、リルケ、トラークル、ディルタイなどが読まれていた。この頃、カトリック哲学者のクレーメンス・ボイムカーとヨーゼフ・ガイザーと文通していた。
1914年7月、第一次世界大戦勃発。8月はじめハイデッガーは志願兵として登録したが、心臓発作のため入院後、登録を免除された。1914年にはフランツ・ブレンターノ『心的現象の分類』、シャルル・サントルール『カントとアリストテレス』書評、『カント語録』書評を執筆した。
1915年には国民軍として動員され、郵便監察業務を朝7時から夕方5時までこなし、1918年初頭まで続いた。1915年に教授資格論文(Habilitation)『ドゥンス・スコトゥスの範疇論と意義論』を提出し、7月27日に試験講義「歴史科学における時間概念」を行った。主査は新カント派の西南ドイツ学派のリッケルトであった。また、リッケルトがハイデルベルク大学に転出した後にフライブルク大学に赴任したエドムント・フッサールに現象学を直接に学ぶ。1915年冬学期より私講師としてパルメニデス、カントのプロレゴメナを講義し、日中は動員されていたので、講義は夜行われた。聴講生にエルフリーデ・ペトリがいた。ハイデッガーが影響を受けたマックス・シェーラーはこの頃カトリックに改宗し1915年の「Der Genius des Krieges unde der deutsche Kriege (戦争の守護神とドイツの戦争)」において戦争を「形而上学的覚醒」に喩え、真の犠牲精神、真の愛を要求するもの、神へ至るものとして論じ、ドイツの勝利によってヨーロッパは再び覚醒すると論じた。またフッサールの弟子で1942年にアウシュヴィッツ＝ビルケナウ強制収容所で死去したエーディト・シュタインは1917年2月9日のローマン・インガルデン宛書簡で民族は国家において組織され表現されるときほど力強いものはなく、国家とは自らの行動を律する自覚した民族のことであり、スパルタやローマ以来、プロイセンとドイツ帝国にみられる国家意識ほど健全なものは他に見られず、ドイツが戦争で敗北することは考えられないと書いており、ファリアスによればハイデッガーは政治的に無菌の世界でなく、こうしたフッサールの周囲での哲学的政治的環境にいたと述べている。
1915/16年冬学期にはハイデッガーは「古代哲学史」を講義し、1916年夏学期にはフライブルク大学の神学者エンゲルベルト・クレープスとアリストテレスについてのゼミナールを、1916/17年冬学期に「論理学の基本問題」を講じた。

#### 結婚と宗旨変え
1917年、ハイデッガーはプロテスタントのルター派で、プロイセン陸軍将校の娘であったエルフリーデ・ペトリとフライブルク大聖堂で結婚した。立会は神学者エンゲルベルト・クレープスであった。エルフリーデ・ペトリはフライブルク大学で国民経済学を勉強していた。これは当時では珍しいことであった。また、女子教育と女性の就業の発展を求めた女性解放運動家でドイツ民主党議員でもあるゲルトルート・ボイマー(1873-1954)の支持者であった。
1917年夏学期に空席になっていたフライブルク大学神学部教授にヨーゼフ・ガイガーが就任し、ファリアスはこのことがハイデッガーをカトリックから離反させることになったと論じている。
1918年1月17日、第一次世界大戦に際してドイツ帝国陸軍兵士としてハイデッガーは入営し、ホイベルク駐屯地に配置され、2月28日には第113補充大隊第4中隊に、7月8日にはベルリンのシャルロッテンブルクに駐屯するヴュルテンベルク編隊第414前線測侯（気象観測）部隊配属され、9月には西部戦線第一師団に配属され、マルヌ＝シャンパーニュの戦闘に従軍したあと、11月5日に1等陸士に昇進し、休戦後の11月16日に第10航空補充部によって動員解除された。復員後、ルターを研究した。
1919年、ハイデッガーはカトリックからプロテスタントに宗旨変えをした。1919年1月9日のエンゲルベルト・クレープス宛書簡で「歴史的認識の理論を越えた認識論的洞察から私にはカトリックの体系が疑問視されるようになり、それは受け入れがたいものになってしまいました。しかしキリスト教と形而上学が受け入れがたくなったのではありません」として、今後は哲学者として自分の「現存在と活動そのものを神の前に正当化する」ことができると確信していると書いた。ただし、ハイデッガーは1936年帝国文部省の調査に「所属宗教：カトリック」と記していた。宗旨変えの理由は、ローマ教皇教皇ピウス十世の反近代主義の強権的路線への反感や、妻エルフリーデ・ペトリがルター派であったためともいわれる。ピウス十世の1907年7月3日教令検邪聖省発令のラメンタビリ (Lamentabili sane exitu)では科学的で批判的な聖書釈義と和解できないと非難命題が提出され、ローマ教会に対して反モダニズムの宣誓をするよう命じられた。1911年、ドレスデンで大学教授協会は、教皇の命令に従って宣誓した教授の除名を決議した。これに対してカール・ブライヒ（ブライク）やクレープスは教皇指令を擁護した。またピウス十世は1914年の自発教令(motu proprio)「ドクトーリス・アンジェリチ」でトマス・アクィナスを唯一の権威とした。

### 初期フライブルク期
1919年の戦争緊急学期から1923年の夏学期までの時期、ハイデッガーはフッサールの助手として勤めつつ、フライブルク大学の教壇に立つ。一般的にこの時期は初期フライブルク期と呼ばれる。この時期の主要な著述・講義としては、ドイツ留学中の田辺元も聴講した1923年夏学期講義『存在論 ― 事実性の解釈学』や、マールブルク大学のナトルプに提出した1922年の論文『アリストテレスの現象学的解釈──解釈学的状況の提示』（ナトルプ報告）などがある。
1919年の戦時緊急学期講義では「哲学の理念と世界観問題」が講じられ、哲学史でなく「始原学(Urwissenschaft)」としての哲学理念を提示し、リッケルトを克服することが目指された。
1918年〜19年に講義はされなかったが講義草稿が残っている「中世神秘主義の哲学的基礎」では「マイスター・エックハルトにおける非合理性」と題して、「宗教的体験の直接生、すなわち聖なるもの、神的なものへの献身の妨げることのできない生き生きとした性質は、規定され、史的に条件付けられた認識論と心理学の頂点として生じる」として、エックハルトのいう離脱について「多様なものは、生すなわち主体を分散させ、落ち着かなさへともたらす」と論じられた。また、フリードリヒ・シュライアマハー『宗教の本質について』の抜粋を作成し、クレルヴォーのベルナルドゥスの『雅歌についての説教 』にも触れている。この他、アビラのテレサ「魂の内なる城」、アッシジの聖フランシスコの伝記「聖フランチェスコの小さい花」、トマス・ア・ケンピスの「キリストに倣いて」などを読んでいた。
1919年、フライブルク大学で「哲学の使命について」講義。同年、長男イェルク生まれる。
1919年〜20年のフライブルク大学冬講義「現象学の根本問題」ではフッサールのいう「記述」は認識論によって方向付けられており、これは「古い思考習慣の残滓」 と批判され、対象化、客観化することなしに経験-「事実的生経験」のなかで、「予期連関において、十全な動機付けの網を、非反省的に生きながらも、省察的に経験する」 ことが求められる。この「省察」という用語にはポメレリア貴族のパウル・ヨルク・フォン・ヴァルテンブルク (Paul Yorck von Wartenburg) 伯の影響があるとされる。また、生としての世界の現象を「環世界」「共世界(Mitwekt)」「自己世界」の3つに区分し、各世界はそのつど自己表出の性格と持つとされた。

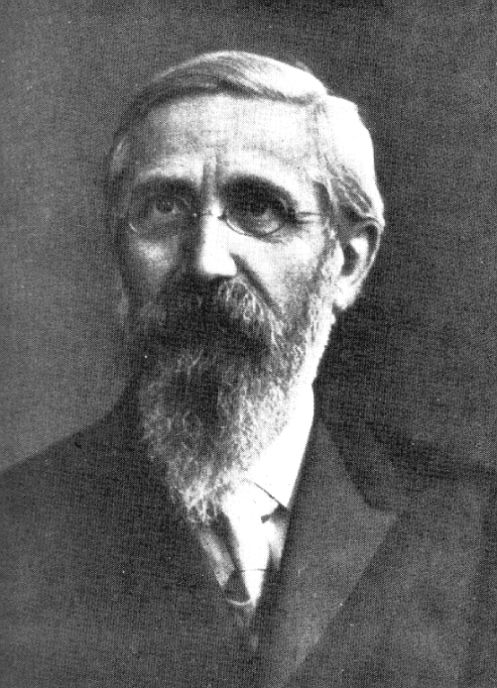
新カント派のマールブルク学派パウル・ナトルプ。ハイデッガーをマールブルク大学員外教授に招聘した。

1920年4月8日、フッサール61歳祝賀会でヤスパースと出会う。二男ヘルマン生まれる。1920年夏、「直観と表現の現象学；哲学的概念形成の理論」講義。1920年、マールブルク大学員外教授招聘候補に上げられ、パウル・ナトルプとフッサールがハイデッガーを推薦したが、イェンシュは反対し、就任したのはニコライ・ハルトマンであった。
1921年、講義「アウグスティヌスと新プラトン主義」が開かれた。1921年6月、カール・ヤスパース『世界観の心理学』書評をヤスパースに送った。1921年から1922年にかけて冬学期にフライブルク大学で「アリストテレスの現象学的解釈／現象学的研究入門」講義。

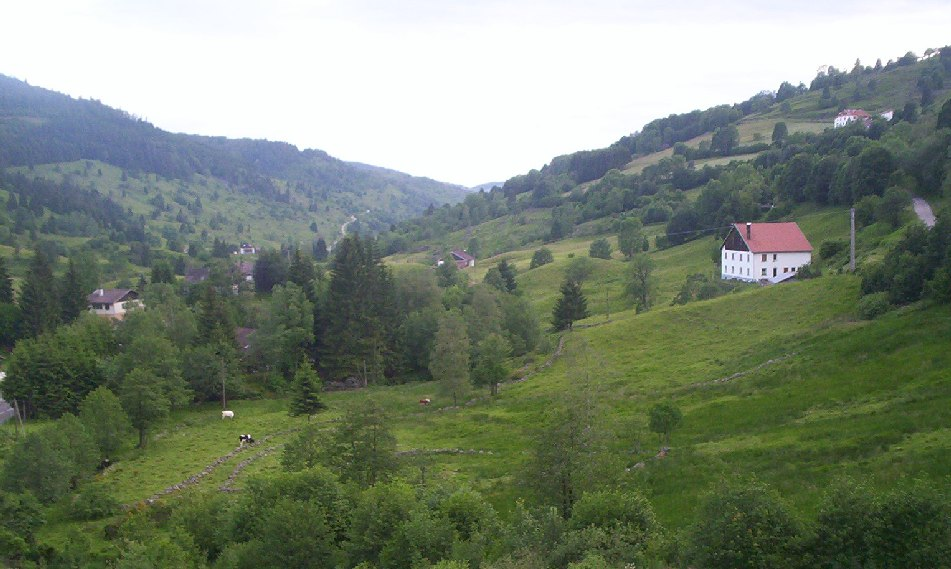
ヴォージュ山脈

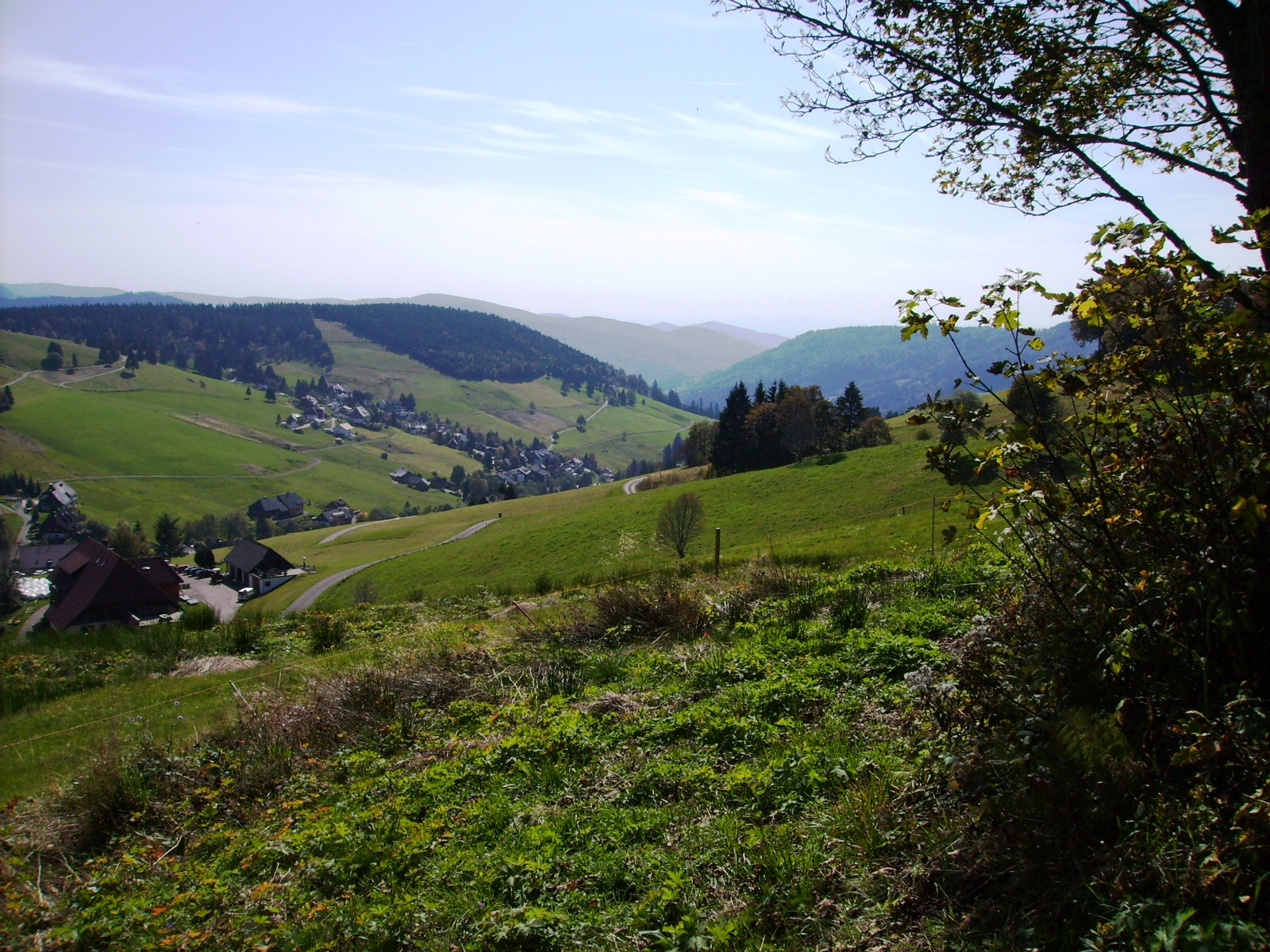
トートナウベルク

1922年夏学期、「アリストテレスの存在論と論理学の現象学的解釈」講義。日本人留学生からのポンドによる謝金でトートナウベルクに部屋数が3つある山荘を建てる。トートナウベルクはシュヴァルツヴァルトの標高1000mの高地にあり、ヴォージュ山脈、スイスアルプス山脈を眺望できる保養地である。ハイデッガーは1934年のラジオ放送された講演「我々はなぜ田舎に留まるか」において、「南部シュヴァルツヴァルトの広い谷間の急斜面の海抜1150メートルのところに小さなスキー小屋がある。広さは縦6メートル、横7メートルで、低い屋根の下に部屋が三つ、リビング・キッチンと寝室と勉強するときの独居房がある」「山々の重み、その原生岩の厳しさ、樅の木のゆっくりとした成長、花咲く牧草地の輝くばかりの、それでいて素朴な華やかさ、秋の夜長に聞こえる谷間の小川のせせらぎ、雪に埋もれた平地の厳しいまでの素朴さ、これらすべてが、あの山の上の毎日の現存在を突き抜けて行き、その中を揺れ動く。」とトートナウベルク山荘について語り、「冬の真夜中に、激しい雪嵐が小屋の周りに吹き荒れて、すべてを覆い尽くすとき、そのときが哲学の絶頂期である。そのとき、哲学の問いは、簡明かつ本質的たらざるをえない。すべての思考を徹底的に究明することは、厳しく鋭くあること以外ではありえない。これを言葉で表す苦労は、聳え立つ樅の木の嵐に向かっての抵抗のようなものである」と述べた。
1922年11月、フッサールの推薦でハイデッガーはゲッティンゲン大学教授に招聘され（ヘルマン・ノールが教育学部に移ったため）、ゲオルク・ミッシュの報告ではハイデッガーは学生に人気があり、その哲学は生の哲学、フッサールの解釈学的方法、ディルタイの精神史を補完させようとしたものとされた。選考の結果、第一候補はモーリッツ・ガイガー、ハイデッガーは第二候補となった。
1923年夏学期、「オントロギー、事実性の解釈学」講義の序言で「探求における同伴者は若きルターであり、模範はルターが憎んだアリストテレスであった。衝撃を与えたのはキルケゴールであり、私に眼をはめ込んだのはフッサールである」と書いた。

### マールブルク大学

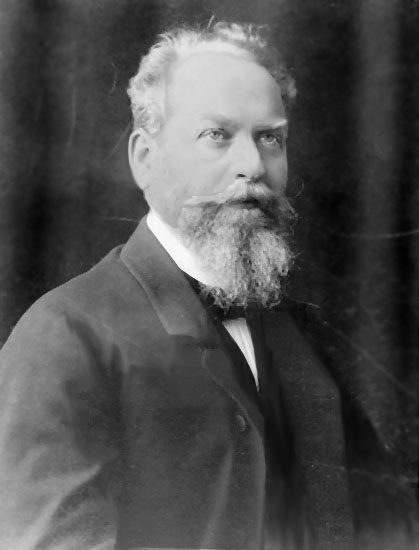
フッサール

1923年から28年の間、フッサールやゲオルク・ミッシュの推薦でマールブルク大学哲学部外教授として教壇に立った。1923年9月1日には神学教授クレープスを訪問し、クレープスがカトリック信仰に帰ることはないのかと質問すると、ハイデッガーは「いまのところはまだはっきりとそうとも言えない」がアウグスティヌスとアリストテレスの研究をしていると述べ、クレープスは「話しているとき、私はしばしば昔からの若い友人、完全なカトリック信者の学者と向かい合って座っていると思った」という。
マールブルク大学ではハンス・ゲオルク・ガダマー、フライブルクから移ったハイデッガーの後を追ってやってきたユダヤ系のカール・レーヴィット、ユダヤ系でシオニストであったレオ・シュトラウス、ハンナ・アーレント、ハンス・ヨナスがいた。ガダマーはハイデッガーの個性は「彼が完全に自分の仕事に没頭して、それが滲み出ていたことからきていた」、それは研究と業績の出版に集中するような教授の「授業」ではもはやなかったとし、精神的知的指導者のような人気があった。
1923年から1924年にかけて冬学期にマールブルク大学で「現象学的研究への入門」講義。1924年春には日本の研究所に招聘されたが、実現しなかった。1924年5月2日、父フリードリヒ・ハイデッガー死去。1924年夏学期、「アリストテレス哲学の基礎概念」講義。1924年にハンナ・アーレントがマールブルク大学に入学し、その時から既婚者であったハイデッガーと指導下の学生であった彼女と愛人関係が始まる。またハイデッガーは教育学者でヘルマン・ノールの弟子であったエリザベート・ブロッホマン（Elisabeth Blochmann)とも愛人関係にあった。1924年から1925年にかけて冬学期に「プラトン：ソフィスト」講義。ハイデッガーはマールブルクを「霧のかかった巣窟」といい、「俗物的雰囲気」を嫌ったが、ブルトマンとの対話においてフリードリヒ・ゴーガルテンやカール・バルト、スコラ哲学、ルターなど神学の議論を交わした。
1925年4月16日〜21日、カッセルのクールヘッセン文芸協会で「ヴィルヘルム・ディルタイの研究活動と歴史学的世界観をもとめる現代の争い」を講演する（カッセル講演）。このなかでディルタイとフッサールを批判しながら、パウル・ヨルク・フォン・ヴァルテンブルク伯のいう「歴史的省察」を讃えた。1925年夏学期の講義 『時間概念の歴史への序説』 ではフッサールの現象学をギリシア語の意味から「それ自身においてあらわなるものをそれ自身から見させること」と定義し、現象学的探求からは存在の問いが生じるはずであり、フッサールの純粋意識に意識の存在への問いが立てられていないと批判した。1925年から1926年にかけて冬学期に「論理学：真性への問い」講義。この講義ではカントは存在と時間の関連について予感したが、問題の根本的理解にはいたらなかったと解釈した。
1926年夏学期の講義 「古代哲学の根本諸概念」。1926年から1927年にかけて冬学期に「トマス・アクィナスからカントまでの哲学の歴史」講義。
1927年2月、フッサール編集の「現象学年報」8号に「存在と時間」前半部を掲載し世界的な名声を手に入れ、マールブルク大学正教授となった。しかし、ヤスパースとの議論のあと、印刷が開始されていた「存在と時間」の第3編「時間と存在」の出版は中止され、原稿は発表されず、焼き捨てられた。1927年3月9日、チュービンゲンで「現象学と神学」講演。1927年5月3日、母ヨハンナが逝去。1927年夏学期、マールブルク大学で「現象学の根本諸問題」講義。1927年から1928年にかけて冬学期講義「カント純粋理性批判の現象学的解釈」。
1928年2月14日、「現象学と神学」講演。1928年夏学期、マールブルク/ラーン大学で「論理学の形而上学的な始元諸根拠 ライプニッツから出発して」を講義。

### フライブルク大学教授就任
1928年2月25日、ハイデッガーはフッサールの後任としてフライブルク大学の教授に招聘され、就任した。マールブルク大学はハイデッガーの退職は大学にとっての損失であり、招聘を断るよう文部省などへ働きかけたが、ハイデッガーはフライブルクからの招聘を受けた。ハイデッガーがかつて寄宿生活を送ったコンスタンツのコンラディハウス院長マテウス・ラングからの祝辞への返信で「私は、うれしく、かつまた感謝の念をこめて、コンラディハウスにおいてはじまった私の勉学の日々を思いおこしては、すべての私の試みがいかに強く故郷の土に根づいているかを、いよいよまざまざと実感しております」「哲学するとは、畢竟、初心者のほかの何者でもないことの謂いなのです。しかし、私たちが小人たるにもかかわらず、おのれみずからに内なる忠実を保ちつづけ、そこから精進しようと努めるならば、そのわずかな行為も、良きものとなるにちがいありません」と書いた。
1928年から1929年にかけての冬学期にフライブルク大学で「哲学入門」を講義。
1929年4月、スイスのダボスで新カント派のエルンスト・カッシーラーとのダヴォス討論を行い、「神に存在論はない」「存在論を必要とするのは有限者だけである」と語った。この討論にはルドルフ・カルナップも参加しており、ハイデッガーに全てを物理学的用語で表現する可能性について話すとハイデッガーは賛同したという。
1929年夏学期、「ドイツ観念論と現代の哲学的問題状況」を講義、フィヒテの知識学を読解。1929年、「カントと形而上学の問題」を刊行。同年、「根拠の本質について」をフッサール生誕70周年記念論文集に寄稿、同時に出版された。1929年7月24日、フライブルク大学講堂で「形而上学とは何か」公開就任講演。同年、単行本としてボンのフリートリヒ・コーヘン社、のちヴィットリオ・クロスターマン社から刊行。第5版以降、ハンス・カロッサに献呈されている。
1929年9月にハイデッガーはボイロン修道院へ連れ立った愛人エリーザベト・ブロッホマンへ手紙でこのように書いている（文中の「ボイロン」とはボイロン修道院を指し、現存在の真理を表すメタファーとされている）。
1929年から1930年にかけての冬学期にフライブルク大学で「形而上学の根本諸概念：世界-有限性-孤独」を講義した。この講義ではオスヴァルト・シュペングラー『西洋の没落』を踏まえて、現在の貧困、政治的混乱、学問の無力、危険のないところでの全般的な満腹した安楽がいたるところにあるなか、人間の理想や偶像にしがみつくことでなく、「人間の内なる現存在を自由に解放すること」によって「自己封鎖解除」と「決断」が呼び求められると語った。

### ナチス政権時代
1929年の世界金融恐慌によって失業率が急増し、国民社会主義ドイツ労働者党(ナチス)が伸張して1930年9月の選挙では107議席を獲得、第二政党となった。ハイデッガーとナチスの関わりは政権獲得以前にさかのぼる。妻エルフリーデは早くからヒトラー支持者であった。哲学者エルンスト・カッシーラー夫人トーニの証言では、1929年にはハイデッガーの反ユダヤ主義的傾向はよく知られていた。1930年ごろからは、初期ナチズムに影響を与えたといわれるエルンスト・ユンガーの『労働者・支配と形態』の要約「総動員」を助手ヴェルナー・ブロックと研究した。1930年ブレーメンでの「真理の本質について」講演後の討論で「ひとは他者の身になってみることができるか」という問いについて荘子秋水篇第17の「魚の喜び」説話を読んで聞かせ、「自己移入」から出発しては「共存在Mitsein」は理解できないということを示そうとした。1930年夏学期、「人間的自由の本質について」を講義、カントの自由論を扱う。1930年、ベルリン大学に招聘される。この招聘は「大学の哲学者に授与される最大の名誉」（ヤスパース）であったが、ハイデッガーは断った。
1930年7月11日から3日間開催された「バーデン郷土の日」の祭典では、のちのベルリン大学総長で優生学者のオイゲン・フィッシャー、エルンスト・クリーク、作家レオポルド・ツィーグラーといったナチの同調者や党員とともに「学術芸術経済分野のバーデン賢人会議」で「真理の本質について」講演を行った。カールスルーエ新聞はハイデッガーが「抽象の領域から具体的な状況のただ中へ、真理性の根底としての土着性へ向かっていった飛躍は決定的なものであった」と報告した。この講演「真理の本質について」は同年、ブレーメン、マールブルク、フライブルク、1932年にはドレスデンでも同タイトルで講演され、1943年に出版された。同題講義ではプラトンの洞窟の比喩について、真理はギリシア語でアレーテイアというが、これはア・レーテイア、非隠蔽性、隠されていないことを意味するとし、真理とは「人間を越えて立つところのものである」「本来的に自由であることは、暗さからの解放者であることである」「自由であること、解放者であることは、存在にふさわしく、われわれにぞくする者たちの歴史において共に行動することである」「根源的な闘争（論争などというわけではない）が意味しているのは、自分に最初に敵と反対者さえも作り出し、そしてこれをおのれの最も鋭い反対者にする闘争である」とし、歴史における真理実現のための行動として根源的な闘争が呼び求められるし、ニーチェはヒューマニズム、キリスト教、啓蒙主義に反対したと述べた。1930年10月26日にボイロン修道院で「時間についての聖アウグスティヌスの見解 『告白』第11巻」を講演した。1930年から1931年にかけての冬学期に「ヘーゲル『精神現象学』」講義。
この頃、ベルリン大学教授にハイデッガー、ニコライ・ハルトマン、エルンスト・カッシーラーが候補となり選考がなされた。ハインリッヒ・フォン・フィッカーら選考会ではカッシーラーが候補とされたが、文部大臣アードルフ・グリメはフッサールの弟子でもありハイデッガーを強く推薦した。しかしハイデッガーは1930年5月にグリメにドイツの精神活動を規定する重要な地位であるベルリン大学教授に就くには自分はふさわしい形で責務を果たせないとして断り、1931年1月、ハルトマンが招聘された。
1931年夏学期、「アリストテレス『形而上学9巻1-3』力の本質と現実性について」講義。1931年ごろにはトートナウベルクの山荘に住むハイデッガー家の全員がナチズムに「改宗」していたというヘルマン・メルヘンの証言もある。1931年10月にはボイロン修道院に滞在し、エリーザベト・ブロッホマンへ手紙でこのように書いている。
1931年から1932年にかけての冬学期に「真理の本質について：プラトンの洞窟の比喩とテアイテトス」講義
1932年夏学期、「西欧哲学の原初 アナクシマンドロスとパルメニデス」講義

#### フライブルク大学総長就任とナチス入党
1933年1月、フォン・ヒンデンブルク大統領の任命でヒトラーは首相となり、ナチス党がドイツの政権を掌握していった。この頃、フライブルク大学では次期学長選を控えており、社会民主党党員の解剖学者ヴィルヘルム・フォン・メレンドルフが学長内定者であったが、古典文献学者ヴォルフガング・シャーデヴァルトらナチ党員らによってハイデッガーが候補にあがるようになった。4月上旬には内務省ナチ大学担当オイゲン・フェーアレがフライブルク大学視察に訪れ、ハイデッガーは学長選挙にあたってフライブルク大学最古参のナチ党員であるヴォルフガング・アリーらの支援をうけていた。1933年4月21日、ハイデッガーはフライブルク大学総長に選出された。5月1日のメーデーを改称した「国民的労働の日」をもって、エーリヒ・ロータッカー、哲学者アルノルト・ゲーレン、アルフレート・ボイムラー、哲学者ハインツ・ハイムゼート、テオドール・リットら22名の同僚教授とともにナチス党に入党した。党員番号は3125894（バーデン地区）であった。ハイデッガーの党員証はベルリンドキュメントセンター(Bundesarchiv)に保管されている。
若いハイデッガーに深い影響を与えたコンラート・グレーバーフライブルク大司教もボルシェヴィズムへの不安のため、それまで対立していたナチスと和解し、ファシズムは「現代において最も力強い精神運動」とし、「新しい国家（ナチスドイツ）を拒否してはならない、これを肯定し、迷うことなく、尊厳と真摯をもってともに働くべきである」と中央党の新聞で述べるなどナチスを公然と支持した最初のドイツ人司教となったが、1937年には除名された。

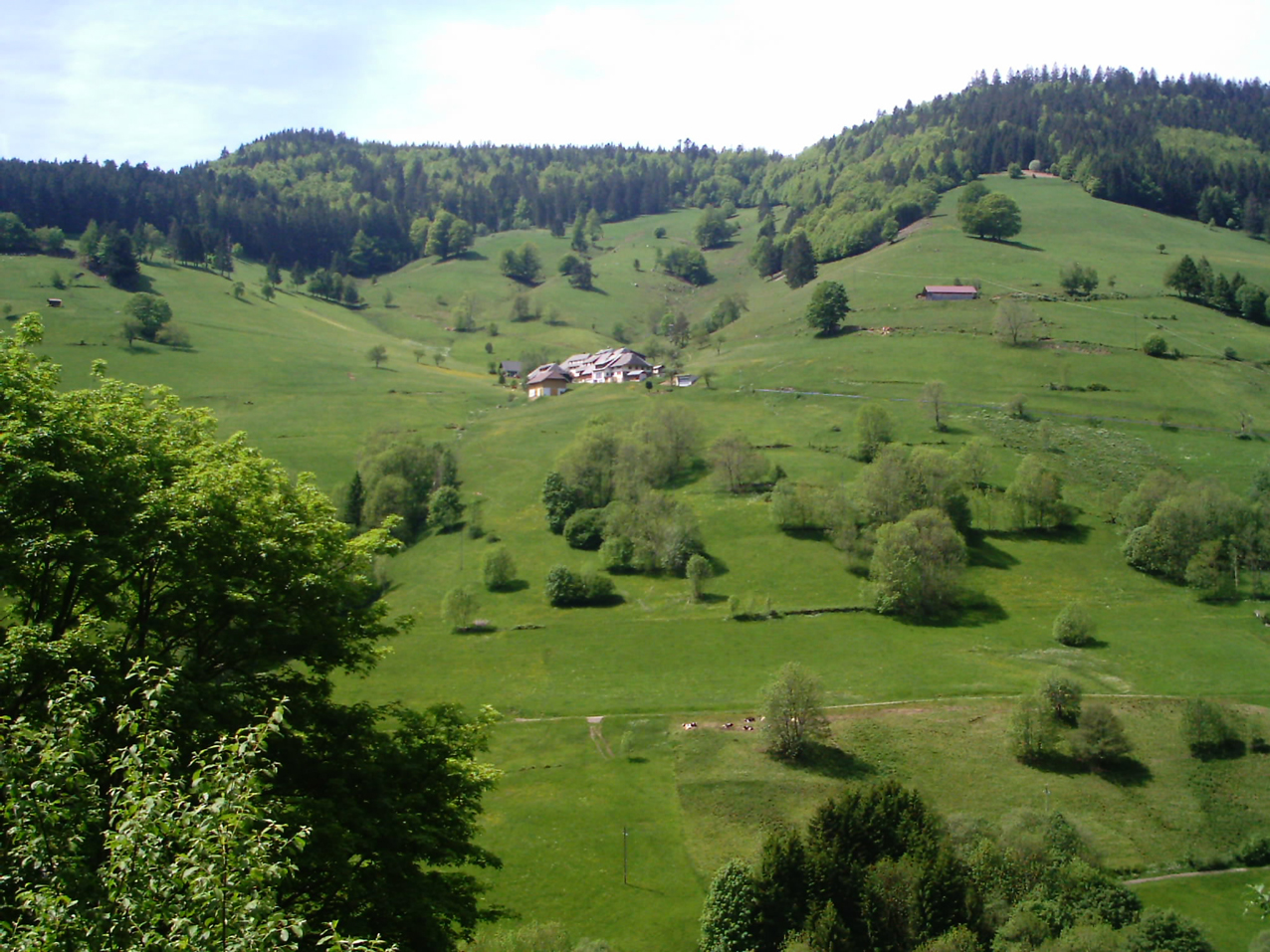
シュヴァルツヴァルト

5月26日にはハイデッガーはアルベルト・レオ・シュラゲーター顕彰演説を行った。彼はフライブルク大学を中退し、第一次世界大戦に志願兵として従軍した後、義勇軍となり、鉄道爆破によって逮捕され銃殺刑となり、ナチスから英雄とされていた。ハイデッガーはシュラゲーターを「もっとも困難なことを引き受け」、「自らの栄誉と偉大さのために、心の中で民族の来るべき出発を思い浮かべて、その光景を自らの魂に刻みつけ、これを信じて行かねばならなかった」とし、この「もっとも偉大なるものともっとも遠くにあるものを自らの魂に刻みつける心情の明晰さ」は、英雄の故郷であるシュヴァルツヴァルトから来るのであり、「これが昔から意志の堅固さを作り上げる」のであり、「彼はアレマンの国土を眺めながら、ドイツ民族とその帝国のために死んでいった」とし、フライブルク学生に「意志の堅固さと心情の明晰さ」をしっかりと保持することを訴えた。

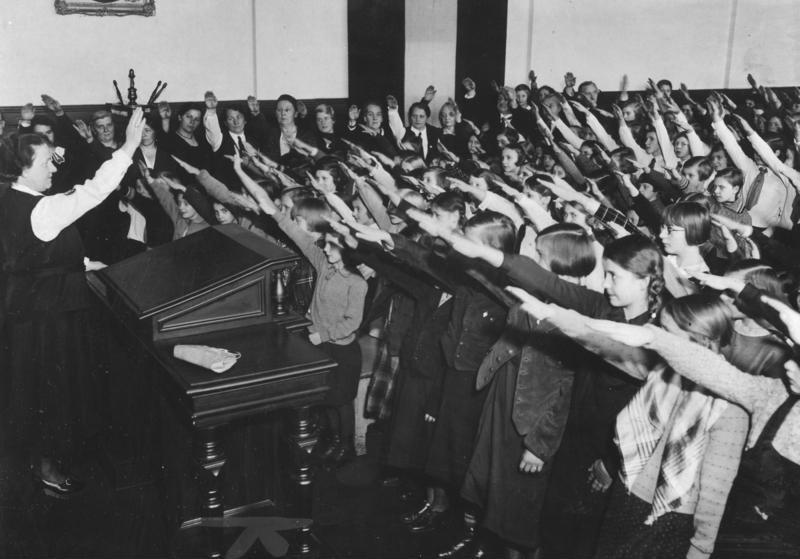
ナチス式敬礼

5月27日の就任式典ではハイデッガーは就任演説「ドイツ大学の自己主張」を行い、ナチス革命をカイロス（歴史的好機）であり、「はるかなる任務」に委ねることを聴衆に求め、「われわれが自らを再びわれわれの精神的歴史的現存在の開始という力のもとに置く」ことが真の学問の条件であるとし、大学をナチス革命の精神と一致させるよう訴えた。式典ではナチス党歌「旗を高く掲げよ」が演奏され、ナチス式敬礼を非党員にも強要して物議をかもし、またハイデッガー学長は大学の講義の開始と終了にハイル・ヒトラーの敬礼を義務づけた。聴講していたカール・レーヴィットはソクラテス以前の哲学を勉強したらいいのか、突撃隊と行進したらいいのかわからなくなったと述べている。ヤスパースはハイデッガーから「ドイツ大学の自己主張」演説を送られてからの1933年8月23日の返信で「学長就任演説を送っていただいてありがとうございます。初期ギリシア精神をきっかけにした偉大な筆致には、新しい真理のように、同時に自明の真理のように、またまた感動したものです」と書き、この演説は「信頼するに値する実質を持つ」と賞賛した。突撃隊隊員で歴史家のリヒアルト・ハルダーは「大学を真剣に考え、学問に真っ向から対決したもの、真の簡潔さ固い意志と大胆な不敵さをもってなされた真に政治的な宣言」と賞賛した。ハインリッヒ・ボルンカムも賞賛し、ラインヴェストファーレン新聞は「個人の立場から大学を全体国家の中に組み込もうとする初めての試み」とし、ベルリン株式新聞は「魅惑的であるとともに義務感を呼び覚ます」と評価した。ハイデッガーの学長就任演説についてマルクーゼは1934年に「全体主義的国家観における自由主義との戦い」で批判した。ハイデッガーの講義を受けたこともあった日本の哲学者田辺元もハイデッガーのナチス入党と「ドイツ大学の自己主張」について1934年「危機の哲学か 哲学の危機か」で批判した。田辺元は「単に存在の不可測性、それに対する知識の無力の自覚、という如き原理だけで、積極的に民族国家の形而上学的基礎を確立し、学問も国家奉仕の所謂知識勤務を以て本質とすべき所以を明にし得るか、という如き疑問は必然に起こり来らざるをえない」とし、ハイデッガーの師であるプラトンはその師ソクラテスが死刑になったことを源泉とした「危機の哲学」であるが、理性を参与させることなく単に運命的なる存在に従属しようとするハイデッガーは「哲学の危機」であると批判した。ムッソリーニを一時支持したあと転向して批判したベネデット・クローチェはハイデッガーの演説を「愚かであると同時に卑屈」といい、ハイデッガーがもてはやされるのは「無内容と一般論はいつももてはやされる」からだと1933年9月9日のカール・フォスラー宛書簡で書いた。
1933年6月30日「新しい帝国の大学」をハイデルベルク大学で講演した。11月30日にチュービンゲンナチ党地区本部とドイツ文化のための闘争同盟とチュービンゲン大学学生組織から招聘され、ハイデッガーは「国民社会主義国家の大学」をチュービンゲン大学で講演した。この講演でハイデッガーは「ナチ革命」とは「ドイツの現存在全体の完全な変革」「人間の、学生の、次代の若い大学教師たちの完全な再教育」を意味するとし、「ドイツ人は歴史的民族になる」「次代の学生は、迷うことなく、一心不乱に、民族の知的要求を国家の中で貫徹する戦いを試みねばならない。この戦いにおいて若者たちは、彼らの確固たる意志を導いてくれる指導者に臣従する」と述べた。ドイツ文化のための闘争同盟(Kampfbund für deutsche Kultur)はアルフレート・ローゼンベルクが1929年に創立した組織である。
1933年夏学期の「哲学の根本問題」講義（ヘレーネ・ヴァイス遺品の聴講生ノートに基づくもので、ハイデッガー自筆原稿ではない）でハイデッガーは「この数週間」は歴史的瞬間であり「ドイツ民族が自己自身に立ち還り、自らの偉大な指導者を見つけ出しているのである。この指導者のもとで、自己自身に至りついた民族は、自らの国家を作り出し、国家の中へ組み込まれた民族は、やがて国民国家に成長していき、この国民国家は、民族の運命を引き受ける。こうした民族は諸民族の真只中に立って精神的な負託を自らに課し、自らの歴史を作り上げて行く」「民族は、こうした問い（我々が何者なのか）を発することによって、その歴史的現存在を耐え、危機と脅威の中でそれを堅持し、その偉大なる使命の中にまでそれを持ち込むことができるのであって、民族がこうした問いを発することこそが、民族が哲学的に考えるということであり、それが民族の哲学なのである。」、「哲学の根本問題とは何であり、またその独自の本質は何かについての決定はいつどこで下されたのであろうか。それはギリシア民族−その血統と言語は我々ドイツ人と同一の起源をもつ−の偉大な詩人たちや思索家たちが、人間的＝歴史的現存在の比類なき新しい様式を作り出したあの時である」「西欧の人間の精神的＝歴史的現存在のこの始まりは、今なおそのままに、西欧の運命である我々の運命に大きく関わるはるか遠くからの指令として、ドイツの運命と繋がっているはるか遠くからの指令として存続している」と述べた。またハイデルベルク大学での「新しい帝国の大学」講演では「ヒューマニズムやキリスト教の考えによって窒息させられることのないナチズムの精神を体し、こうしたことに抗して仮借なき戦いがなされねばならない」「戦いは、民族の宰相ヒトラーが実現する新しい帝国の諸勢力を結集して行われる。」「この戦いは大学の教師と指導者を作り出すための戦いである」と述べた。1933年9月にはフライブルク大学の同僚で世界的な化学者であったヘルマン・シュタウディンガーを「政治的に信用できない」とバーデン州大学担当官フェールレに伝えた。フェールレは早速シュタウディンガーの告訴手続きを行い、ゲシュタポも罷免相当であるという報告書を作成、ハイデッガーも罷免相当であるという回答を行った。結局シュタウディンガーの免職は政府の許可が下りなかったために実行されなかった。10月1日にはフライブルク大学の「指導者」に任命され、大学の「強制的同一化」を推進した。また国際連盟脱退やヒトラーの国家元首就任を支持する演説も行うなど、学外でも積極的な活動を行った。
1933年7月20日にドイツとバチカンとの間で結ばれたライヒスコンコルダート(ライヒ政教条約)にハイデッガーは批判的であった。
1933年9月、再びベルリン大学正教授に招聘された。ハイデッガーは9月4日のアインハウザー宛書簡で「個人的な事情は一切抑えて」「任務を果たすことこそ、アードルフ・ヒトラーの仕事に役立つ最善のこと」としていまだ決めかねると答え、結局は招聘を断った。同時期にミュンヘン大学への招聘もあり、ハイデッガーも検討していたがフライブルク大学の後任人事問題のため1934年1月に断った。同時期にミュンヘン大学へも招聘され、ミュンヘン大学への招聘に際してエルンスト・クリークの親友でマールブルク大学のエーリヒ・イェンシェンは文相シェムへの文書でハイデッガーは「危険な分裂症患者」でハイデッガーの著作は「精神病理学の素材以外の何ものでもない」「タルムード的＝三百代的思考」であるゆえユダヤ人にとっても大きな魅力となっていると告発し、他方招聘をハイデッガーも検討していたがフライブルク大学の後任人事問題のため1934年1月に断った。

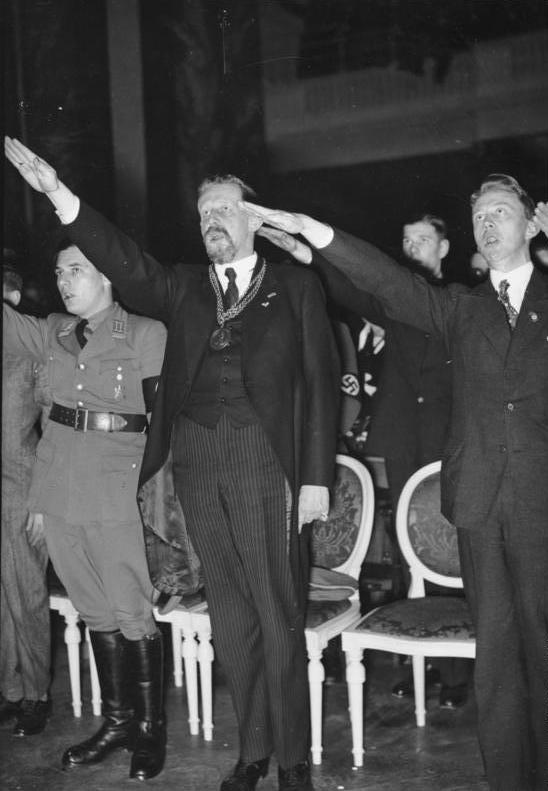
ベルリン大学総長オイゲン・フィッシャー(Eugen Fischer)、1934年ベルリン大学での式典。遺伝学者で人種の研究をした。

1933年11月10日のフライブルク新聞は、フライブルク市長ケルバー博士、ツーア・ミューレン学生団体指導者、フライブルク大学総長ハイデッガーの署名で「われらが民族を苦難、分裂、破滅から救出し、統一、決断、栄誉へともたらしたまえる、諸民族の自己責任に基づく共同体の新たな精神の師父にして先駆ける戦士に対して、ドイツ西南の辺境なる大学都市の市民、学生ならびに教授団は、無条件の臣従を約束したてまつる」という総統宛電文を掲載した。
1933年11月、ザクセンのナチ教員同盟（Nationalsozialistischer Lehrerbund、NSLB）大管区長アルトゥール・ゲプファルト、ベルリン大学総長オイゲン・フィッシャー(Eugen Fischer)、ライプツィヒ大学総長アルトゥール・ゴルフ、ゲッティンゲン大学総長フリードリヒ・ノイマン、ハンブルク大学総長エーバーハルト・シュミットと並んでフライブルク大学総長ハイデッガーは「ドイツの学者の政治集会」に参加し、「ドイツ民族は、総統から賛成投票を呼びかけられている。しかし総統は民族に懇願しているのではない。総統はむしろ民族にこの上なく自由な決断のもっとも直接的な可能性を与えてくれている。民族の全体が自らの現存在を望んでいるのか、それともこれを望んでいないのかの決断をである。この民族は、明日、自らの未来そのもの、それ以外の何ものでもないものを選ぶのである」、「究極の決断は、我々の民族の現存在の極限を突き詰める」、極限とは「あらゆる現存在の根源的要求、自己の本質を保持し救い出すというその根源的要求である」と述べた。
1933年11月のフライブルク学生雑誌に寄稿した「ドイツ学生」でハイデッガーは「ナチ革命は我々ドイツの現存在を完全に変革している」、諸君には「ドイツ精神の将来の大学を作り上げるために、共に知り、共に行動する義務が与えられている」、これは「民族全体の自己自身を求める戦いにおいて勇猛果敢に身を投げ出す力によって果たされる」と書き、末尾に「ハイル・ヒトラー！」と書かれていた。11月25日の講演「労働者としてのドイツの学生」では「新しいドイツの学生は今、労働奉仕によって歩んで行く。ナチ突撃隊の考えと一つなのである」、「ナチ国家は労働者国家なのである」「かかる奉仕こそ、すべての人々の民族としての連帯の中で、日々、試練に晒され決断を迫られて、個々人の身分上の出自と責任とを明確にし堅固にするという根本的な体験をさせてくれる」と述べた。この演説は西部地区連合放送網によって実況放送された。また始業式では「仕事がなく失業していた民族共同体同胞は、仕事が確保されることで、まず何よりも先に、国家の中で、国家のために、それゆえにまた民族全体のために、再び現存在たりうるものにならなければならない」、「労働者は共産主義で言われているような単なる搾取の対象ではありません。労働者身分は、財産を奪われて、一般的な階級闘争へ向かうような階級ではありません。（…）労働とは、個人、集団、国家の責任において担われ、そうすることによって民族に奉仕しうるすべての規制された行為と行動を表す称号なのです」「総統に臣従するとは、ドイツ民族が、労働の民族として、その自然のままの統一、その素朴な尊厳と、その真の力を見つけ出し、労働国家として恒久性と偉大さを勝ちとることを、断固として不断に望むことなのであります。こうした未曾有の意志を抱いている人物、我々の総統アドルフ・ヒトラーに、ジークハイル（勝利万歳）三唱!」と述べた。11月11日に発表されたドイツ教授によるアドルフ・ヒトラーへの声明に署名を行っている。

1934年1月23日にはフライブルク学生雑誌に「労働奉仕への呼びかけ」を寄稿した。
かつて自分の友人でマックス・ヴェーバーの甥でもあったエドヴァルト・バウムガルテンがナチ突撃隊とナチ大学教官同盟への加入を申請したとき、ハイデッガーは1933年12月16日ナチ大学教官同盟への手紙でバウムガルテンのことを「マックス・ヴェーバーの周りのリベラル民主主義的なハイデルベルク知識人グループ」に属しており、ホラ吹きの山師であると書いた。さらにバウムガルテンがユダヤ人の正教授エドゥアルト・フレンケルと密接に連絡を取っているとも付け加えた。ザフランスキーによれば、これはハイデッガーにとって表面的に新しい状況に順応する者への警戒であったとするが、ヤスパースはこれを反ユダヤ主義的な攻撃と受け取った。バウムガルテンは学長就任演説について「ハイデッガーにおいては、こうした神秘的な全実体変化がここで起こっている。今日、問いを発する者の知のこうした限界と、こうした無力感に襲いかかっている全とを、ハイデッガーはかつてのように形而上学的に無化する無と解釈することはない。彼には今それが存在的に強力な存在者、つまり単純かつ率直に、ドイツの革命の事実的な出来事と思われている」と論じた。

#### 総長辞任以後
1934年1月、カトリック学生同盟とドイツ学生同盟が学生同盟リプアリアの活動停止を求め2月に停止されたが、ナチ学生同盟の指導者シュテーベルによって取り消された。その結果、停止処分を訴えていた学生同盟指導者ミューレンが退任することとなり、ミューレンと協力関係にあったハイデッガーは、シュテーベルへ「当地においてカトリシズムが公的に勝利することはなどは、どうしてもあってはならないこと」としてミューレンの復帰を訴えた。
ハイデッガーの「改革」は大学内に内紛をもたらし、混乱を収拾できなくなったハイデッガーは1934年4月23日の会議で総長辞任を伝えた。ハイデッガーによれば、大管区学生指導者グスターフ・シェールらの「ハイデルベルクグループ」とフランクフルト大学のエルンスト・クリークらの妨害工作によって学長職を辞任せざるをえなかったという。また1933年10月1日に法学国家学部長にエーリク・ヴォルフ、医学部長にヴィルヘルム・フォン・メレンドルフを任命すると、文部省がこれを認可せず、他の人物に変更することを要求し、ハイデッガー学長は拒否したことが辞任につながったともハイデッガーは言っている。エーリク・ヴォルフ法学国家学部長就任にあたっては国民経済学者ヴァルター・オイケンとの対立があり、オイケンは副学長ザウアーに対してヴォルフはハイデッガー崇拝者であり正常ではないと申し立てた。
1934年5月、ハイデッガーはドイツ法律アカデミー法哲学委員会（委員長ハンス・フランク）に招聘された。
1934年6月30日から7月2日にかけて長いナイフの夜でエルンスト・レーム、グレゴール・シュトラッサーら突撃隊幹部が殺害された。ハイデッガーは、突撃隊の立場に近かったといわれ、アルトゥール・メラー・ファン・デン・ブルックの用語（若き力など）、ナチス左派のグレゴールとオットーのシュトラッサー兄弟の用語を使っているとW.D.グードップは指摘している。ハイデッガーと親しかったドイツ学生同盟帝国指導者オスカー・シュテーベルもレームと非常に親しく、長いナイフの夜以後拘禁され、罷免された。ハイデッガーはレームに同調して、「大学こそは真の革命の出発点」とこの頃考えていた。総長辞任後のハイデッガーは「長いナイフの夜」による突撃隊路線の敗北、エルンスト・クリークらといったナチ党系の思想家との対立により、ややナチスとの距離を置くようになった。
1934年夏学期、フライブルク大学で「言葉の本質への問いとしての論理学」講義。
1934年8月3日、ヒンデンブルクドイツ国大統領死後、大統領職は首相職と合一され、大統領の権能は指導者兼首相（Führer und Reichskanzler）であるアドルフ・ヒトラー個人に移譲された。8月19日にこの措置の正統性を問う民族投票が行われた際、ヒトラーを支持するドイツの学者声明（ドイツ学者によるヒトラー後援声明）が出された。声明では「ここにアドルフ・ヒトラーを国家の指導者として信任することを表明する。総統こそがドイツ民族をその困窮と重圧から救い出してくれるからである」とあり、ベルリン大学からは哲学者ニコライ・ハルトマン、遺伝学者オイゲン・フィッシャー、経済学者ヴェルナー・ゾンバルト、法学者カール・シュミット、哲学者フリードリヒ・アドルフ・トレンデンブルク、K.A.フォン・ミュラー、文学者ユリウス・ペーターゼン、ハイデルベルク大学からはフリードリヒ・パンツァー(Friedrich Panzer)、マールブルク大学からは心理学者W・イェンシュ、ミュンヘン大学からは地政学者カール・ハウスホーファー、グライフスヴァルト大学からF.A.クリューガー、ゲッティンゲン大学からH・マルティウス、フライブルク大学からはハイデッガーが署名した。
プロイセン大学教官アカデミー計画
ハイデッガーは1934年2月頃にはプロイセン大学教官アカデミーの会長候補となっていたが、マールブルク大学のW・イェンシュやエルンスト・クリークから否定的な覚書がナチ党人種政策局(Rassenpolitisches Amt der NSDAP)長ヴァルター・グロス（Walter Gross）のナチ党外交局(Außenpolitisches Amt der NSDAP)長ティーロ・フォン・トロータ(Thilo von Trotha)宛書簡で報告され、ローゼンベルクは「各方面からハイデッガー教授の人物に対する警告を耳にする」ため調査すると答えている。プロイセン大学教官アカデミー計画は、ケルン大学、ハレ大学、マールブルク大学、ケーニヒスベルク大学、ギーセン大学、キール大学、ブレスラウ大学、ゲッティンゲン大学、ミュンスター大学、ボン大学、ベルリン大学、フランクフルト大学、グライフスヴァルト大学の教官をプロイセン大学教官同盟に統合するという1933年10月11日の文部省通達にもとづき、ベルリンのプロイセン教官同盟の政治教育機関としてプロイセン大学教官アカデミーを設置するという計画であった。この計画を一任されていたのはヴィルヘルム・シュトゥッカートであり、シュトゥッカートは1933年にハイデッガーをベルリン大学に招聘しようとした。1934年8月28日のハイデッガーのシュトゥッカート宛書簡ではプロイセン大学教官アカデミー計画について、「教育的心構えを覚醒し強化すること」「これまでの学問をナチズムが問題とする方向およびナチズムの力から根本的に考え直すこと」「完成した世界観からなる教育的生活共同体としての将来の大学を念頭に置いて出撃準備を整える」、教師は「何よりもまずナチ党員でなければならない」とし、教育課題、大学施設、図書室、生徒数、生徒の選考、講習期間など詳細な計画を提案し、「今日の研究活動における、さなきだにアメリカニズムは克服されねばならず、将来はこれを避けねばならない」「これは個々の学派や個々の方針の一面的な支配を意味するのではなく、あらゆる事物の父の精神の中にある戦い、いやその中にこそある戦いだけが要求するもの」であると、ヘラクレイトスの言葉を使い説明した。しかし、こうした計画は、エルンスト・クリークは「ハイデッガーの手に委ねられる」と「取り返しのつかないことになる」とイェンシュに伝え、心理学者イェンシュらはハイデッガーはボイロンで心霊修行をしたり、学生にハイデッガーの文章を読解させた心理学実験では被験者は何も理解できていなかったという実験結果、またハイデッガーの哲学は「分裂症的なたわごと」であり、プロイセン大学教官アカデミー指導者にはエルンスト・クリークがこの職にふさわしい唯一の人物であると文部省のシュヴァルム博士に報告したが、文部省参事官アヘーリスはこの報告に反発し、今後このような干渉をすると懲戒処分になると伝えた。プロイセン大学教官アカデミー計画はナチ党世界観担当幹部の反対意見もあり実現しなかった。
1934年夏学期にハイデッガーはベルリン大学とドイツ政治大学で、帝国内務省局長アルトゥール・ギュット(Arthur Gütt0、ブラウンシュヴァイク州首相・親衛隊大将ディートリッヒ・クラッゲス(Dietrich Klagges)、ナチ党中央指導部経済政策委員会議長ベルンハルト・コーラー、国民啓蒙・宣伝省参事官ヤーンケ、副首相フランツ・フォン・パーペンらと講義シリーズを担当した。1934年冬学期のドイツ政治大学講義予告でも宣伝省ヨーゼフ・ゲッベルス、ヘルマン・ゲーリング、リヒャルト・ヴァルター・ダレ、アルフレート・ローゼンベルク、バルドゥール・フォン・シーラッハと並んでハイデッガーは掲載された。
1934年から1935年にかけての冬学期に「ヘルダーリンの讃歌『ゲルマーニエン』と『ライン』」講義を行った。

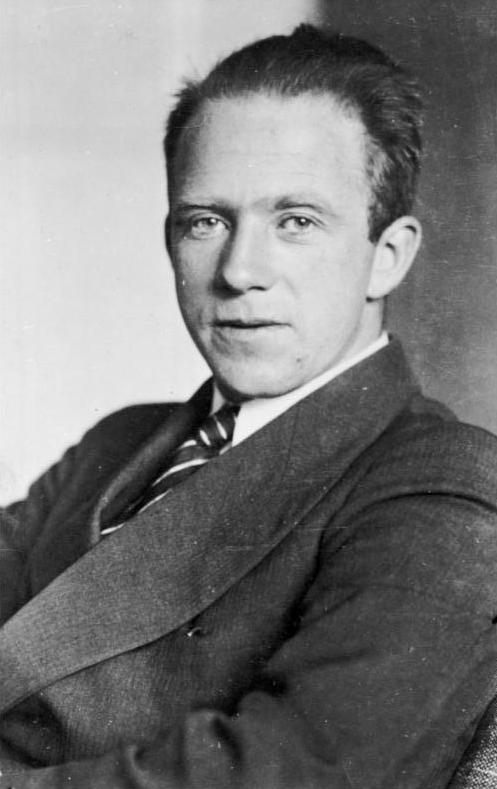
ヴェルナー・ハイゼンベルク

1935年夏学期、フライブルク大学で「形而上学入門」を講義し、このなかで「ヨーロッパは今日救いがたい盲目のままに、いつもわれと我が身を刺し殺そうと身構え、一方にはロシア、一方にはアメリカと、両方から挟まれて大きな万力のなかに横たわっている。ロシアもアメリカも形而上学的に見ればともに同じである。それは狂奔する技術と平凡人の無底の組織との絶望的狂乱である」「存在の問いを問うことは、精神を覚醒させるための本質的な条件のひとつであり、したがって歴史的現存在の根源的な世界のための、したがってまた世界の暗黒化の危険を制御するための、したがってまた西洋の中心である我がドイツ民族の歴史的使命を引き受けるための本質的な根本条件である」と述べた。また「形而上学入門」講義草稿では、ルドルフ・カルナップの「言語の論理的分析による形而上学の克服 」による批判に反論した。1935年秋、物理学者・哲学者カール・フリードリヒ・フォン・ヴァイツゼッカー、ハイゼンベルクとトートナウベルク山荘で数日間対話する。1935年11月13日、ブライスガウ地方フライブルク芸術学協会で「芸術作品の起源」講演。1935年、W.F.オットーの求めでニーチェ全集刊行委員となり、以降「ニーチェ文庫」を訪れ、遺稿の刊行を提案する。1935年から1936年にかけての冬学期に「物への問い：カントの超越論的原則論に向けて」講義を行う。

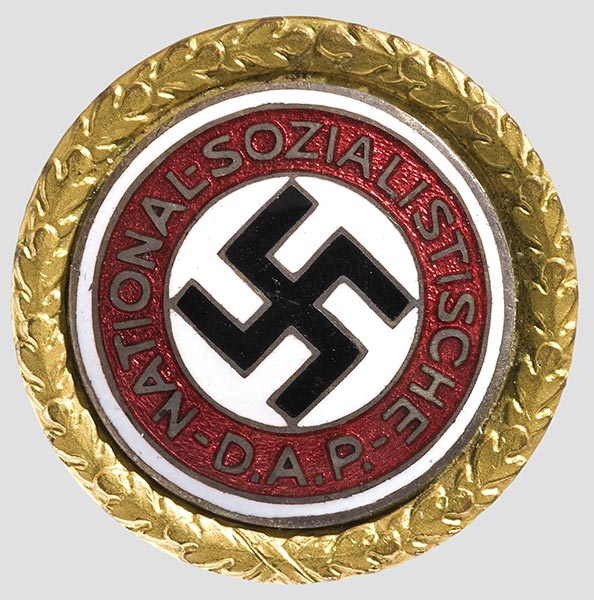
ナチス党員バッジ

ハイデッガーの妻エルフリーデ・ハイデッガー＝ペトリは1935年、「女子高等教育についての母親の考え」を発表し、「軍人精神と闘争精神がすべての男性を戦友にするのと同様に、女性魂と母性愛がすべての女性を結びつける」と論じた。
1936年1月、チューリヒで「芸術作品の起源」講演。1936年夏学期、フライブルク大学で「シェリング『人間的自由の本質について』」を講義し、シェリングのこの著作はドイツ観念論の限界を越えて西洋哲学の頂点の一つと評価した。またこのシェリング講義が1971年に刊行された際に削除された一節には、「ムッソリーニとヒトラーはニヒリズムに抗する運動をそれぞれ異なった仕方で開始した存在であるが、両者ともに、しかしそれぞれまったく違った形で、ニーチェから学んでいる。しかし、それだけではニーチェの本来的な形而上学的領域は、真価を発揮するには至っていない」と語った。また冒頭で「やがて、ナポレオンがエアフルトでゲーテに＜政治は運命である＞といった言葉の持つ深い虚偽性が明るみに出るだろう。そうではなく、精神が運命であり、運命が精神である。しかし精神の本質は自由である」と、政治から精神を重視している。
1936年4月、ローマのドイツ学イタリア研究所で「ヘルダーリンと詩の本質」「ヨーロッパとドイツ哲学」の講演を行った。ハイデッガーの講演にはその頃イタリアにいたレーヴィットも出席し、レーヴィットと遠足に出かけた時もハイデッガーはナチス党の党員バッジをはずすことはなく、「ナチズムがドイツの発展の方向を指し示す道だと相変わらず確信していた」という。また、1935年、ユダヤ人との性交渉をするとアーリア人の血が汚れる等という記事を掲載する雑誌『シュテュルマー』の編集者ユリウス・シュトライヒャーがドイツ法律アカデミー法哲学委員会に入会したことをレーヴィットが聞くと、ハイデッガーは「シュトライヒャーについて言うことはなにもない。だって彼が編集している雑誌『突撃兵』はポルノグラフィー以外のなにものでもない。なぜヒトラーは彼を追放しないのかわからない」と述べた。

#### ナチス知識人によるハイデッガー批判と帝国公安からの監視
ハイデッガーはナチス賛同者の学者からも批判されており、フランクフルト大学・ハイデルベルク大学の哲学・教育学教授エルンスト・クリークはハイデッガーを「極めつけの無神論であり形而上学的ニヒリズム」「ドイツ民族にとっては腐敗と解体の酵素」と非難していた。
1936年、ヒトラー・ユーゲントの機関紙『意志と力』でケーニッツアー博士が「若者の方がハイデッガーよりもヘルダーリンを知っている」と非難し、ハイデッガーはケーニッツアー博士は1933年には社会民主党員として活動していたのに今ではフェルキッシャー・ベオバハター(民族的観察者)の大物となっているがこうしたドイツ人にはもはや多くは期待できないと述べている。
1936年5月14日にはローゼンベルク事務局(Amt Rosenberg)がハイデッガーの調査を行い、これにはイェンシュやクリークらのハイデッガー非難文書が背景にあるとされ、イエズス会的な扇動をしているとも邪推された。1936年5月29日、ローゼンベルク事務局は帝国公安本部学術部門に報告し、ハイデッガーへの監視命令が国家秘密情報機関から出された。
1936年11月17日・24日と12月4日に、フランクフルト自由ドイツ高等神学校で「芸術作品の起源」講演。
1936年から1937年にかけての冬学期に「ニーチェ，芸術としての力への意志」講義。このなかで「ヨーロッパは相変わらず＜民主主義＞にしがみつこうとし、これがヨーロッパの歴史的な死滅になるであろうことを学ぼうともしない。ニーチェがはっきりと見たように民主主義とはニヒリズムの、すなわち最上の諸価値の価値剥奪の一変種にすぎず、まさしく価値でしかなく、もはや形態を与える諸力ではない」と語った。
一方でライヒ文部省やプロイセン州文部省、中でもベルンハルト・ルスト教育大臣はハイデッガーの支援者であり、極めて良好な関係を持っていた。ルストはフライブルク大学学長辞職後にハイデッガーを哲学部部長に任命するよう大学側に要請したほか、二度にわたるベルリン大学への招請はルストの後援によるものであった。第二次世界大戦末期の時期にも著作出版のための紙の調達に便宜を図っている。
ライヒスコンコルダート以後もナチスはカトリックに圧迫したため1937年3月、ピウス11世教皇は回勅「ミット・ブレネンダー・ゾルゲ」でナチを批判した。ハイデッガーは、1936年から1938年にかけて書いた草稿群『哲学への寄与論考』においてナチスとカトリックとの政教条約に対して、「これら両者の根底には総体的な姿勢として、本質的な諸決断の断念がある。両者の闘争は創造的な闘争ではなくて、プロパガンダと護教論である」と批判し、また「多義性は現実的な決断にたいする無力と無意思を引き起こす。例えば民族とよばれているものはすべてそうである。つまり、共同体的なもの、人種的なもの、低俗で下等なもの、国民的なもの、持続してあるものはそうである。例えば神的と名付けられるものはそうである」（56節「響きあい」）と「民族」や「神的」という言葉に批判的に書き、また「人間が歴史を達成しているかどうか、歴史の本質が存在物を越えて行くかどうか、史実（Histore:物語）が根絶されるかどうかは予測されない。そのことは原存在Seynそのものに委ねられている」と個々の人間の努力によって解決されるものではないという宿命論的な考えが書かれた。
1937年夏学期、フライブルク大学で「西洋的思考におけるニーチェの形而上学的な根本の立場」講義。1937年、ジャン・ヴァールの質問に対して、自分の問題は実存ではなく存在であり、ヤスパースとは異なると答えた。
1937年から1938年にかけての冬学期に「哲学の根本的問い 論理学精選諸問題」講義
1938年6月9日、フライブルク大学で「形而上学による近世的世界像の基礎づけ」を講演、のちに「世界像の時代」と題された。その草稿では「国民社会主義的な諸哲学がそうであるように、矛盾した諸成果の苦労の多い仕立て上げは混乱を引き起こすだけである」とナチスと距離をとった。1938年秋、弟フリッツに金属製の二つの箱にいれた草稿を渡し、清書と保管を依頼した。フリッツはタイプライターを持っていなかったため、銀行の休憩時間や夕食後に職場に戻ってタイプした。
1938年から1939年にかけての冬学期に「ニーチェ 反時代的考察第二編」講義
1939年夏学期、「認識としての力への意思についての教説」講義。

#### 第二次世界大戦時
1939年9月、ナチスのポーランド侵攻により第二次世界大戦がはじまる。1939年のゼミナールでは「言語の本質について：言語の形而上学：ヘルダー言語起源論に寄せて」。1939年から1940年の冬にかけて再びユンガーの「労働者」を取り上げ、「ユンガーが労働者の支配と形態という思想のなかで考え、この思想に照らして見ているものは、惑星的規模で見られた歴史の内部での、力への意思の普遍的な支配である。今日すべてのものはこすいた歴史的現実のもとにある。それが共産主義と呼ばれようが、ファシズムと呼ばれようが、あるいは世界民主主義と呼ばれようがそうなのである」と述べた。
1940年、「真性についてのプラトンの教説」を『精神的伝統』第二年次年報に発表。1940年第二学期講義「ニーチェ ヨーロッパのニヒリズム」
1941年フライブルク大学で「ドイツ観念論の形而上学：シェリング」を講義。1941年夏学期、「根本諸概念」講義。1941年から1942年にかけての冬学期にフライブルク大学で五番目のニーチェ講義「ニーチェの形而上学」が予告されたが、実際には行われなかった。1941年から1942年にかけての冬学期には「ヘルダーリンの讃歌『回想』」講義。
1942年の草稿「形而上学の克服」では「世界大戦とそれらの総体性はすでに存在棄却性 (Seinsverlassenheit)の諸帰結である」「指導者たちは自分から、利己的な我欲の盲目的な半狂乱状態のなかで、思い上がってすべてを行使し、彼らの強情さからすべてを整える、と思われている。本当は彼らは存在者が錯誤という仕方に移行してしまったことの必然的な結果である」と書かれた。
1942年夏学期、「ヘルダーリンの讃歌『イスター』」講義。この講義では「アメリカ主義のアングロサクソン世界は、ヨーロッパ、故郷、西欧的なものの元初を殲滅しようと決意している」と述べた。1942年から1943年にかけての冬学期にパルメニデス講義。1942年から1943年にかけて「ヘーゲルの経験概念」講演。
1943年、「真性の本質について」出版。原稿は1930年の講演。1943年、ヘラクレイトス講義。1943年の講演「ニーチェの言葉：神は死んだ」は1936年から1940年にかけて5学期にわたって続けられたフライブルク大学でのニーチェ講義に基づく。この講演では「ニーチェが念頭に置いている公平性の了解を準備するためには、われわれはキリスト教的、ヒューマニズム的、啓蒙主義的、ブルジョワ的、社会主義的モラルに由来する、公正性にかんする考えはすべて排除しなければならない」と語った。
1944年夏学期、ヘラクレイトス講義。この講義のなかでハイデッガーは「ドイツ民族が西洋の歴史的な民族でありつづけるのか、それともそうでないのかどうかという、このことだけが決定を迫られているのではなくて、今は大地の人間が大地もろともに危険にさらされているのであり、しかも人間自身によってそうなのである」「この惑星は炎に包まれている。人間の本質は支離滅裂になっている。ドイツ人がドイツ的なものを見出し、保持するということが想定されるとすれば、世界史的な熟慮が生まれるのはドイツ人からのみである」と語った。1944年の戦争末期、軍務を免除された500人の学者と芸術家のなかにハイデッガーは入っておらず、大学総長は大学教官を不用、半ば不用、不可欠の3グループに分け、ハイデッガーは「不用」グループの筆頭にされ、夏にはライン川保塁工事を命じられた。ハイデッガーは国民突撃隊に招集された大学教官のなかで最年長であった。1944年-45年の冬学期にフライブルク大学で「哲学入門―思索と詩作」を講義したが、11月8日で招集のため中断した。「哲学入門―思索と詩作」は第二次世界大戦以前では最後の講義となった。このなかでは「実益と成果をあてにしてたんに計算するという思慮分別は平凡人の思慮分別なのであって、それは経済的政治的にみて世界的な広がりで振る舞う場合でも、平凡でありつづける。そこにもすでに歴史的で西洋的な使命の忘却が働いている。それは、富と道徳性と民主主義的なヒューマニティによって飾り立てられることによっては埋め合わせができない忘却である」と語られた。1944年9月12日、フリッツとハインリヒはマルティンの原稿を入れた鋼鉄製の箱二個をビーティンゲン教会塔へ移した。

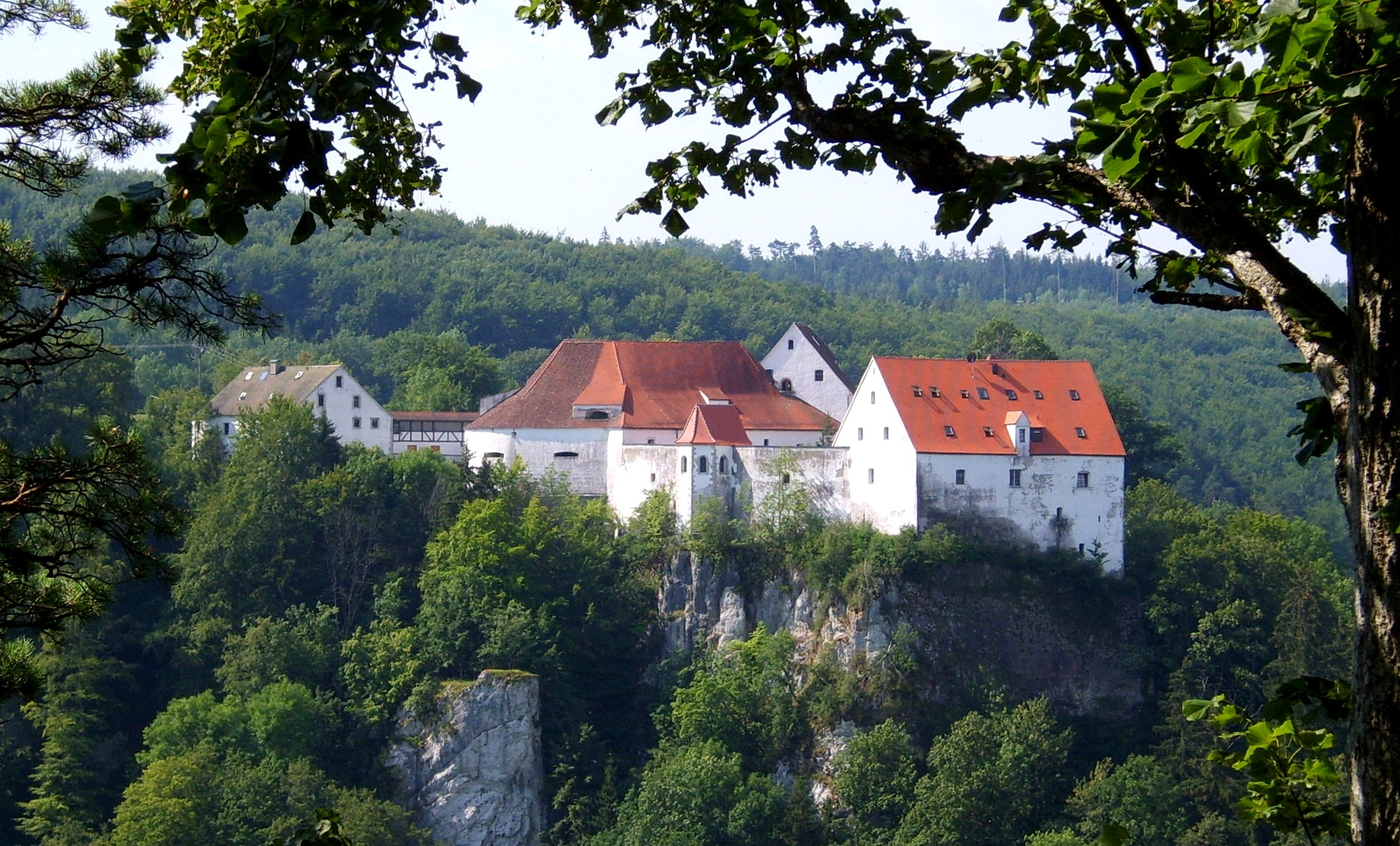
ハイデッガーが避難したヴィルデンシュタイン城

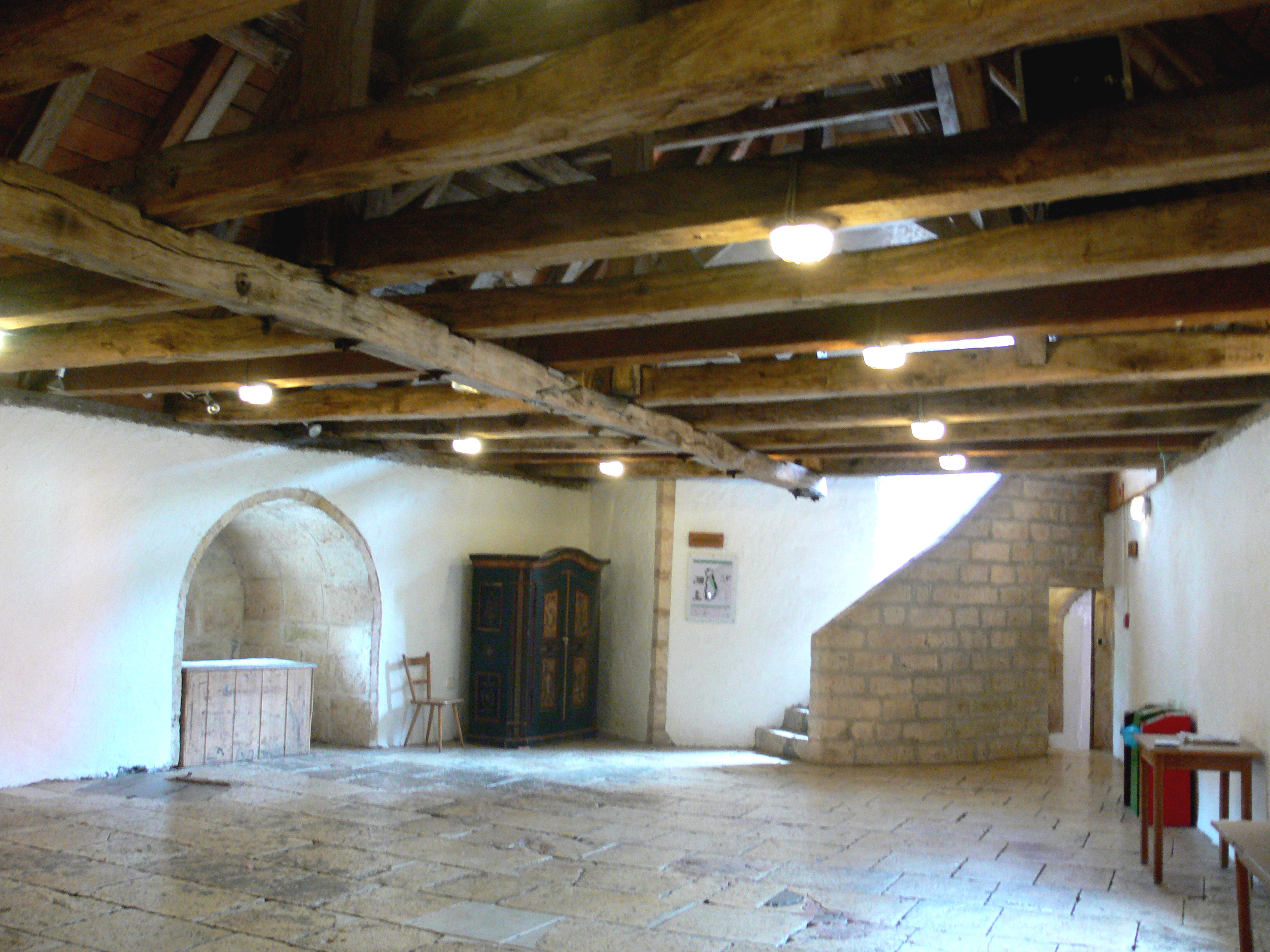
ヴィルデンシュタイン城内

1944年11月27日、連合軍の爆撃でフライブルクは壊滅した。フライブルク大学哲学部は帝国講師連指導者シェールにハイデッガーの兵役免除を嘆願し、1944年12月4日にハイデッガーは除隊を許可されたため、メスキルヒに向かった。12月、ハイデッガーは義理の娘と助手の女性とともにフライブルクからメスキルヒまで徒歩で避難をし、道中ゲオルク・ピヒトの家に宿を求めた。ピヒトの妻がシューベルトの遺作ピアノソナタ第21番変ロ長調を演奏すると、「こんなことは我々は哲学ではできない」と述べ、ピヒトの来客記念帳には「破滅するのは、のたれ死にするのとは違う。上昇の中には常に破滅が隠されている」と記した。冬、フライブルク大学校舎が爆撃で破壊されたため、10人の教授と、男子は戦場に行っているため全員女子の学生30人はボイロン修道院の上手にあるヴィルデンシュタイン城に移った。
1945年2月22日、連合軍によるメスキルヒ空襲で35名が死亡、93名が負傷した。空襲後、銀行の貸金庫に保管していた原稿をハイデッガーは自分で取り出しにいった。3月、ハイデッガーはフライブルク大学教員と学生のいるヴィルデンシュタイン城に移り、ヘルダーリンを講義をした。
1945年4月、ハイデッガーの聴講者であったザクセン＝マイニンゲン家のマルゴット王女が、ボイロン近くのダグラス伯爵の森番小屋を避難所としてハイデッガーに提供した。4月22日、フランス軍機甲部隊がメスキルヒを占領した。
1945年4月30日にアドルフ・ヒトラーは自殺した。5月8日、ドイツは連合国軍に降伏した。

### 第二次世界大戦後

連合軍に分割占領された1945年の連合軍軍政期ドイツ。

1945年6月、フランス軍がバーデン＝ヴュルテンベルク州を占領。ハイデッガーは幼少期に遠足でよくいったフィヒテナウのヴィルデンシュタイン城 (Burg Wildenstein)に避難し、城近くの岩山の上でカント、ヘルダーリンを講義した。この夏学期は6月24日に終了し、1945年6月27日、フライブルク大学関係者の求めに応じてハイデッガーはベルンハルト・フォン・ザクセン＝マイニンゲン公の森林官宅で講演「貧しさ (Die Armut)」を行った。ピアノ演奏の後、ヘルダーリンの文「われらのもとで、すべては精神的なるものに集中する。われらは豊かになるためにこそ貧しくなった」について語った。
第二次世界大戦後、フライブルクにはフランス占領軍が進駐した。1945年7月16日、フライブルク市長のメモにハイデッガーのナチス入党の履歴があったため、フランス占領軍はレーテブック47番地の家屋接収を通告した。ハイデッガーはフライブルク市長に弁明と抗議をした。
1945年7月20日のシュターデルマン宛手紙でハイデッガーは「誰もが今は破滅を思っているのでしょうが、我々ドイツ人は、いまだ昇りつめておらず、何としても夜を耐え通さねばならないがゆえに、破滅することはできません」と書き、9月1日の手紙では「我々のシュヴァーベンの家から西欧の精神が目覚めるであろう」と書いている。

#### 純化委員会による査問
ハイデッガーは1945年11月から12月にかけてフランス占領当局によってフライブルク大学において非ナチ化を行う純化委員会の査問を受けた。査問委員はコンスタンティン・フォン・ディーチェ、ゲアハルト・リッター、ランゲ、アルゴイアー、フリードリヒ・エルカースで、7月23日、ハイデッガーは委員会の前で弁明し、アードルフ・ランペ以外の委員はハイデッガーがナチの内的な敵となっていたことから好意的だった。委員会はランペの意見は採用せず、ハイデッガーは1934年以降ナチではなくなっていたと寛大な判定を下した。ハイデッガーはフライブルク大学学長への弁明書で次のように語っている。
ハイデッガーはカール・ヤスパースを頼ろうとしたが、妻がユダヤ人であったヤスパースはハイデッガーがバウムガルテンを密告したこと、同時にユダヤ人の助手ブロックのイギリスへの亡命を手助けしたことなどが書かれて、「ハイデッガーの思考様式はその本質からして自由をもたず、独裁的で、コミュニケーションができないもの」と厳しい評価を含む報告書を送った。1945年秋、のちに映画監督となるアラン・レネがハイデッガーを訪問した。
1945年末にハイデッガーはかつて手ほどきをしてくれたコンラート・グレーバー大司教を訪れ、救援を求めた。大司教の妹が12年も訪問しなかったというと、「私はいま手ひどくその償いをしている。私はもうおしまいだ」と語った。グレーバー大司教は1946年3月8日の教皇ピウス12世への報告書でハイデッガーは真摯に反省しており、敬虔な態度を見せたと報告した。1946年1月19日、純化委員会はハイデッガーの教職活動剥奪と年金減額をフランス軍政当局に提案し、フランス軍政当局は年金削除を命じたが、この追加部分は1947年5月に取消された。
ハイデッガーは元ナチ党員追放裁判で疲労困憊したため、バーデンヴァイラーの精神科医で、ビンスワンガー派に属するヴィクトリア・フライヘル・フォン・ゲープザッテルの診察を受けていた。。1946年当時はフライブルクの家は占領軍の宿営として接収されていたため、トートナウベルクの山荘に住んだ。
1946年と翌年の夏にハイデッガーは『老子』のドイツ語訳に着手した。ハイデッガーはヤスパースへの書簡で、1943年から44年にかけてのパルメニデス講義とヘラクレイトス講義を聴講した中国人蕭欣義（Paul Shin-Yi Hsio）がハイデッガーの思索には東洋のものを思わせると語り、当時老子の翻訳を試みたと語っている。ハイデッガーは老子の「孰能濁以静之徐清。孰能安以動之徐生。(たれかよく濁りて以ってこれを静めておもむろに清（す）むや。たれかよく安らかにして以ってこれを動かしておもむろに生ずるや）。」を漢文のまま書斎に飾っていたという。「言葉の本質」では「道とかタオという語のうちには、思惟しつつ言うことの秘中の秘が潜んでいるのではないだろうか」と述べた。1946年10月、ベルンのペルー大使館秘書官アダルペルト・ワグナーからハイデッガー家は経済援助をうける。
1945年夏よりジャン・ボーフレはハイデッガーに熱烈な書簡を出した。1946年11月10日のボーフレ書簡への返信は1947年、「『ヒューマニズム』に関する書簡」としてベルンで出版され、単行本が1949年に刊行された。
1946年夏、フランス軍政当局はハイデッガーの無期限教職禁止令を指令。これは大学からの免職ではなく、研究教授としての在留を認めたものでもあった。12月、バーデン州文部大臣から大学教職無期限停止令が下された。
1947年8月28日、かつての弟子マルクーゼが亡命先のアメリカから書簡をハイデッガーに出し、ナチズムとの一体化から解放されるためには変化を告知することであると書くと、1948年1月20日の返信でハイデッガーはこうした変化は当時の学長辞任後の講義で行っていたと述べた。さらに「あなたが『幾百万人のユダヤ人をただ彼らがユダヤ人であるという理由で殺害した政府、テロルを日常状態とし、精神と自由と真理という概念と実際に結びついていたすべてを血なまぐさいその反対物へと逆転させた政府』について述べている重大で正当な非難に関して、私はこう付け加えることもできるだけです。『ユダヤ人』を『東部地域のドイツ人』に置き換えるべきであって、そうすれば、同じことが連合国のひとつにも当てはまり、違いは、1945年以降に起こったすべてのことは全世界に知られているのに、ナチスの血なまぐさいテロルはドイツ民族には事実上秘密にされていたということです」と書いた。

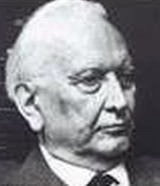
カール・ヤスパース

1949年2月6日、ヤスパースはハイデッガーとの文通を開始し、以降ハイデッガーの復職に尽力した。1949年3月、フランス軍政局はハイデッガーとナチスとの関係は「服従することなき同行者」「制裁には及ばず」と最終決定した。1949年5月、フライブルク大学評議会はハイデッガーを名誉教授として復権させ、教職活動の再開案を過半数で可決した。
戦後1945年から1949年まで教職活動が禁止されていた時期には、幼少期から親しんだボイロンのベネディクト派修道院でハイデッガーは話をした。ガダマーによればハイデッガー山荘には世界中から多くの「巡礼」が訪れた。
ハイデッガーはフライブルクに住み、春および秋にメスキルヒを訪れ、弟フリッツの家で過ごした。11月11日は聖マルティン聖名祝日をボイロン修道院で祝った。

#### ブレーメン講演
1949年12月2日-4日「ブレーメン連続講演 有るといえるものへの観入」。ブレーメン講演では「物が物となる（das Ding dingt）」という事態において性起における存在者の現前の仕方とは、「大地」「天」「神的なるものたち」「死すべきものたち」の四者が、おのずから一つの「四方界 (das Geviert)」となって共属しつつ物に滞留することと語られた。また第一講演「物」では「死は、無の聖櫃として、[真]存在の山並み(Gebirg)である」と語られた。
前年1949年11月から「ヨーロッパユダヤ文化再建委員会」のナチス略奪文化財の調査で訪欧していたハンナ・アーレントが、ヤスパースに会ったあと、1950年1月にフライブルクを訪問し、ハイデッガーと会った。ハイデッガーはアーレントのホテルを訪れ、またハイデッガーの家では妻エルフレーデと三人で会ったが、諍いとなった。
1950年3月7日、ハイデッガーはヤスパースへの書簡で1933年以来、ヤスパース家を訪問しなかったのは夫人がユダヤ人であったからではなく、「ただ自分を恥じたからなのでした」と述べている。
1950年3月25-26日、保養所ビューラーヘーエにある医師ゲーアハルト・シュトローマンのサナトリウムで「在るところのものへの観入」講演をする。講演は1957年までに四回行われた。聴衆はバーデン＝バーデンで年金生活を送っている名士、産業界の大物、高級官僚、政治家、外国の高官らであった。6月6日、バイエルン芸術学士院で「物」を講演し、世界の四方域（Geviert）について語られた。会場は満員であった。ロッツ、ユンガー兄弟、R・ハルダー、フォン・ヴァイツゼッカー、ハイゼンベルク、グァルディーニらも聴講した。
1950年4月8日のハイデッガーからのヤスパース宛書簡についてヤスパースは「ハイデッガーの言うには、悪の事態は終わったのではなく、今初めて世界の舞台に登場した。スターリンはもはや宣戦を布告する必要はない。毎日のように戦闘に勝っているからだ。今はもう戦争回避はない。一言一言、一文一文がたとえ政治の領域のことではなくても、反撃なのである。政治の領域は、とっくに他の存在関連によって巧みに隠蔽され、ただ仮象の現存在を生きているだけなのだ。事柄が簡単になればなるほど、それを考え、言葉に出すのは難しくなるというあの昔の話は、書面での討論の素晴らしい提案にも当てはまる。故郷喪失の現況では、何事も起こらない。そこにはキリスト降臨のはるかなる合図が潜んでおり、我々はおそらくひそかにそれを体験しているのである」と書いている。

#### 大学への復職

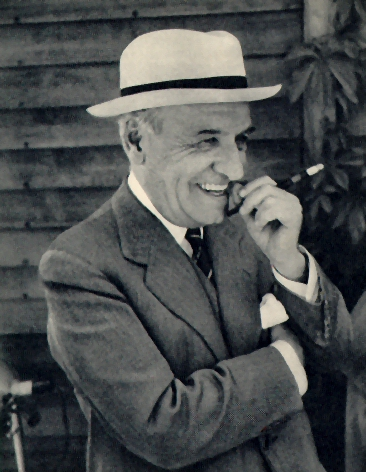
ホセ・オルテガ・イ・ガセット

1951年には復職し、退官教授となり、夏学期は演習「アリストテレス自然学2-1,3-1-3」。1951年8月5日、ダルムシュタットでのシンポジウム「ダルムシュタット会話：人間と空間」において「建てること、住むこと、考えること」を講演。ホセ・オルテガ・イ・ガセットもこのシンポジウムで「技術の彼岸にある人間の神話」を講演し、ハイデッガーと会話した。1951年10月6日、ビューラーヘーエで「詩人のように人は住む」講演。ビューラーヘーエでオルテガと存在概念について論争する。
1952年5月19日、ハンナ・アーレントは再びフライブルクを訪問し、ハイデッガーと会った。6月6日の夫への手紙でハイデッガーの講義はすばらしいものであったが、その妻とは悶着をおこし、ハイデッガーの5万ページの未発表原稿は「本来ならそれを彼女（妻エルフレーデ）が数年のあいだにスムーズにタイプすることができていたはず」なのにしなかった、ハイデッガーが頼れるのは弟だけと報告している。
1953年初頭、サルトルがハイデッガーを訪問した。『形而上学入門』がマックス・ニーマイヤー書店より再刊される。当時24歳の学生ユルゲン・ハーバーマスは「『存在と時間』の魅力に取り憑かれていただけに、文体の隅々までファシズム的なものの染み込んでいるこの講義を読んで大きなショックを受け」、「ハイデッガーとハイデッガーに対して考える」を1953年7月25日フランクフルター・アルゲマイネ・ツァイトゥング紙上に発表し、「この運動の内的真理と偉大さ」という文中での表現について注釈も序文での説明もないまま刊行したハイデッガーを「ファシスト的知性」と非難し、「数百万人の人間に対する、今日我々みなが知っている計画的な殺人も、運命的な迷誤として存在史的に理解することができるというのだろうか。それは帰責能力をもって殺人を行った人々の実際の犯罪ではないのか。それに対しては、一つの民族全体が良心の呵責を感じねばならぬのではないのか」と質問した。8月13日、クリスティアーン・E・レヴァルターがディー・ツァイト紙上で、この箇所は、ハイデッガーが当時ヒトラー政権を「新しい救済の印」としてではなく、形而上学の頽落の歴史の中での「さらに進んだ頽落の症候」と理解していたことの記録であるとし、「この運動の内的真理と偉大さ（惑星規模の規定を受けた技術と西欧的人間との出会い）」と括弧内に付け加えられた文章について「ナチ運動は、技術と人間の悲劇的な邂逅の症候であり、その影響が西欧全体に広がり、西欧を没落へ引きずり込もうとしているからこそ、そのような症候として偉大さをもつのである」と反駁した。ハイデッガーも9月24日ディー・ツァイト紙上でレヴァルターの見解を適切とし、あの文章を「削除するのは容易なことだったでしょう。しかし私はそうしませんでした。将来もそのまま残すつもりでいます。というのも、一つには、あの文章歴史的に言って出来事としてすでに講義されたものだからですが、また、二つ目には、思索の手仕事を学んだ読者から見れば、この講義は氏が挙げている文章を十分に受け入れうるものと確信しているからです」と投書した。
11月18日、ミュンヘン工業大学で講演「技術への問い」、ハンス・カロッサ、ハイゼンベルク、エルンスト・ユンガー、ホセ・オルテガ・イ・ガセットらも聴講し、盛大なスタンディングオベーションが起こり、戦後ドイツでのハイデッガーの公開の場での最大の成功となった。
1954年3月、ドイツ文学者の手塚富雄がハイデッガーを訪れた。手塚との会話をもとに九鬼周造についての論評を交えてハイデッガーは『言葉についての対話』として刊行した。1954年夏には鈴木大拙がハイデッガーを訪問した。1954年、ヤスパースがブルトマンとの論争で公然とハイデッガーを批判した。この1954年からハイデッガーは「1945年 - 51年の大学における私の正教授としての地位に関する出来事」という弁明書を書き始めた。
1955年4月、W・ホフマンの求めでヘルダーリン協会に入会。1944年に書いていた『思惟についての野の道での対話』を改訂、マイスター・エックハルトを「思惟することの古き巨匠」と呼んだ。同年、メスキルヒ出身の作曲家コンラディン・クロイツァー生誕175年記念のために1945年に行った講演「放下」を対話篇『放下の解明のために』として書き、1959年に刊行した。
1955年9月、フランスノルマンディーのセリジー＝ラ＝サルの城館で「哲学とは何か」講演、ジャン・ボーフレ、コスタス・アクセロス、ガブリエル・マルセル、アンリ・ビロール、ルシアン・ゴルドマン、文学研究者ベーダ・アレマン、ヤスパースの高弟ジャンヌ・エルシュ、ドゥ・ヴェーレンス、ドンディン、ワイルマン、ヴァン・リート、ビーメルが聴講した。コスタス・アクセロスの仲介でハイデッガー、ジャック・ラカンと会う。
パリで詩人ルネ・シャールと会い、ヴァランジュヴィルで画家ジョルジュ・ブラックと会う。ユンガー60歳記念論文集に「線を越えて」寄稿、1956年に『有の問いへ』と題してヴィットリオ・クロスターマン社から刊行された。
1956年5月7日、「ヘーベルとの対話」講演、5月25日、ブレーメンクラブで講演「根拠律」。オランダヘルダーラント州のクレラー・ミュラー美術館でフィンセント・ファン・ゴッホの絵画を見る。
1957年3月24日、トートナウベルクで講義「形而上学の存在神論的体制」。夏学期、一般教養講義で「思考の根本命題」。6月27日、フライブルク大学創立500年祝賀会で講演「同一律」、この講演はレコード化された。ボーデン湖マイナウ島でマルティン・ブーバーと会う。1957年、ハイデッガーはベルリン芸術学士院会員、バイエルン芸術学士院会員、ガダマーの尽力でハイデルベルク学士院会員となる。
1958年3月20日、エクス＝アン＝プロヴァンスで「ヘーゲルとギリシア人達」講演。これ以降、ルネ・シャールの招きでハイデッガーはエクス＝アン＝プロヴァンスを三度訪問した。同年7月26日、ハイデルベルク学士院総会でも同題で講演。5月11日、ウィーンのブルク劇場で講演「詩作と思索」、久松真一、辻村公一らも聴講した。5月、フライブルク大学でハイデッガーが主催し、「芸術と禅」について討論会、久松真一、辻村公一、オイゲン・フィンク、M・ミュラーが参加した。1958年、ミラノ-ヴァレセの「Il Pensiero （思想）」に1939年に書かれていた草稿「ピュシスの本質と概念について。アリストテレス、自然学B、1」を発表。
スイスの精神科医メダルト・ボスの求めで1959年9月8日、チューリッヒ大学付属病院精神科ブルクヘルツリの講堂で講演、以降、1964年1月、7月、11月、1965年、1966年、1969年にボス自宅でツォリコーン・ゼミナールが開かれた。9月26日の70歳誕生日にはメスキルヒ住民からの祝いがあった。
1960年バーデン＝ヴュルテンベルク州ヘーベル賞受賞。これ以前にヘーベル賞を受賞したのは作家アーダルベルト・シュティフターとカール・ヤコブ・ブルクハルト (1891 – 1974) のみで、ハイデッガーは3人目の受賞であった。
1961年5月17日、キールで「有に関するカントのテーゼ」を講演、単行本は1963年に刊行された。1961年7月22日、メスキルヒ公会堂でメスキルヒ700年祭祝辞を述べ、そのなかで思慮は夕べに、一日の終わりの夕べ、生の終わりの夕べにまつわる事柄と語った。
1962年4月、リチャードソン神父への書簡で「転向」は『存在と時間』の変更でも放棄でもなく、『存在と時間』の問題に忠実になされたと書いている。同4月、ブレーメンのヘルムケンの勧誘で初めてギリシアを旅行した。7月18日、実業学校教員の息子イェルク・ハイデッガーの仲介でシュヴェービッシュ・ハルコンブルクの国立アカデミーでの実業学校教員のための講演「伝承された言語と技術的な言語」をした。この年、ハイデッガーのナチス関連の文書を収集したグイード・シュネーベルガー『ハイデッガー拾遺』が刊行された。
1963年2月23日、ハイデッガーはヤスパース80歳の誕生日に祝信を送る。3月25日、ヤスパースは「対話はおそらくできません」と返信した。ギュンター・グラスは1963年に発表した小説『犬の年』でメスキルヒで生まれた男（ハイデッガーのこと）について「よく聞け、犬よ。あの男はメスキルヒで生まれたんだ。イン河畔のブラウナウの近くにある町でだ。あいつ（ハイデッガー）ともう一人の男（ヒトラー）は同じとんがり帽子年に臍の緒を切られたんだ。あいつともう一人の男はお互いに創造し合ったのだ」と書いた。

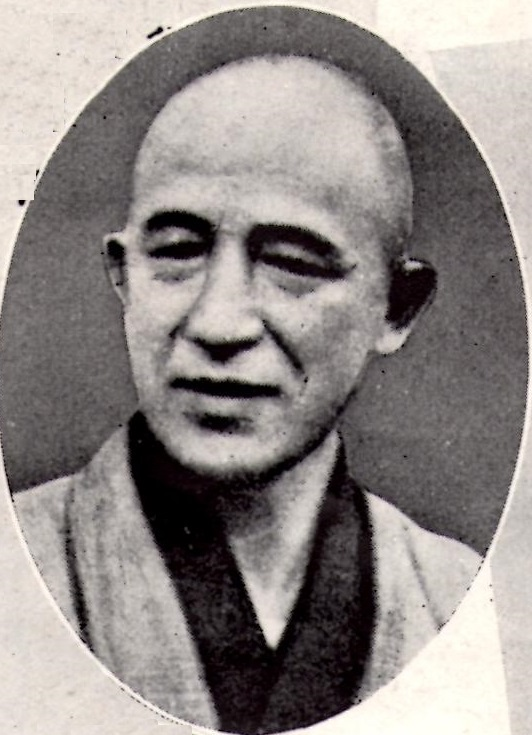
西谷啓治

1964年、ハンブルク大学客員教授となった西谷啓治がハイデッガーを戦前に訪問して以来久しぶりに訪問した。1964年5月2日、ハイデッガーはメスキルヒのラテン語学校の同窓会で「アーブラハム・ア・ザンクタ・クラーラについて」講演し、そのなかで「ザクセンハウゼンがフランクフルトの近くにあるように、我々の平和が戦争の近くにあるとしても、神の慈悲によって、我々のところでは、貧しくとも、みな暖かい」というアーブラハム・ア・ザンクタ・クラーラの言葉を引用したり、またアーブラハム・ア・ザンクタ・クラーラの文章には韻が巧妙に配されており、「トルコ兵の頭蓋（Köpfe）と弁髪（Zöpfe）が土鍋（Töpfe）のように一面に散らばっていた」という文章や銀白の白鳥に雪の白さを連想させた文例を挙げるなどしたうえで、「言葉の巨匠」であると論じた。テオドール・アドルノは1964年の『本来性という隠語』でハイデッガーを批判した。1964年秋、ハイデッガーはネスケへの覚書でナチスへの加担の政治的過誤について書いた。

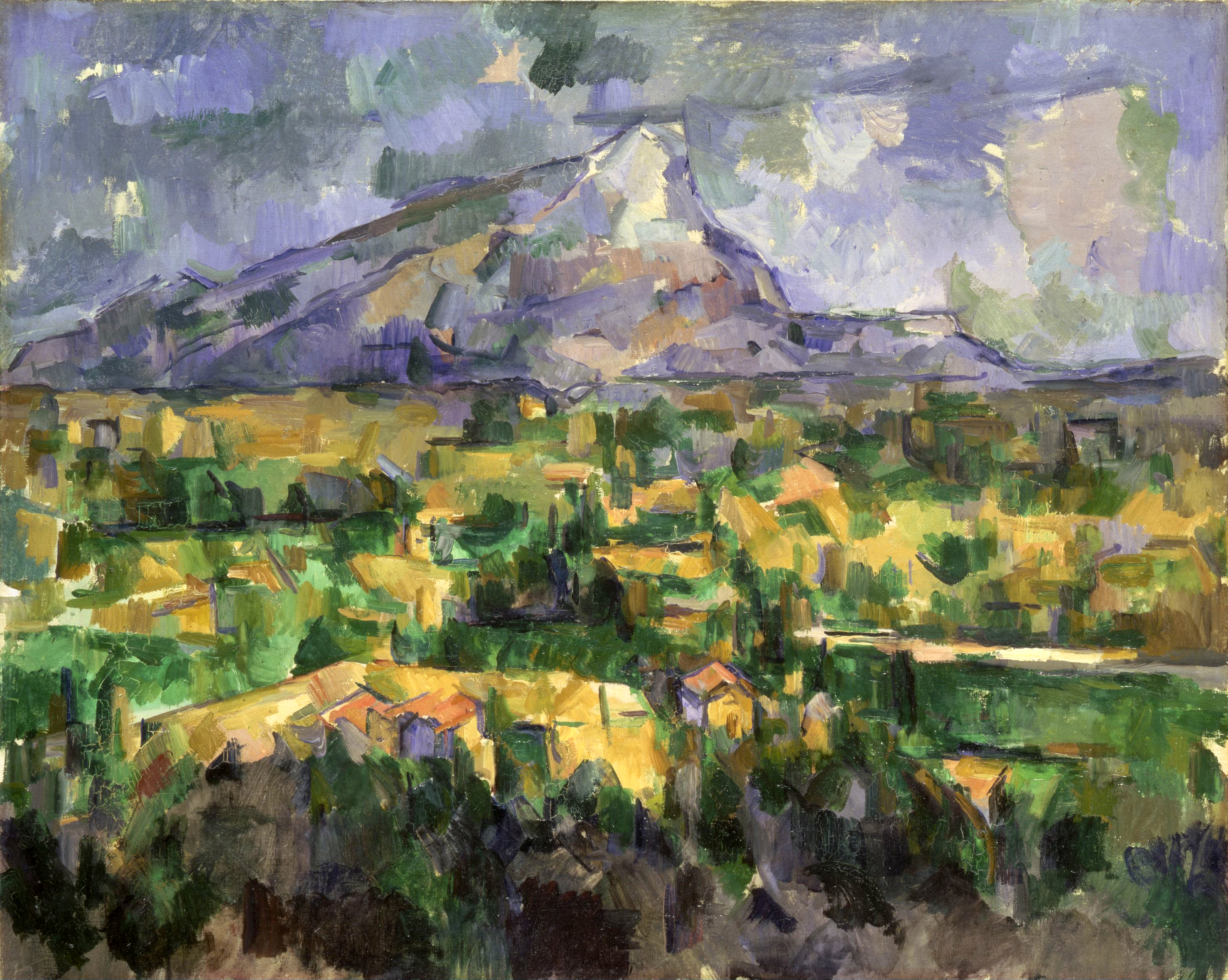
「サント・ヴィクトワール山」セザンヌ

1966年9月5日-10日、プロヴァンスのル・トールでパルメニデスとヘラクレイトス講義。このゼミナールは1968年、1969年にも行われ、午前中に開かれ、午後はポール・セザンヌが描いたサント・ヴィクトワール山方面へのハイキングに出かけ、ハイデッガーは「初めから終わりまで、私独自の思索の道がその独自の仕方で」この道にふさわしいとした。夕方にはルネ・シャールの家で集まった。同1966年、ユンガーが東アジアに旅行するため、手紙に『老子』下篇47章の訳を添えた。

#### 1966シュピーゲルインタビュー

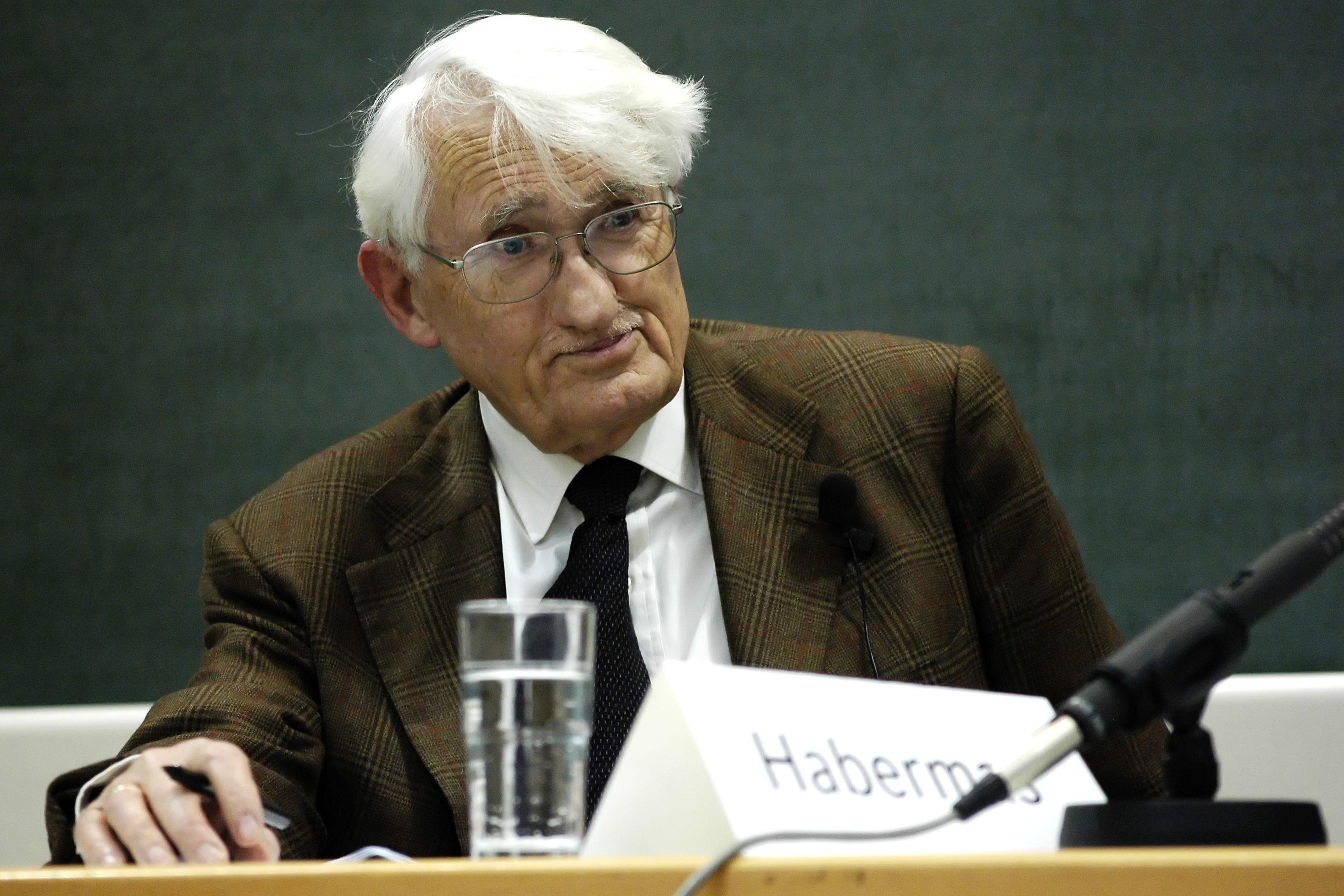
ハイデッガーを批判したフランクフルト学派のユルゲン・ハーバマス

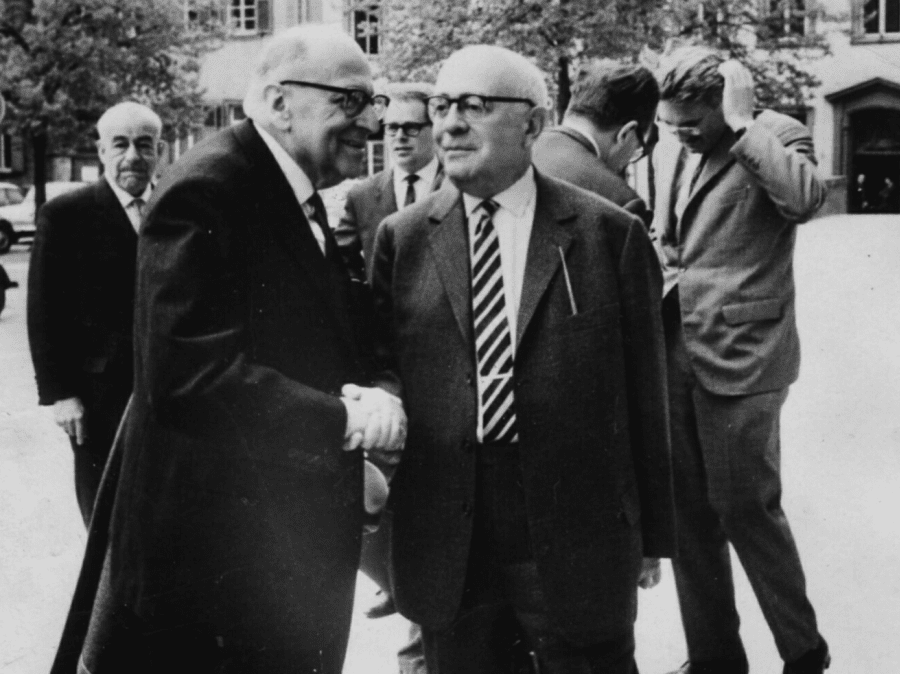
フランクフルト学派のテオドール・アドルノ（右）とマックス・ホルクハイマー（左）。ハンナ・アーレントはヤスパースへの書簡でアドルノ達を批判していた。

1966年2月、デア・シュピーゲルで「ハイデッガーがフッサールの大学への立入りを禁止した」「ハイデッガーがヤスパースを訪ねなくなったのは、ヤスパース夫人がユダヤ人だからである」と報じられると、ヤスパースは「シュピーゲル誌はかつての悪い流儀に逆戻りしている」とアレントに手紙で書き、アレントはこうした流儀はアドルノ一派によるもので、アドルノとホルクハイマーは「自分たちに敵対する者にはすべて反ユダヤ主義の罪を着せるか、罪を着せると脅かしてきていました」と述べている。
こうしたことを背景にハイデッガーは生前にインタビューを発表しないという条件で1966年9月23日、シュピーゲルのインタビューに応じた。このインタビューでハイデッガーは、学長職はメーレンドルフと副学長から引き継ぎを頼まれて引き受けたものであったこと、「ドイツ大学の自己主張」演説については「ナチス党と国家社会主義学生組織が要求する＜政治科学＞に抵抗するものであった。当時の＜政治科学＞とは、現在でいう科学ではなく、人民のための実践的な有効性を従ってのみ判定されるものであった」、タイトルにある＜自己主張＞とは、「西洋思想の伝統の反省を通じて大学の意味を回復させ、大学がただの技術組織ではないということを目指したものだった」 と述べた。1938年のフッサールの葬儀に出席しなかったことについては、それより5年前の1933年5月に「ハイデッガーの妻からフッサール夫人へ出した手紙を出したが、フッサール夫人からの手紙は形式的なもので、両家族の交遊はその時点で壊れてしまった。フッサールへの私の愛情と尊敬の念を再び表現しなかったままフッサールが死去したことは、私の人間としての過ちであった。そう私はフッサール夫人への手紙で謝罪した」と述べた。学長辞任後の1934年の論理学講義、1934年-35年冬学期のヘルダーリン講義、1936年のニーチェ講義は「聞く耳を持っていた人はみんな、これがナチズムとの対決であったということを聴き取りました」と述懐している。ハイデッガーの後継学長（法学）の就任についてナチ党機関紙 Der Alemanne (アレマンネ)での報道では「初の国家社会主義者 大学学長に」と見出しが出たという。
インタビュアーのアウクシュタインはユルゲン・ハーバーマスが1953年に指摘した次の点、すなわち1935年の『形而上学入門』で「今日、国民社会主義の哲学として出回っているが、この運動の内的真理と偉大さとはまったく何の関係もないものは、価値と全体性の濁流のなかで網打ち漁をしている」と述べられた箇所について、同書が戦後1953年に刊行した際には「運動（つまり、惑星規模で規定された技術と近代人との出会い）」と括弧で挿入語句が付け加えられた問題について問うた。ハイデッガーはこれは最初の草稿にあったものだが、私の技術性についての思索を正確に表現しようと務めたためで、この1935年の時点ではまだGe-stellの概念の説明にはなっていないし、また当時の私の聴衆は、ナチのスパイや密告者とは違って、正確に理解できると確信していためと述べた。また、共産主義やアメリカニズムもこうした惑星レベルの技術性の形式のひとつにほかならないし、「この30年間が明らかにしたことは、近代技術の惑星規模の運動が歴史を決定するということがほとんど考慮されていないということです」「技術時代にふさわしい政治形式がなにかについて答えはありません。それが民主主義であるとも確信できません」「技術の本質は、人間が自分自身の力でマスターできるものではない」「原爆のように我々を根こそぎにするものは必要ないのです」とも述べた。このインタビューはハイデッガー没後の1976年5月31日にシュピーゲル誌に掲載された。
1966年から1967年にかけてフライブルク大学でオイゲン・フィンクと共同ゼミナール「ヘラクレイトス」を開いた。

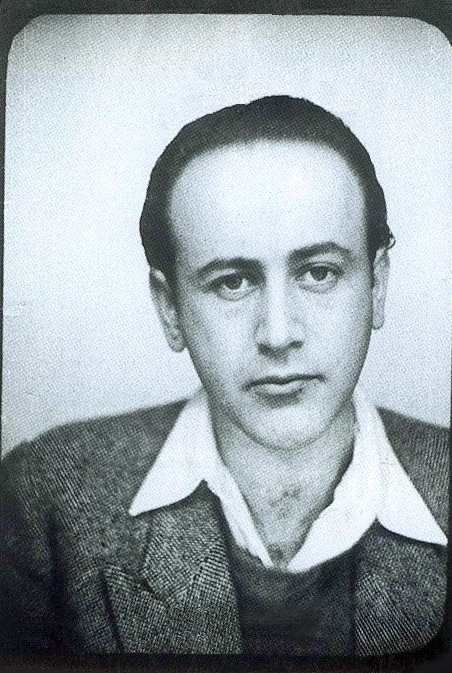
詩人パウル・ツェラン

1967年4月4日、アテネ学芸アカデミーで「芸術の由来と思索の使命」を講演。同年ハンブルク大学でカール・フリードリヒ・フォン・ヴァイツゼッカー(弟は第6代連邦大統領のリヒャルト・フォン・ヴァイツゼッカー）のゼミナールで「時間と存在」を朗読、夜の対話で学生運動と新左翼についての話題となったが、ハイデッガーは「まだ我々を救えるものがあるとすれば、それは神だけです」と語った。1967年7月24日、詩人パウル・ツェランがフライブルク大学で朗読会を開き、ハイデッガーも聴衆としており、翌日7月25日、トートナウベルクのハイデッガー山荘を訪れた。ツェランから詩を送られたハイデッガーは1968年1月30日付礼状書簡で「私は幾つかのことはまだ、いつの日か、無-言を脱して対話に入れるものと思っています」と書いた。1967年、ハンナ・アレントがハイデッガーを訪問。
1968年、原祐と渡邊二郎が訪問する。4月9日、ハイデッガー、スイスザンクト・ガレンでの彫刻家マンズの展覧会に行く。9月3日、ハイデッガー、画家セザンヌのアトリエを訪問した。
1969年8月、ハンナ・アレントが夫ハインリヒ・ブリューヒャーとハイデッガーを訪問し、それからは毎年のようにハイデッガー宅を訪問する。9月17日、R・ヴィッサーとTV対談を自宅で撮影。ハイデッガーはTVを自宅に置いていないと語る。スイスザンクト・ガレンのエルカー書店より『芸術と空間』、マックス・ニーマイヤー書店より『思索の事柄へ』刊行。
1970年、クロスターマン社より『現象学と神学』、フィンクとの共著『ヘラクレイトス』刊行。「思い」を執筆し、翌年ドミニク・フルカド編『ルネ・シャール』（レルネ出版）に掲載。

### 晩年

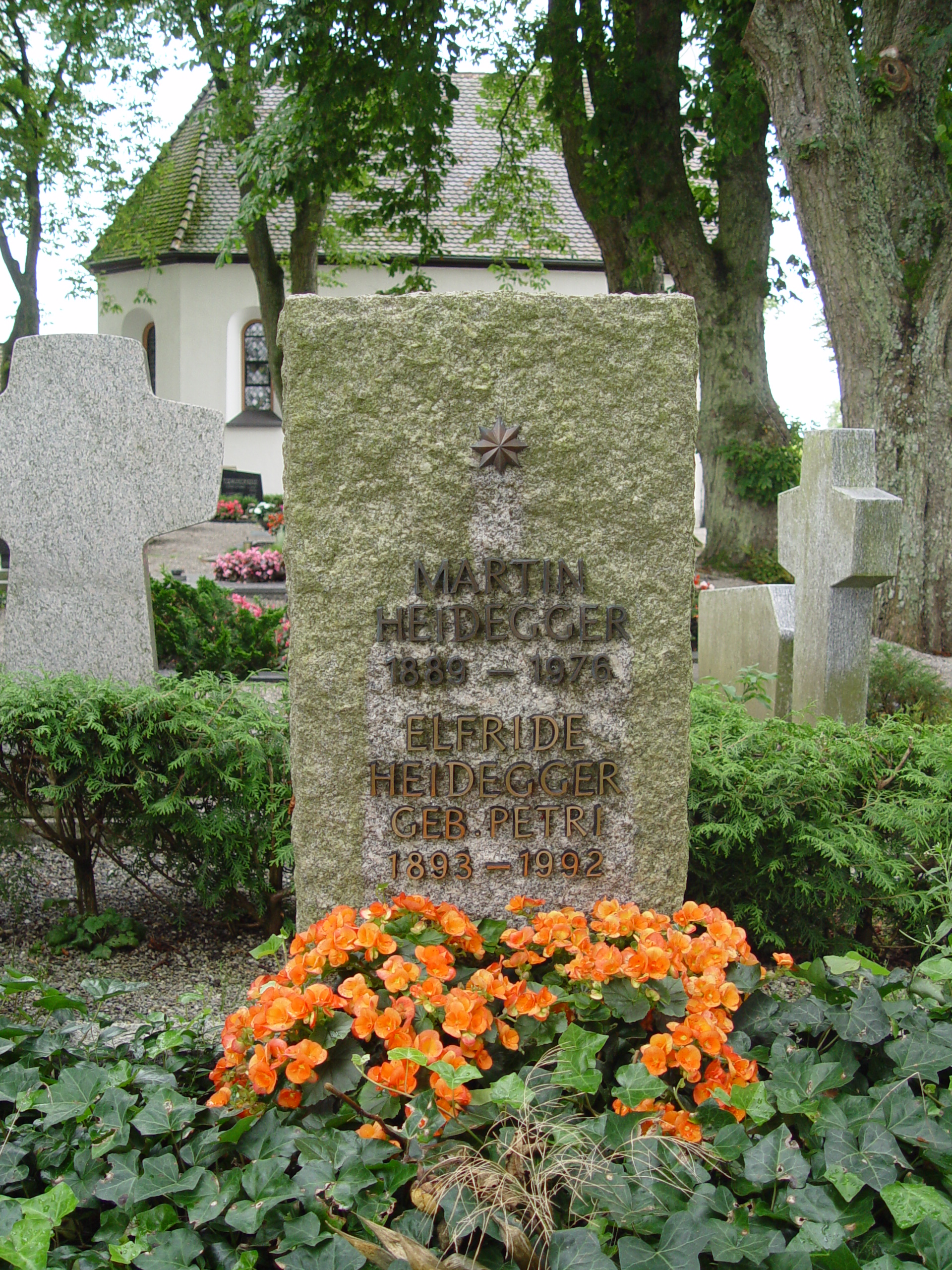
メスキルヒにあるハイデッガー夫妻の墓。右隣には両親の墓、左隣には弟フリッツ夫妻の墓がある。ハイデッガー夫妻の墓石の墓紋は十字架でなく星型である。ハイデッガーは『思惟の経験から』で「星に向かって進むこと、ただこれのみ」と書いている。

1972年、西谷啓治がゲーテ賞（ゲーテ・メダル）を受賞、訪独しハイデッガーと対話する。ハイデッガー、「ランボー」執筆。
1973年9月、ツェーリンゲンでゼミナール。ハイデッガー全集の刊行を決意した。
1974年、ロッツがハイデッガーより未発表の『存在と時間』後半部分原稿はあるが、全集には収録しないと聞く。秋、タイの僧侶マハ・マニと対話し、バーデン・バーデンTV放送で放映。
1975年6月25日、オイゲン・フィンク死去、7月26日、「オイゲン・フィンク追想のために」を書く。7月20日すぎ、辻村公一が訪問し、ハイデッガーは弁証法が現象学を壊したと語った。クロスターマン社より全集刊行開始。1975年12月4日、ハンナ・アレント死去。1975年冬、ペチェットがハイデッガーを訪れると別れ際に「そうだよ、ペチェット、もうおしまいに近づいているんだ」とハイデッガーは言った。
1976年1月14日夜、メスキルヒ出身でグレーバー大司教の秘書でもあった神学者ベルンハルト・ヴェルテが論文「ハイデッガーの思惟における神」をハイデッガーに送ったことをうけて、ハイデッガーは自宅にヴェルテを招待し、エックハルトなどについて対話した。ハイデッガーはヴェルテに、メスキルヒでの自分の葬儀の時に弔辞を述べるよう頼んだ。5月より死ぬまで毎日、ヘルダーリンを読む。1976年5月26日朝、一度目覚めて、またもう一度眠り込んでそのまま息をひきとった。最後の言葉は「感謝します」であった。5月28日の葬儀にはエルンスト・ユンガー、インゲボルフ・ベットガーが参列した。弔辞はベルンハルト・ヴェルテで、ハイデッガーの意志を生かして聖書詩篇130篇、マタイ伝5,6,7章を朗読し、息子ヘルマンはヘルダーリンを読んだ。ミサはフリッツの息子ハインリヒが執り行った。同日、ヴェルテ名誉町民になる。
1976年12月6日、フライブルク大学でガダマー、ヴァイツゼッカー、W・マルクスがハイデッガー追悼講演会。
フランス語蔵書はストラスブール大学に寄贈された。ハイデッガーは生前、息子のヘルマン・ハイデッガーに「私が死んだら、原稿は100年間封印してほしい。時代はまだ私を理解する構えにはない」と遺言で述べていた。

## 略年譜
| 1889年 0000000000000000 | 9月26日、バーデン大公国ウュルテンベルク州のメスキルヒ村に、フリードリヒとヨハンナの第一子として生まれる。両親はローマ・カトリック（ローマ派）で、近代自由主義的な「旧カトリック派」と対立していた。 |
| 1894年                  | 弟フリッツ誕生。 |
| 1903年                  | 14歳。ボーデン湖畔コンスタンツにあるハインリヒ・ズーゾ高等学校に入学。 |
| 1905年                  | 16歳。シュティフターの『石さまざま』を読む。 |
| 1906年                  | 17歳。フライブルクのベルトホルト高等学校に転学。 |
| 1907年                  | 18歳。夏、コンラート・グレーバー博士からフランツ・ブレンターノの論文「アリストテレスにおける存在者の多様な意義について」を贈られ、感銘を受けた。 |
| 1908年                  | 19歳。アリストテレス、ヘルダーリンを読む。 |
| 1909年                  | 20歳。カール・ブライヒの『存在について:存在論綱要』を読む。9月30日、オーストリアティジスのイエズス会修練士修練期用新入生宿舎に登録。10月13日、病気を理由に除籍。フライブルク大学神学部に冬学期から入学。入寮当日、図書館でフッサールの『論理学研究』を借りた。カール・ブライヒからヘーゲルとシェリングを、ヴィルヘルム・フェーゲから芸術史を教わる。 |
| 1910年                  | 21歳。8月15日、メスキルヒ隣村クレーンハイツシュテーテンでのアーブラハム・ア・ザンクタ・クラーラ記念碑除幕式に参列。感想文をミュンヘンの週刊誌『公衆評論』に発表した。神学部在籍中、反モダニズムのカトリックアカデミー同盟の月刊誌に6篇寄稿。 |
| 1911年                  | 22歳。2月、神経性心臓障害により静養。奨学金を打ち切られる。ヨーゼフ・ガイガーの著作を読む。神学部から理学部さらに哲学部に転部。中世哲学のアルトゥール・シュナイダー、新カント派のハインリヒ・リッケルトに教わる。 |
| 1912年                  | 23歳。エミール・ラスク『判断論』を読む。「現代哲学における実在問題」をゲーレス協会哲学年報に発表する。イェーガー『アリストテレス形而上学成立史』を読む。夏、初めてトラークルを読む。 |
| 1913年                  | 24歳。学位論文『心理学主義の判断論──論理学への批判的・積極的寄与』を提出した。 |
| 1914年                  | 25歳。7月、第一次世界大戦勃発。8月、志願兵として登録した。心臓発作のため入院後、兵役を免除された。 |
| 1915年                  | 26歳。国民軍として動員され、郵便監察業務(〜1918年初頭)。教授資格論文『ドゥンス・スコトゥスの範疇論と意義論』提出。7月27日に試験講義「歴史科学における時間概念」を行った。主査はリッケルト。エドムント・フッサールに学ぶ。冬学期より私講師としてパルメニデス、カントのプロレゴメナを講義。 |
| 1917年                  | 28歳。プロテスタントルター派のエルフリーデ・ペトリと結婚。 |
| 1918年                  | 29歳。ヴェルダン前線で第414前線気象観測部隊に従軍。復員後、ルターを研究した。 |
| 1919年                  | 30歳。カトリックからプロテスタントに宗旨変え。フライブルク大学で戦時緊急学期に「哲学の理念と世界観問題」講義。「哲学の使命について」講義。1919年〜20年の冬講義「現象学の根本問題」講義。未講義「中世神秘主義の哲学的基礎」。マイスター・エックハルト、フリードリヒ・シュライアマハー、クレルヴォーのベルナルドゥス、アビラのテレサ、アッシジの聖フランシスコ、トマス・ア・ケンピスを研究。長男イェルク誕生。 |
| 1920年                  | 31歳。4月8日、フッサール61歳祝賀会でヤスパースと会う。夏学期「直観と表現の現象学；哲学的概念形成の理論」講義。二男ヘルマン生まれる。 |
| 1921年                  | 32歳。講義「アウグスティヌスと新プラトン主義」。6月、ヤスパース『世界観の心理学』書評。1921年〜1922年冬学期「アリストテレスの現象学的解釈／現象学的研究入門」講義。 |
| 1922年                  | 33歳。夏学期、「アリストテレスの存在論と論理学の現象学的解釈」講義。トートナウベルクに山荘を建てる。 |
| 1923年                  | 34歳。夏学期、「オントロギー、事実性の解釈学」講義。フッサールの推薦でマールブルク大学哲学部外教授就任。1923年から1924年にかけて冬学期「現象学的研究への入門」講義。 |
| 1924年                  | 35歳。5月2日、父フリードリヒ死去。夏学期、「アリストテレス哲学の基礎概念」講義。学生ハンナ・アーレントとの交際開始。1924年から1925年にかけて冬学期「プラトン：ソフィスト」講義。 |
| 1925年                  | 36歳。4月16日〜21日、カッセルのクールヘッセン文芸協会で「ヴィルヘルム・ディルタイの研究活動と歴史学的世界観をもとめる現代の争い」講演。パウル・ヨルク・フォン・ヴァルテンブルク伯の「歴史的省察」を讃えた。夏学期「時間概念の歴史への序説」 講義。1925年から1926年にかけて冬学期に「論理学：真性への問い」講義。 |
| 1926年                  | 37歳。夏学期「古代哲学の根本諸概念」講義。1926年〜1927年冬学期「トマス・アクィナスからカントまでの哲学の歴史」講義。 |
| 1927年                  | 38歳。2月、フッサール編集の「現象学年報」8号に「存在と時間」前半部を掲載。マールブルク大学正教授就任。「存在と時間」の第3編「時間と存在」の出版は中止。3月9日、チュービンゲンで「現象学と神学」講演。5月3日、母ヨハンナが逝去。夏学期、「現象学の根本諸問題」講義。1927年から1928年にかけて冬学期講義「カント純粋理性批判の現象学的解釈」 |
| 1928年                  | 39歳。2月14日、「現象学と神学」講演。夏学期、マールブルク/ラーン大学で「論理学の形而上学的な始元諸根拠 ライプニッツから出発して」講義。2月25日、フライブルク大学の教授就任。1928年から1929年にかけて冬学期「哲学入門」を講義。 |
| 1929年                  | 40歳。4月、スイスのダボスでエルンスト・カッシーラーとダヴォス討論。夏学期、「ドイツ観念論と現代の哲学的問題状況」講義、フィヒテを読解。「カントと形而上学の問題」刊行。「根拠の本質について」出版。7月24日、フライブルク大学「形而上学とは何か」公開就任講演、刊行。10月24日、ウォール街大暴落で世界恐慌となる。1929-1930年冬学期「形而上学の根本諸概念：世界-有限性-孤独」講義。 |
| 1930年                  | 41歳。9月、国家社会主義ドイツ労働者党(ナチス)が第二政党となる。エルンスト・ユンガー『労働者・支配と形態』「総動員」を研究。ブレーメンで「真理の本質について」講演。夏学期、「人間的自由の本質について」を講義。7月「バーデン賢人会議」で「真理の本質について」を講演、ブレーメン、マールブルク、フライブルクでも講演。1930年-1931年冬学期「ヘーゲル『精神現象学』」講義。 |
| 1931年                  | 42歳。夏学期、「アリストテレス『形而上学9巻1-3』力の本質と現実性について」講義。1931年から1932年にかけての冬学期に「真理の本質について：プラトンの洞窟の比喩とテアイテトス」講義。 |
| 1932年                  | 43歳。夏学期、「西欧哲学の原初 アナクシマンドロスとパルメニデス」講義。ドレスデンで「真理の本質について」講演。 |
| 1933年                  | 44歳。1月、ヒトラーが帝国宰相となる。4月21日、ハイデッガーはフライブルク大学総長に選出された。5月1日、22名の同僚とともにナチス党に入党。5月27日就任演説「ドイツ大学の自己主張」。夏学期「哲学の根本問題」講義。ハイデルベルク大学で「新しい帝国の大学」講演。10月1日、フライブルク大学「指導者」に任命。 |
| 1934年                  | 45歳。4月23日、総長辞任。5月、ドイツ法律アカデミー法哲学委員会（委員長ハンス・フランク）に招聘された。6月30日から7月2日にかけて長いナイフの夜で突撃隊がナチ党によって粛清。エルンスト・クリークと対立。夏学期、フライブルク大学で「言葉の本質への問いとしての論理学」講義。夏以降、ベルリン大学教官アカデミー設立計画。1934-1935年冬学期「ヘルダーリンの讃歌『ゲルマーニエン』と『ライン』」講義。 |
| 1935年                  | 46歳。夏学期、フライブルク大学で「形而上学入門」を講義。秋、物理学者カール・フリードリヒ・フォン・ヴァイツゼッカー、ハイゼンベルクとトートナウベルク山荘で数日間対話する。11月13日、フライブルク芸術学協会で「芸術作品の起源」講演。ニーチェ全集刊行委員となり、「ニーチェ文庫」を訪問。1935年から1936年にかけての冬学期に「物への問い：カントの超越論的原則論に向けて」講義。 |
| 1936年                  | 47歳。1月、チューリヒで「芸術作品の起源」講演。夏学期、フライブルク大学で「シェリング『人間的自由の本質について』」講義。ローマのイタリアドイツ文化研究所で「ヘルダーリンと詩の本質」「ヨーロッパとドイツ哲学」の講演。ヒトラー・ユーゲントの機関紙『意志と力』から非難される。5月14日、ローゼンベルク事務局からの調査を受ける。5月29日、ハイデッガーへの監視命令が国家秘密情報機関から出された。11月17日-24日と12月4日に、フランクフルト自由ドイツ高等神学校で「芸術作品の起源」講演。1936年から1937年にかけての冬学期に「ニーチェ，芸術としての力への意志」講義。1936年から1938年にかけて草稿群『哲学への寄与論考』を書いた。                                                                               |
| 1937年                  | 48歳。夏学期、フライブルク大学で「西洋的思考におけるニーチェの形而上学的な根本の立場」講義。ジャン・ヴァールに、自分の問題は実存ではなく存在でありヤスパースとは異なると語る。1937年から1938年にかけての冬学期に「哲学の根本的問い 論理学精選諸問題」講義。 |
| 1938年                  | 49歳。6月9日、フライブルク大学で「形而上学による近世的世界像の基礎づけ」を講演、のちに「世界像の時代」と改題。1938年から1939年にかけての冬学期「ニーチェ 反時代的考察第二編」講義 |
| 1939年                  | 50歳。夏学期、「認識としての力への意思についての教説」講義。9月、ナチスのポーランド侵攻により第二次世界大戦開始。ゼミナール「言語の本質について：言語の形而上学：ヘルダー言語起源論に寄せて」。1939年から1940年の冬、ユンガー「労働者」について議論。 |
| 1940年                  | 51歳。「真性についてのプラトンの教説」を『精神的伝統』第二年次年報に発表。第二学期講義「ニーチェ ヨーロッパのニヒリズム」 |
| 1941年                  | 52歳。フライブルク大学で「ドイツ観念論の形而上学：シェリング」を講義。夏学期、「根本諸概念」講義。1941-1942年冬学期、予告された「ニーチェの形而上学」ではなく、「ヘルダーリンの讃歌『回想』」講義。 |
| 1942年                  | 53歳。草稿「形而上学の克服」。夏学期、「ヘルダーリンの讃歌『イスター』」講義。1942-1943年冬学期にパルメニデス講義。「ヘーゲルの経験概念」講演。 |
| 1943年                  | 54歳。「真理の本質について」出版。ヘラクレイトス講義。講演「ニーチェの言葉：神は死んだ」。 |
| 1944年                  | 55歳。夏学期、ヘラクレイトス講義。軍務を免除された500人の学者と芸術家のなかに入れられず、「不用」グループの最年長の筆頭として国民突撃隊に招集された。夏、ライン川保塁工事に従事。1944年-45年の冬学期にフライブルク大学で「哲学入門―思索と詩作」を講義、11月8日で招集のため中断した。11月27日、連合軍の爆撃でフライブルクは壊滅した。 |
| 1945年                  | 56歳。4月30日、ヒトラー自殺。5月7日、ドイツ降伏。6月、フランス軍がバーデン＝ヴュルテンベルク州を占領。フィヒテナウのヴィルデンシュタイン城に避難。城近くの岩山の上でカント、ヘルダーリンを講義した。夏学期は6月24日に終了。6月27日、ベルンハルト・フォン・ザクセン＝マイニンゲン公の森林官宅で講演「貧しさ」。7月16日、フランス占領軍がレーテブック47番地の家屋接収を通告したため、市長に抗議。7月23日、非ナチ化純化委員会の査問。ヤスパースを頼るが、厳しい内容の報告をされる。年末にコンラート・グレーバー大司教に救援を求めた。 |
| 1946年                  | 57歳。1月19日、純化委員会がハイデッガーの教職活動剥奪と年金減額をフランス軍政当局に提案。フランス軍政局は年金削除を命じた。3月8日、グレーバー大司教は教皇ピウス12世にハイデッガーは沈思反省していると報告。バーデンヴァイラー在のビンスワンガー派の精神科医ヴィクトリア・フライヘル・フォン・ゲープザッテルの診察を受ける。フライブルクの家は占領軍の宿営として接収されたためトートナウベルクの山荘に住んだ。夏、フランス軍政当局が無期限教職禁止令を指令。中国人シャオレンイーと『老子』のドイツ語訳に着手したが、中断した。10月、ベルンのペルー大使館秘書官アダルペルト・ワグナーから経済援助をうける。11月10日、ジャン・ボーフレが書簡で質問。12月、バーデン州文部大臣から大学教職無期限停止令が下された。 |
| 1947年                  | 58歳。5月、フランス軍政局は年金削除を取り消す。ジャン・ボーフレへの返信。 |
| 1949年                  | 60歳。2月6日、ヤスパースとの文通を開始。3月、フランス軍政局はナチスとの関係は「服従することなき同行者。制裁に及ばず」と最終決定。5月、フライブルク大学評議会がハイデッガーを名誉教授として復権させ、教職活動の再開案を過半数で可決した。ジャン・ボーフレへの返信が「『ヒューマニズム』に関する書簡」としてベルンで出版。12月2日-4日「ブレーメン連続講演 有るといえるものへの観入」。 |
| 1950年                  | 61歳。1月、「ヨーロッパユダヤ文化再建委員会」のハンナ・アーレントが訪れる。3月25-26日、保養所ビューラーヘーエにある医師ゲーアハルト・シュトローマンのサナトリウムで「在るところのものへの観入」講演(1957年までに四回実施)。6月6日、バイエルン芸術学士院で「物」を講演。 |
| 1951年                  | 62歳。復職し、退官教授となる。夏学期は演習「アリストテレス自然学2-1,3-1-3」。8月5日、ダルムシュタットでのシンポジウム「人間と空間」において「建てること、住むこと、考えること」を講演。10月6日、ビューラーヘーエで「詩人のように人は住む」講演し、オルテガと存在について議論する。 |
| 1952年                  | 63歳。5月19日、ハンナ・アーレントが訪問する。 |
| 1953年                  | 64歳。年初頭、サルトルが訪問。『形而上学入門』再刊。6月25日、ハーバーマスが批判。8月13日、レヴァルターが反駁し、9月24日レヴァルターの見解を支持。11月18日、ミュンヘン工業大学で講演「技術への問い」。ハンス・カロッサ、ハイゼンベルク、ユンガー、オルテガらも聴講。戦後の公開の場での最大の成功となった。 |
| 1954年                  | 65歳。3月、手塚富雄が訪れた。夏、鈴木大拙が訪問した。ヤスパースがブルトマンとの論争で公然とハイデッガーを批判。「1945年-51年の大学における私の正教授としての地位に関する出来事」という弁明書を書き始めた。 |
| 1955年                  | 66歳。4月、ヘルダーリン協会に入会。9月、フランスノルマンディーのセリジー＝ラ＝サルの城館で「哲学とは何か」講演。パリで詩人ルネ・シャールと会い、ヴァランジュヴィルで画家ジョルジュ・ブラックと会う。ユンガー60歳記念論文集に「線を越えて」寄稿。 |
| 1956年                  | 67歳。5月7日「ヘーベルとの対話」講演。5月25日、ブレーメンクラブで講演「根拠律」。オランダのクレラー・ミュラー美術館でゴッホの絵画を見る。「線を越えて」を『有の問いへ』と題して刊行。 |
| 1957年                  | 68歳。3月24日、トートナウベルクで講義「形而上学の存在神論的体制」。夏学期、一般教養講義で「思考の根本命題」。6月27日、フライブルク大学創立500年祝賀会で講演「同一律」。ボーデン湖マイナウ島でマルティン・ブーバーと会う。ベルリン芸術学士院会員、バイエルン芸術学士院会員、ハイデルベルク学士院会員となる。 |
| 1958年                  | 69歳。3月20日、エクス＝アン＝プロヴァンスで「ヘーゲルとギリシア人達」講演。以降、ルネ・シャールの招きで三度訪問した。5月11日、ウィーンのブルク劇場で講演「詩作と思索」。5月、フライブルク大学で久松真一、辻村公一らと討論会「芸術と禅」。7月26日、ハイデルベルク学士院総会で「ヘーゲルとギリシア人達」講演。1939年の草稿「ピュシスの本質と概念について。アリストテレス、自然学B、1」を発表。 |
| 1959年                  | 70歳。9月8日、メダルト・ボスの求めでチューリッヒ大学付属病院精神科で講演(以降1969年までツォリコーン・ゼミナール)。9月26日の70歳誕生日にはメスキルヒ住民からの祝い。 |
| 1960年                  | 71歳。1月、7月、11月にチューリッヒ大学付属病院精神科で講演。バーデン＝ヴュルテンベルク州からヘーベル賞受賞。 |
| 1961年                  | 72歳。5月17日、キールで「有に関するカントのテーゼ」を講演。 |
| 1962年                  | 73歳。4月、リチャードソン神父への書簡。同4月、初めてギリシア旅行。 |
| 1963年                  | 74歳。「有に関するカントのテーゼ」刊行。 |
| 1964年                  | 75歳。西谷啓治がハイデッガーを戦前以来に再訪問。秋、ネスケへの覚書でナチスへの加担の政治的過誤について書いた。 |
| 1966年                  | 77歳。9月5日-10日、プロヴァンスのル・トール・ゼミナールでパルメニデスとヘラクレイトス。ユンガーの東アジア旅行への餞別で『老子』下篇47章の訳を送る。1966年から1967年にかけてフライブルク大学でオイゲン・フィンクと共同ゼミナール「ヘラクレイトス」。 |
| 1967年                  | 78歳。ハンブルク大学でカール・フリードリヒ・フォン・ヴァイツゼッカーのゼミナールで「時間と存在」を朗読。7月24日、詩人パウル・ツェランのフライブルク大学朗読会を聞く。翌7月25日、ツェランがトートナウベルクの山荘を訪れた。ハンナ・アレントが訪問。 |
| 1968年                  | 79歳。ル・トール・ゼミナール。原祐と渡邊二郎が訪問。4月9日、スイスザンクト・ガレンでの彫刻家マンズの展覧会に行く。9月3日、画家セザンヌのアトリエを訪問した。 |
| 1969年                  | 80歳。ル・トール・ゼミナール。8月、ハンナ・アレントが夫ハインリヒ・ブリューヒャーと訪問。9月17日、リヒャルト・ヴィッサーとのTV対談を自宅で撮影。『芸術と空間』『思索の事柄へ』刊行。 |
| 1970年                  | 81歳。『現象学と神学』刊行。フィンクとの共著『ヘラクレイトス』刊行。「思い」を執筆。 |
| 1971年                  | 82歳。「思い」をドミニク・フルカド編『ルネ・シャール』に掲載 |
| 1972年                  | 83歳。西谷啓治と対話する。「ランボー」執筆。 |
| 1973年                  | 84歳。9月、ツェーリンゲンでゼミナール。自分の全集の刊行を決意。 |
| 1974年                  | 85歳。秋、タイの僧侶マハ・マニと対話し、バーデン・バーデンTV放送で放映。 |
| 1975年                  | 86歳。6月25日、オイゲン・フィンク死去。7月26日、「オイゲン・フィンク追想のために」を書く。7月20日すぎ、辻村公一が訪問。クロスターマン社より全集刊行開始。12月4日、ハンナ・アレント死去。 |
| 1976年                  | 1月14日夜、ベルンハルト・ヴェルテに、自分の葬儀の時の弔辞を頼む。5月より死ぬまで毎日、ヘルダーリンを読む。5月26日朝、死去。享年86歳。 |

## 思想
ハイデガーの哲学の発展の諸時期については1919年に「初期ハイデガー (the early Heidegger)」が形成され、それ以前は「若きハイデガー(the young Heidegger)」と区別する見方もある。
ハイデッガーは1966年のル・トール・ゼミナールで自らの存在論は、『存在と時間』で存在の意味への問い、次に、存在の真理への問い、最後に存在の場所への問いへと展開したとして、「意味-真理-場所」の三つの歩みがあったと述べた。オットー・ペゲラーはこのことから、『存在と時間』を「存在の意味への問い」、『存在と時間』から『哲学への寄与』までを「歴史としての真理への問い」、『哲学への寄与』以降を「場所の前に存在することとしての場所への問い」と区分する。
前期の代表的な著作は『存在と時間』(1927)である。中期では『形而上学入門（講義）』『哲学への寄与（覚書）』。後期では『「ヒューマニズム」にかんする書簡』『ニーチェ』『技術への問い』『放下』がある。以下、鍵概念に即して、適宜著作に応じて解説する。

### 方法

#### 形式的告示
『存在と時間』以前の初期フライブルク期の講義が刊行されるに及んで、「形式的告示（die formale Anzeige）」の概念性について注目されている。ハイデッガーは初期フライブルクの講義で 「現象学的解明にとって主導的となる或る意味の方法的な使用を我々は形式的な告示と呼ぶ。形式的に告示する意味がその中にはらんでいるところのもの,それへと向かって諸現象は見られるのである。方法的考察から理解できるものとならなければならないのは、なぜ形式的な告示はそれが考察を主導するにもかかわらず、やはり何らの予め把握された見解を問題の中へと持ち込まないのかということである。」、また「この形式的に告示的な問いの遂行においては、「自我」もしくは「自己」に関しての何らかの仕方で理論的に形成され何らかの哲学的立場から受け継がれた理論的に概念的な先入見や規定は活動してはならない。」と述べている。また1929/30年の「形而上学の根本諸概念：世界-有限性-孤独」講義では「あらゆる哲学的な概念は、形式的に告示するものであり、哲学的な概念がそのように受けとめられるときにのみ概念把握の真正な可能性を与える」と述べている。
ハイデッガーはガダマーら学生に形式的告示の意味とは「十分に味わうことと実行に移すことだ」と説明した。

#### 現象学と解釈学
ハイデッガーがとったのは現象学的な方法である。ハイデッガーは、フッサールと同様に志向性の現象を考察することから始めた。現象学的方法は、デカルト的な実体である「われ」―純粋な思惟者としての「われ」―の否認を必要とする。デカルトが「われ思う」だけは疑いえないものとしたとき、思っている「われ」の存在様式は無規定のまま放置されたとハイデッガーは述べている。ハイデッガーは1925年の講義「時間概念の歴史への序説」では現象学は存在そのものへの問い、志向的なものの存在への問いを問わなかったと批判しつつ、現象学が哲学探求の可能性を発見したことは偉大であり、それを徹底化すると述べている。
また、総体的な存在了解は、現存在固有の存在に関する潜在的な知識を説明することによってのみ到達できる。ゆえに哲学は解釈という形をとる。これが、『存在と時間』におけるハイデッガーの手法がしばしば解釈学的現象学と呼ばれるゆえんである。『存在と時間』は未完に終わったため、全体的な計画に関するハイデッガーの宣言や、現存在とその時間内的な限界についての緊密な分析と解釈をなし遂げてはいるが、そのような解釈学的手法により「存在一般の意味」を解明するまでには至らなかった。しかし、その野心的な企図は後の著作において異なる方法によりながら執拗に追及されることとなる。

### 存在への問い
『存在と時間』でハイデッガーは、存在者 Seiendeと存在 Sein（存在一般、在ること）を区別した上で、存在の意味についての問い(die Seinsfrage)―存在者が存在するという意味はどういうことなのか？―を明らかにしようとした。
ハイデッガーは、カントが外的世界の存在に関する完全な証明がいまだなされていないことを「哲学のスキャンダル」と嘆いたことについて、そのような証明ばかりが求められることこそ哲学のスキャンダルとした。ハイデッガーの企図は野心的であり、生物学、物理学、心理学、歴史学といった存在的なカテゴリーにおいて研究される特定の事物の存在には関心がなく、追求したのは存在一般についての問い、すなわち「なぜ何もないのではなく、何かがあるのか」といった存在論的な問いであった。
ハイデッガーは「いかにしてわれわれは世界と具体的かつ非論理的な方法で遭遇するか」「いかにして歴史や伝統がわれわれに影響を与え、われわれによって形成されるか」「事実上いかにしてわれわれはともに生きているか」「そしていかにしてわれわれは言語やその意味を歴史的に形成するか」といった問いをもって取り組んだ。

#### 存在論的差異
人間の行為は、何らかの対象や目的を（建築という行為ならば建物を、会話ならば話題を）目指す限りにおいて志向性をもっている。ハイデッガーは志向性を「関心（Sorge）」と呼ぶが、これは「不安（Angst）」の肯定的側面を反映している。ここでいう「関心」は志向的存在に関する基本的な概念であり、存在的 ontischenなあり方（ただ単にあるだけの存在）とは区別された存在論的 ontologischなあり方（存在という問題に向き合いながら存在すること）として、存在論的に意味付けられたものである。この差異は存在論的差異（ontologische Differenz）と呼ばれる。1928年夏学期講義では「存在の理解のうちには、存在と存在者のこの区別の遂行が存している。この区別は、まずもって存在論というようなものを可能にする。したがってわれわれは存在理解というものをはじめて可能にするこの区別を存在論的差異と名づける」と述べている。
1929/30年の「形而上学の根本諸概念：世界-有限性-孤独」では次のように述べられた。
理論的な知識が表現するのは志向的な行為のうちの一種にすぎず、それが基づいているのは周囲の世界との日常的な関わり方（約束事）の基本形態であって、それらの根本的な基礎である存在ではないとハイデッガーは主張する。彼は「実存的了解」（実存を実存それ自体に即して了解する）と、「実存論的了解」（何が実存を構成するかについての理論的分析）の二種類に分類した。これは、「存在的―存在論的」と呼応するものであるが、人間存在に範囲を限定したものである。ものは、それが日常的な約束事のコンテクスト（これをハイデッガーは「世界」と呼ぶ）の中に「開示される」限りにおいて、そのような存在者である（そのように存在する）のであって、そのコンテクストを離れても客観的に認められる固有性をもっているからではない。カナヅチがカナヅチであるのは、特定のカナヅチ的性質をもっているからではなく、釘を打つのに使えるからなのである。

#### 世界＝内＝存在（In-der-Welt-sein）と現存在（Da-sein）
その一方でハイデッガーは、人間の行為に関するいかなる分析も「われわれは世界の中にいる」という事実から（世界を「抽象的に」見る風潮に則らずに）始めなければならない、したがって、人間の実存に関して最も根本的な事柄はわれわれの世界＝内＝存在 In-der-Welt-seinであると主張した。人間もしくは現存在 Da-sein とは、世界の中で活動する具象的存在なのだということをハイデッガーは強調した。彼は、デカルト以来ほとんどすべての哲学者が自明のこととして依拠する「主観 ― 客観」という区別をも拒否し、さらには意識、自我、人間といった語の使用も避けた（ハイデッガーは「人間」の代わりに「現存在（Da-sein）」という）。これらはいずれもハイデッガーの企図にはそぐわないデカルト的二元論のもとにあるためである。
存在者がわれわれにとって意味をなすのは、存在者がある特定のコンテクストの中で使用できるためであり、そしてこのコンテクストは社会的規範によって定義される。しかし、元来こうした規範はみな偶発的で不確定なものである。こうした偶然性は、不安という根源的な現象によって明らかにされる。この不安の中に、すべての規範が投げ出され、ものは本来の無意味さの中に、特になにものでもないものとして開示される。不安の経験は現存在の本来的な有限性をあらわにする。

#### アレーテイア・ウーシア
存在者が開示されうる（コンテクストにおいて有意味にであれ、不安の経験において無意味にであれ）という事実は、いずれにせよ存在者は開示されうるという先行する事実に基づいている。ハイデッガーはそうした存在者の開示を「真理・真実」と呼んだが、これは正しさというよりは「隠れのなさ」と定義される。この「存在者の真実」（存在者による自己発見）は、より本源的な種類の真実を含む。すなわち「存在者の存在が隠されていない、明るみに出された存在者の発露」である。これはギリシア語でαληθεια（アレーテイア、非覆蔵性）と呼ばれ、アリストテレスやヘラクレイトスからハイデッガーによって引き出された概念である。ハイデッガーはアレーテイア研究によって真理を、「存在者の示現すべてがそこへ属するところの非覆蔵性」として考察するようになった。アレーテイアの動詞型αληθεύειν（アレーテウエイン、真理化する）の意味はハイデッガーによれば「露呈しつつあること(aufdeckendsein)」「閉ざされてあることや隠されてあることから世界を取り出すこと」と解釈される。
また古代ギリシア人はアレーテイアをοὐσία（ウーシア、現前性）として解釈しており、ウーシアが現在という時間的性格を持つことから、時間と存在の関係についてハイデッガーは考察するようになり、こうした考察が『存在と時間』の骨格となった。ハイデッガーは1925/26年の講義「論理学：真性への問い」でギリシア人が存在をウーシアとして規定していたが、彼らは存在を時間から理解していなかったとも批判した。
ハイデッガーにとって、現存在を規定するのはこの存在の隠れなさである。ハイデッガーの用語「現存在」とは、おのれの存在を関心事とする存在者であり、また、おのれの存在をそのように開示させる存在者である。ハイデッガーが存在の意味についての探求を現存在の本質についての探求とともに始めたのはこうしたわけである。存在の隠れなさは基本的に現世的かつ歴史的な、非計測的な時のうちでの現象である。われわれが過去・現在・未来と呼ぶものは本来この隠れなさの見地に照応するものであり、時計によって測定される均一的な数値化された時間における排他的な三区域のことではない。
またハイデッガーはアリストテレスにおけるロゴス (λόγος) を、アレーテウエイン（真理化する）の遂行という観点から、明示すること、それ自身から見させること、あらわにすることと解説した。

#### vorhandenとzuhanden
ハイデッガーの見地においては、行為に対する理論の伝統的優位が逆転される。彼にとって理論的な見解というものは人工的なものであり、関わり合いを欠いたまま事物を見ることによってもたらされるものであり、そうした経験は「平板化」（Nivellierung）されたものである。こうした態度は、ハイデッガーによってvorhanden（眼前的、事物存在的、客体的、すでに手のうちにある）と呼ばれ、相互行為のより根源的なあり方であるzuhanden（用具的、道具的、手の届くところにある）な態度に寄生的な欠如態とされる。寄生的というのは、歴史のうちにおいてわれわれは、世界に対して科学的ないし中立的な態度をもちうるよりも前に、まず第一に世界に対する何らかの態度や心構えをもたなければならないという観念においてのことである。

#### 共同存在
客体的存在と用具的存在に加えて、現存在の第三の様態として「共同存在」（mitsein）があり、これが現存在の本質となる。他者とは、孤立して存在する単一の主体「私」を除いたすべての人びとのことではなく、たいていの場合はひとが自分自身とは区別していない（ともにある）人びとのことである。例えば、「私」が作物を踏み潰したり土を踏み固めてしまわないよう注意しながら畑の周りを歩くとき、この畑は「私」にとって道具的なものであるが、同時に「誰か」の所有地として、あるいは「誰か」に手入れされている（他の「誰か」にとっても道具的である）ものとしても現れる。この「誰か」たる農夫は、「私」が思考のうちでその畑に付け加えたものではない。なぜなら、畑が耕され手入れされているという事実を通してすでに農夫は自らを現しているからである。このようにしてわれわれは世界内において他者と出会うのであり、またこうして現存在が他者と出会いともにある存在の仕方が「共同存在」であるとハイデッガーは述べる。

#### 彼ら
「共同存在」には好ましからぬ側面もあり、ハイデッガーは「世間」という語を用いてそれに言及する。つまりニュースやゴシップでしばしば見られるように、「世間では〜といわれている」というとき、一般化して断定したり、一切のコンテクストを無視してそれをやり過ごそうとしたりする傾向があるということである。何が信頼に値し、何が信頼に値しないのかという実存的概念が「世間」という考えに依拠して求められるのである。たんに群集のあとを追って他の人々に習うだけでは何の妥当性も保証されないし、社会的・歴史的状況から完全にかけ離れたことが妥当なことだとみなすことなどできないにもかかわらず、「世間」がその平均性のみを妥当なものとして指示するのである。
現存在は他者たちによる乗っ取り要求に従属する。現存在は「私である」というあり方で存在すると同時に、「他者と共に私である」という形でも存在する。
「私である」という形だけで存在できることはめったになく、「我々である」と同時に「彼らと共に」存在しなければならないのである。
ハイデガーの言葉によれば次のようになる。
現存在は他者たちのなかに没入するが、それらは特定の誰でもなく『ダス・マン(Das Man)』としてあり、没個性的で顔の見えない集団である。

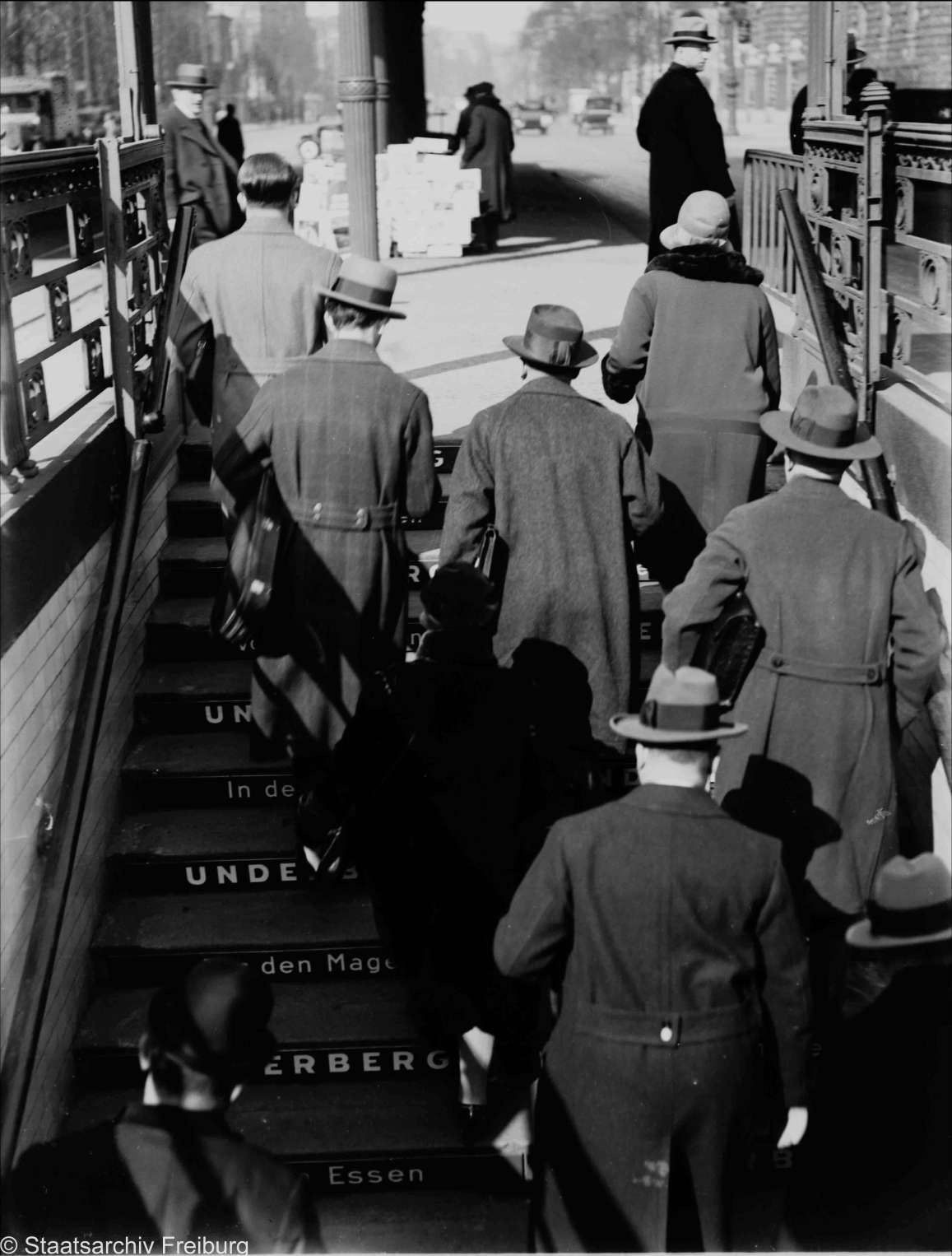

日常生活のなかでは現存在が他者たちに溶け込み、他者たちと化す。同時に、他者たちも溶解し現存在の一部となる。このようなものとしての『彼ら』を識別することは極めて難しく、ここに『彼ら』の力の源がある。

#### 大衆性
ハイデガーが提示したのは「大衆社会」理論に対する哲学者からの一風変わった答えだった。ハイデガーは当時、カール・ヤスパースの著作に親しんでおり、彼の主著『現代の精神的状況』は、機械時代に突入した現代文明における「精神の生」と「人を奴隷化する諸力」の闘争を描く。
「人を奴隷化する諸力」とは、現代と現代文化が持つ様々な力であり、工業力の飽くなき機械化、製品の標準化、大都市、新しい文化、商業化された娯楽、大規模なスポーツ競技会、映画、ラジオ、通俗ジャーナリズム、「世論」の操作、等々。
これらの力から生まれるのが「大衆効果」即ち、心を伴わない均一性と危険極まりない順応性を良しとする文化が「独自の判断」を行う可能性を圧し潰し「行動の自由」を雲散霧消させる。則ち現代社会は「個」の抹消という恐るべき現象を生み出すこととなる。
『大衆文化』についてのこれらの理論は、全てを商品化する資本主義と『ポップカルチャー』の攻勢に対する保守的なエリート知識人からの悲鳴にも似た反論と解釈することもできる。
ハイデガーのいう『彼ら』は単なる「大衆」とは異なり、現存在も「個人」と単純に同一視することはできない。唯一無二の現存在が「彼ら」に吸収され、無力な状況に置かれる。ハイデガーの哲学的に冷静な文章の端々にヒステリックな否定の声がみられる。
しかし「彼ら」のどこがそれ程までに恐ろしいのか。ハイデガーは次のように指摘する。
『公共性(Öffent lichkeit)』は顔の見えない「世間」と同一化するというのは、自分自身のあり方を手放すことになる。
そして『平均性(durchschnittlichkeit)』をハイデガーは罵倒する。
ハイデガーの語彙はニーチェを思わせる。

#### 頽落
現存在は日常生活において『頽落(Verfallenheit)』した状況にある。すなわち「彼らと共に」世界・内・存在に没入している。手元にあるものに配慮することまでが「彼ら」の影響にさらされる。哲学用語として用いられても「頽落」はどこか神学の匂いがする。神のまえにある罪深い人間と同様に現存在も頽落する。では、ハイデガーのいう頽落はなにから構成されているのだろうか。
『頽落』は現存在にとって基本的なあり方の一つである。

#### 被投性と投企可能性
この日常世界を避けることは可能だろうか。現存在はそのなかに投げ込まれている。『被投(Geworfenheit)』は現存在にとってコントロールのきかない世界のなかにあるということで「絶望の淵に投げ込まれる」というにも等しい。この状態は『選択された』ものではない。この世界は現存在が責任を負えず、選んだ訳でもない事物に満ちている。にも拘らず、現存在は行動し、選択し、責任を負う余地が残されている。
しかし、被投性が可能性の足をひっぱる。現存在は単に何でも好きなものに投企できるわけではない。「投企」の周辺状況、現存在の技能や知能、等々が投企を制約する。したがって現存在は、被投性と可能性の曖昧な闘争に制約されて存在することになる。現存在は「底の底まで投げ込まれた可能性」である。

#### 気遣い
内・存在と共存在、手元と目前にあるものに対処すること、「彼ら」の世界と頽落、被投性と投企可能性、ハイデガーはこれらは統一されたものとし、統一概念として『気遣い(Sorge)』を提示する。
現存在は「気遣い」を通じて次のものを統一する。
これら全てが「気遣い」という言葉の示す通り、現存在にとって重要である。「気遣い」を向ける事によって現存在は統一される。ハイデガーによれば、現存在は「関心(気遣い)」という構造のなかに存在する。

### 時間性
時間もまた斬新な方法によって考察される。ハイデッガーは、時間というものはアリストテレス以来まったく同じように解釈されてきたと主張する。つまり「過去・現在・未来」という三つの時間が均質的に、しかも無限に続いて存在するというものである。しかしハイデッガーは、根源的な時間とはそれ自体で存在するものではなく、現在から過去や未来を開示して時間というものを生み出す（みずからを生起させる）働きのようなものだと主張する。また現在もそれ自体で生起するのではなく、「死へ臨む存在」（Sein-zum-Tode）としてのわれわれが行動する（あるいはしない）ときに立ち現れるものである。したがってアリストテレスの均質的な「過去・現在・未来」という時間はこの根源的時間からの派生物にすぎないとして、これらの派生現象を可能にする根源的な「時間性」（Zeitlichkeit、Temporalitätとも）の概念を提示した。

#### 時間と関心

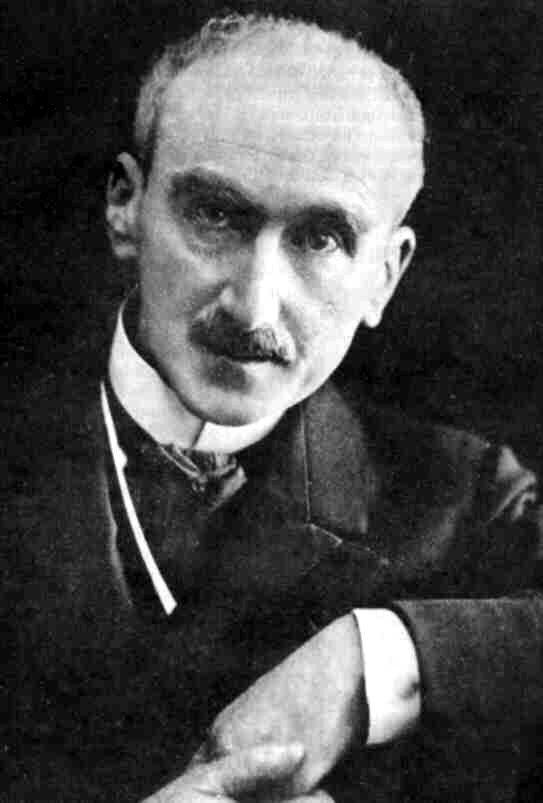
アンリ・ベルクソン

ハイデッガーは西欧の通念となっている時間の概念を大きく変形させた。1920年代を迎える頃には既に、デカルト流の近代的時間論を見直す動きが出ていた。ハイデッガーはその中で、フッサールや生動論の哲学者アンリ・ベルクソンについて考察している。ベルクソンは『時間と自由』（1889）で、科学的知識と人間の体験性とを区別した。測定を旨とする科学は時間を空間的に扱い、分割可能、数量化可能な幾何学的単位の集合とみなし、記されている空間として扱う。（時計の文字盤、或はカレンダーの年月日など）
しかし、人間が体験する時間は科学的ではなく、ベルクソンはそんな時間を、過去・現在・未来を含んだ「持続（durée）」と表現した。ベルクソンによれば「持続」は測定を拒否し、一定の規則も標準もないものとされる。フッサールはベルクソンの時間の主張を一歩進めて考察していた。フッサールは人間の意識の中に時間が「どんな姿で現れるか」を知ろうとする。例えば、意識は音楽の旋律をどのようにして知るのか。旋律はたとえ初めて聴いても最初から最後まで全て揃った全体として知ることができる。しかし、現実には区切られた音符の連なりに、時間軸に沿って順に出会っていく。フッサールは「旋律は意識の三つの作用が同時に働くことによってのみ知られる」とし、保持・注意・先見の時間意識を通じて未来・現在・過去が一体となったもの、一つに繋がったものとした。

モーツァルト

ハイデッガーはまた、モーツァルトの手紙を引用している。
モーツァルトは時間を全てが集まったものと考え、線形や時計のように測定できるものでもないとし、ハイデッガーはこの考え方（聴くことと同義の見ること）を「我々に託された思考の本質」と考えた。
これらの影響を受けたハイデッガーは1927年に、現存在は時間の中に存在するという説を展開した。現存在の「視界」が時間とされ、時間は「関心」の構造に組み込まれる。
従って、現存在は根源的に「過去・あり得る未来・自己にとっての現在」という「三つの時制の全て」に存在し、ハイデッガーは時間を数量化しうる幾何学的な線的時間として生じるものではないとした。

### メタ存在論
1928年のマールブルク/ラーン大学夏講義「論理学の形而上学的な始元諸根拠：ライプニッツから出発して」では存在論をメタ存在論（Metaontologie）に変換させることが提唱された。

### 農村主義
「ドイツ」と「ドイツ性」は何れもあまり明確な概念とはならず哲学者達は躍起になって明確な定義を与えようとしていた。ハイデッガーは通常の方式(人種差別的生物学の視点、ドイツ的な慣習を模索する試み、歴史を盾にとる経験主義的主張)に興味を示さなかったが、「農村主義」に訴える方法には共感していた。
ナチは新ロマン主義の農村主義的な部分を借用していた。国土の地勢、平野と川、とりわけ森を重視する。森の奥深くには精神を再生させる源が、謎が潜んでいる。「非本来的」な大衆が住む都会の対極にあるのが『民族(Volk)』である。民族は有機的な生を営む人々の姿で体現される。土に根差した農民とその家族がキリスト教と民族文学で清められ、人々の暮らしの神聖なる中心に据えられる。
禁欲的な農民の姿はハイデッガーの自像でもあった。1920年代のハイデッガーは「彼ら」を避ける為、民族衣装を模した細身のズボンとフロックコートを纏っていた。職人技を実践してみたいと思ったハイデッガーは1922年に山小屋をシュヴァルツヴァルトのトートナウベルクに建てた。この地名は「死」を冠している為、ワーグナーが描いたニーベルンゲンの宝を守るアルベリヒ王の隠れ家になぞらえられた。

#### 原初的言語
ハイデッガーのいう「古来」の農村主義はナチが歓迎するもう一つの主張で補強される。それは、ドイツ語の特異性で国家の運命と一蓮托生となっている、という主張である。

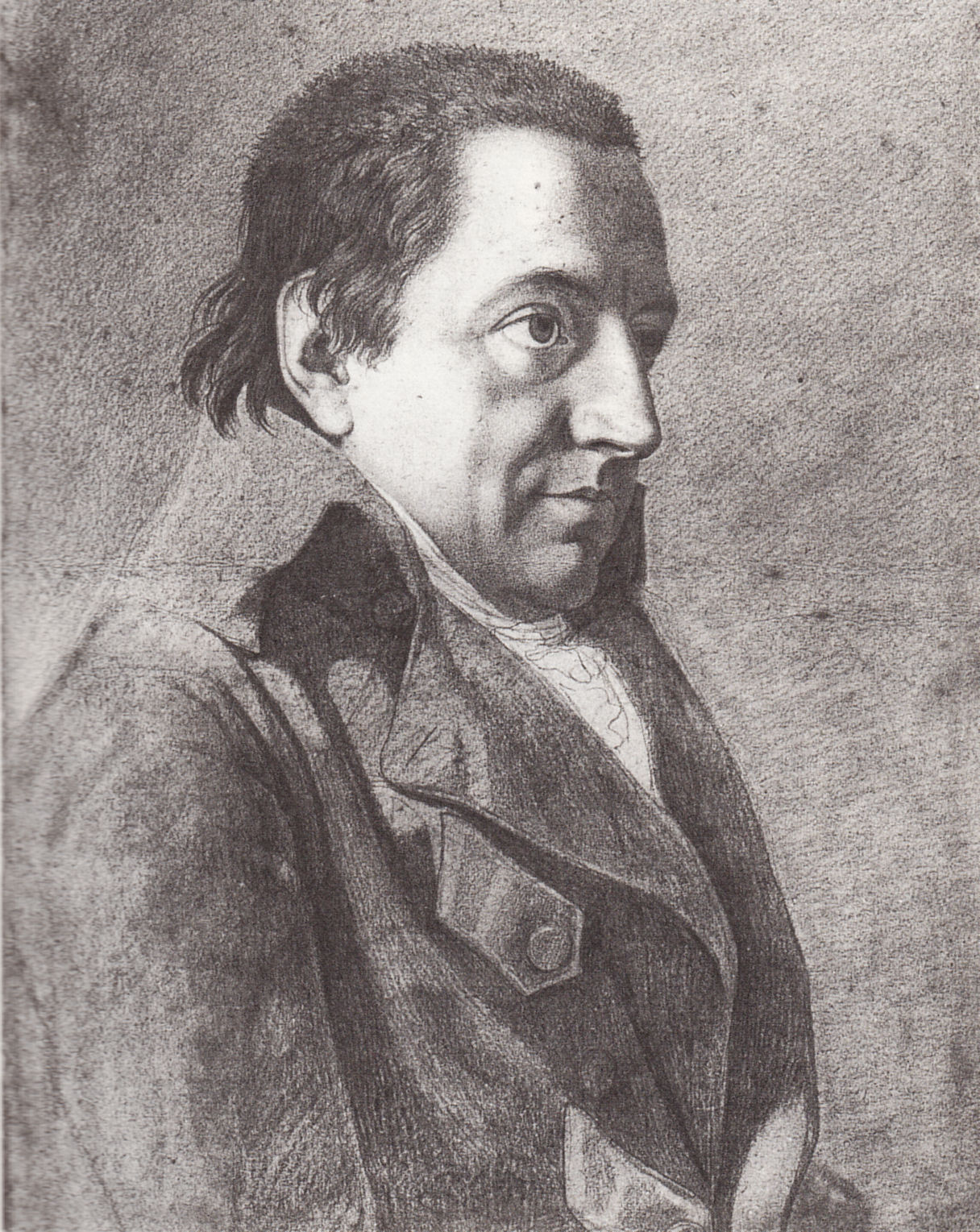
フィヒテ

国家主義者の原型でナチスから国民社会主義者の先駆者と目された理想主義的哲学者ヨハン・ゴットリープ・フィヒテが手がかりを提供していた。
ハイデッガーによれば、
ドイツ人こそが今に残る唯一の真正なる古代人であることがこれで証明されたと考える哲学者が多かった。となれば、ドイツの運命は、「世界的役割」は何を措いても哲学的ならざるをえない。
ハイデッガーにとっても、ギリシャ語は「原初的言語」(全てに先行する最初の言語)であり、ドイツ語はその直系の子孫だった。
こうした愛国的テーマは、当時主流だった麻薬的主張からの皮相な借用にすぎないのだろうか。ハイデッガーはそこに決定的に重要な「ひねり」を加えた。ハイデッガーによれば、国家の運命は自分自身の極めて個性的な哲学と同じ軌跡を描く。

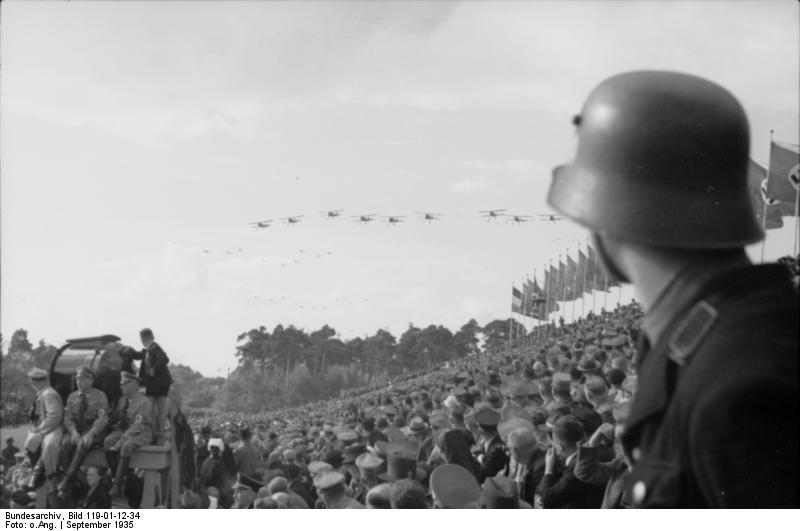

### 世界とは何か
ハイデッガーは1919年の講義「哲学の使命について」において生の直接的経験は「環世界的体験(Umwelterlebnis)」として考察され、「そのつどの固有の自我が鳴り響くということのうちでのみ、環世界的なことが体験される。つまり、世界となる。したがって私にとって世界となるところでは、そのときはいつでも、私はなんらかの仕方でまさしくそこにいるのである」と説明され、環世界的経験は事象ではなく、性起(Ereignis)であると論じられた。
1919-20年の講義「現象学の根本問題」では「われわれの生は世界である。すなわち、われわれがその内で生きる世界であり、生の諸傾向がその中へと入り、そのつどその内部で進展する世界である。そしてわれわれの生は、それが世界の内で生きるかぎりにおいてのみ生としてある」として、さらに環世界、共世界(Mitwelt)、自己世界(Selbstwelt)の3つの世界構造を論じた。
1929年-1930年冬学期「形而上学の根本諸概念：世界-有限性-孤独」講義においてハイデッガーは「世界とは何か」という問いについて、
1. Der Stern ist weltlos.（石は世界喪失的である[423]。＝石には世界がない[424]）
2. Das Tier ist weltarm.（動物は世界貧困的である[423]。＝動物は世界に乏しい[424]）
3. Der Mensch ist weltbildend.（人間は世界形成的である。）

の3つの命題を出して、まず動物と人間の区別の前に物質と生命の区別について考察を開始し、生物の本質を有機体に見る。ハイデッガーは発生学者ヴィルヘルム・ルーの研究をもって、有機体とは「諸器官を持つもの」のことであり、「器官（Organ）」はギリシア語のorganon（用具）を語源とするもので、有機体は複雑な用具ということもできるが、そうすると有機体と機械の差異は何かと問う。さらにハイデッガーは、ハンス・ドリーシュの調和等能系(harmonious equipotential system)すなわち「ある発生系において、材料の除去、付加、組み換えを行っても、常に完全な形態のものに発生する場合の系」を評価して、ここに規定的な因子としての全体性というイデーを見出しつつ、有機体が要素の総計でなく、その生成と建造構造が全体性によって導かれていることを確認する。ただし、ハイデッガーはハンス・ドリーシュが生気論的なエンテレヒーは危険であるとして評価していない。またハイデッガーは、ヤーコプ・フォン・ユクスキュルの環世界概念について、「肢体の全体性自身をも、われわれが抑止解除の輪と呼んだものが枠組みをなすところの真の根源的全体性を基礎にして初めて理解される」と述べている。小林睦の解説によれば、ハイデッガーのいう「抑止解除」とはユクスキュルの「知覚標識による触発」であり、「抑止解除の輪」とはユクスキュルの「機能環」に対応しており、動物が抑止解除の輪＝機能環に適合しているあり方をハイデッガーは「朦朧性」としている。
ハイデッガーによれば、動物は人間が世界了解する可能性としての開明性を剥奪されており、環世界の対象への衝動に捕囚されているが、動物はまた、対象を感覚する器官がもつ技能を発動し「抑止解除」できるという意味で、対象へと開かれている。したがって、動物と人間との本質的差異は、世界了解する可能性としての開明性を剥奪されていることにあるとされる。また、ハイデッガーはダーウィンの「適応」概念においては有機体と環境が事物存在的なもの（Vorhandenes)にとどまっていると批判している。こうしてハイデッガーは機械論、生気論、進化論はいずれも「有機体の全体的性格を把握できていないとして、存在者の存在様態としての道具的存在性（Zuhandenheit)と事物存在性（Vorhandenheit）の区別を重視する。こうしてハイデッガーは、世界形成的である人間は動物のように挙動するのでなく、存在者への態度をとり、自分を存在者全体の連関において関わらせるのであり、人間にとっての世界とは「全体における存在者としての存在者の開性」を意味すると考察した。
このようなハイデッガーの思索は、自然科学を無批判に精神科学に適用する「生物学主義」を批判するものであるが、ジャック・デリダは現存在ではない動物は、事物的存在でも道具的存在でもなく、したがって実存カテゴリーによって動物について語ることはできないと批判し、小林睦も少なくともこの段階では「人間中心主義」を免れていないと批判している。

### 『形而上学入門』
中期の代表作ともいえる1935年講義録『形而上学入門』がある。この時期、人間という場において時熟とともに「世界」を開く歴史としての存在にかえて、超絶的な動態としての意味づけがなされた存在が思索される。つづりもSeinとともにSeynが使用されるようになる。存在と人間は対抗関係にある。存在の制圧的な秩序を人間は元初まで見越す知（techne）によって作品（Werk）にもたらし開く。だが作品にもたらされた存在の超力は人間という場（現-存在 Da-sein）において突発的に裂け開き現象し、その超力をすべて治めることは叶わず、人間は存在によって砕け散る運命にある。砕け散ることは存在が人間という場を必要とする理由であり、現-存在としての人間の本質である。存在と対抗関係にありながら存在の発現する居場所であることによって、「人間とは最も不気味なものである」（ソフォクレス）。

### 『哲学への寄与論稿』
1936-1938年にハイデッガーは公表されざる膨大な覚書を残す。あらゆるものや自然が迅速に算定され、組織的な操業に変えられていくなかで人間の自己喪失は終わりのない過程となる。この根こそぎの喪失へむけて異様な語彙を駆使した思索を残した。死後にクロスターマン版全集第65巻『哲学への寄与論稿』として刊行された。『哲学への寄与論稿』では用語は特異なものになる。そこに書かれたのは神が必需とする存在（他に有・また原存在の訳語 Seyn）であり拒絶（Verweigerung）が、存在（Seyn）の呼びかけと現-存在の聴従的帰属（すなわち呼びかけへの応答）の「対抗躍動」として、底無しの深淵（Abgrund）として、人間という場において開けていく性起（他に自現の訳語 Ereignis）である。この動態は「開け透かす覆蔵」、「語り拒み［語り与え］」といった言い回しであらわされ、覆蔵として、また語り拒みとしての贈与とされる。それは単なる自己隠匿ではない、むしろ「自らを覆蔵するものがそのものとして自らを開き明けること」という意味で差し向けの親密さであり拒絶の差し向けとしての開け・最高の贈与である。また悟性や理性といった人間知による確認や算出の不可能である。存在（Seyn）の開けは没落を要求し、その者たちは守護された炎の中で焼き尽くされる。その犠牲は存在に立ち去られることからの退路であり、それは「反-動的な者たち」の「活動」とは全く別である。「反-動的な者たち」は「近視眼的に見られた従来のものに盲目的にしがみつく」だけである。そのように存在者は回復を経験する。人間はこの存在（Seyn）の開けを見守ることしかできない。これらはハイデッガーの従来からの命題「既在的に将来すること」の深化でありすなわち歴史的でありまた予言的ともみえ、高度資本主義社会における実存の不可解を暗示しているかにもみえる。いま重要なのはこの覚書が現実との接点のない詩・絵空事・夢であると決めつけず、また一部研究者のいうような単なる「アイデアの貯蔵庫」とかたずけ良しとせず、また黙示録性にたいし臆せず、現在の時代性において読み説くことであろう。

### 「ヒューマニズム」批判
ハイデッガーは戦後の著作『「ヒューマニズム」にかんする書簡』においてサルトルが本質と実存を転倒し、実存の先行性を訴えたとし、にもかかわらずそれら既存の形而上学から抜け出ていないことを指摘した。ハイデッガーからみればサルトルの思想は時間性の本質-存在の問い-を省いた空虚さを備えている。サルトルもまた存在忘却の歴運の中にある。ハイデッガーは「人間らしさ」に反対はしないが、ヒューマニズムには反対する。ただヒューマニズムが人間にたいし人間性を十分高く設定しきれないからであり、最高のヒューマニズムさえが人間の本来的な尊厳には届かないからである。
またハイデッガーは『ヒューマニズム書簡』ではカール・マルクスについても言及しており、「家がないことが世界の運命となっている。存在史の点からこの運命を考察する必要がある。マルクスがヘーゲルから受け継いだことは、現代人の存在の家がなくなったことにそのルーツがあるような人間の疎遠性である。この家がないことは特に形而上学という形態における存在の運命から発生すると同時に、そのようなものとして身を隠し、覆われる。マルクスは疎外の経験によって歴史の本質次元に到達したゆえに、マルクス主義の歴史観は他よりも優れている」と、しかしフッサールとサルトルは存在における歴史性をの本質的な重要性を理解していないし、現象学と実存主義はマルクス主義とその中で初めて生産的な対話が可能となるような次元に入っていない、とする。ハイデッガーによれば、唯物論の本質は、すべての存在者が労働の素材として現出すると形而上学的に限定することにあり、共産主義を党派または世界観（イデオロギー）としてのみ受け取る者は短絡していると批判している。
ハイデガーは「人間」を、或は「実存的人間主体」でさえ何かの中核としようなどとは思っていなかった。ハイデガーは何よりも先ず存在論者で実存主義者ではなかったからである。
『存在と時間』は人間存在を考察する書であり、実存主義的用語(本来性、不安、等々)を用いてはいるが、それは存在そのものを考察する過程でそうしているに過ぎない。ハイデガーにとって最大の関心事は人間でも人間主体でもなく『存在』である。

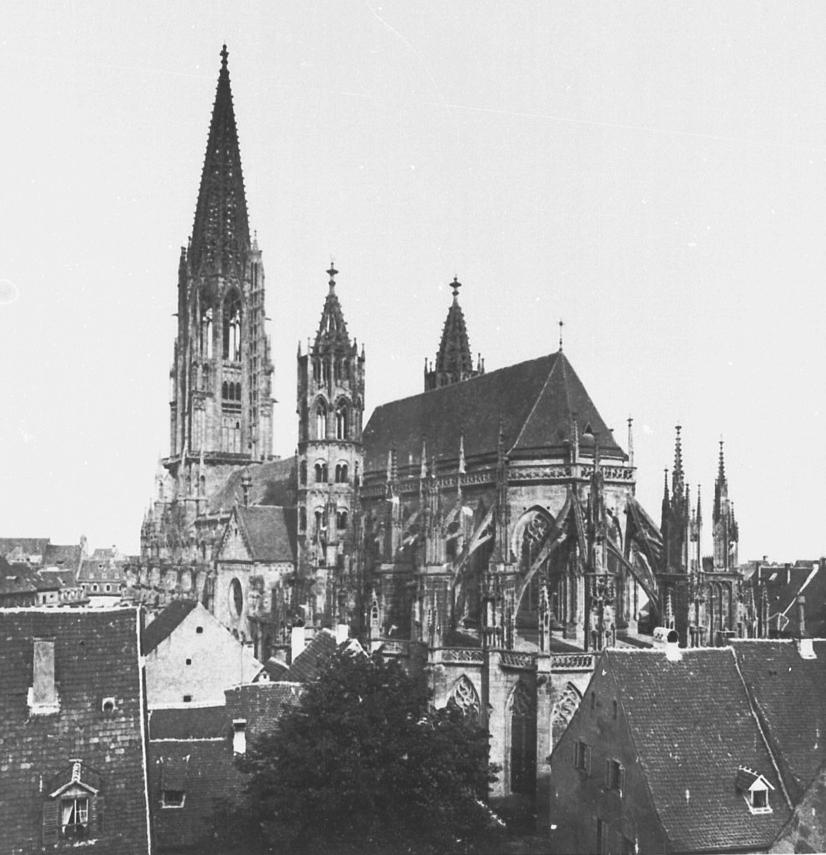

ハイデガーはヒューマニズムにサルトルより根源的な意味を持たせた。そこで問題となるのは人間そのものではなく。「存在との関係における人間」である。ハイデガーによれば、人間は「存在の羊飼い」である。存在に注意を払い、存在を庇護する。そして、そこに人間の尊厳がある。
これは人間主体についての西欧の通念を揺さぶる考えである。
ハイデガーは、人間なり主体性なりを哲学を構築する出発点、中心、基盤とすることを拒否した。しかし、ヒューマニズムを解体するというのは非人間性を良しとすることにならないだろうか。
ハイデガーは非人間性を擁護するつもりも「野蛮な残忍性」を美化するつもりも、価値観のない状況を推奨するつもりもない、と主張する。

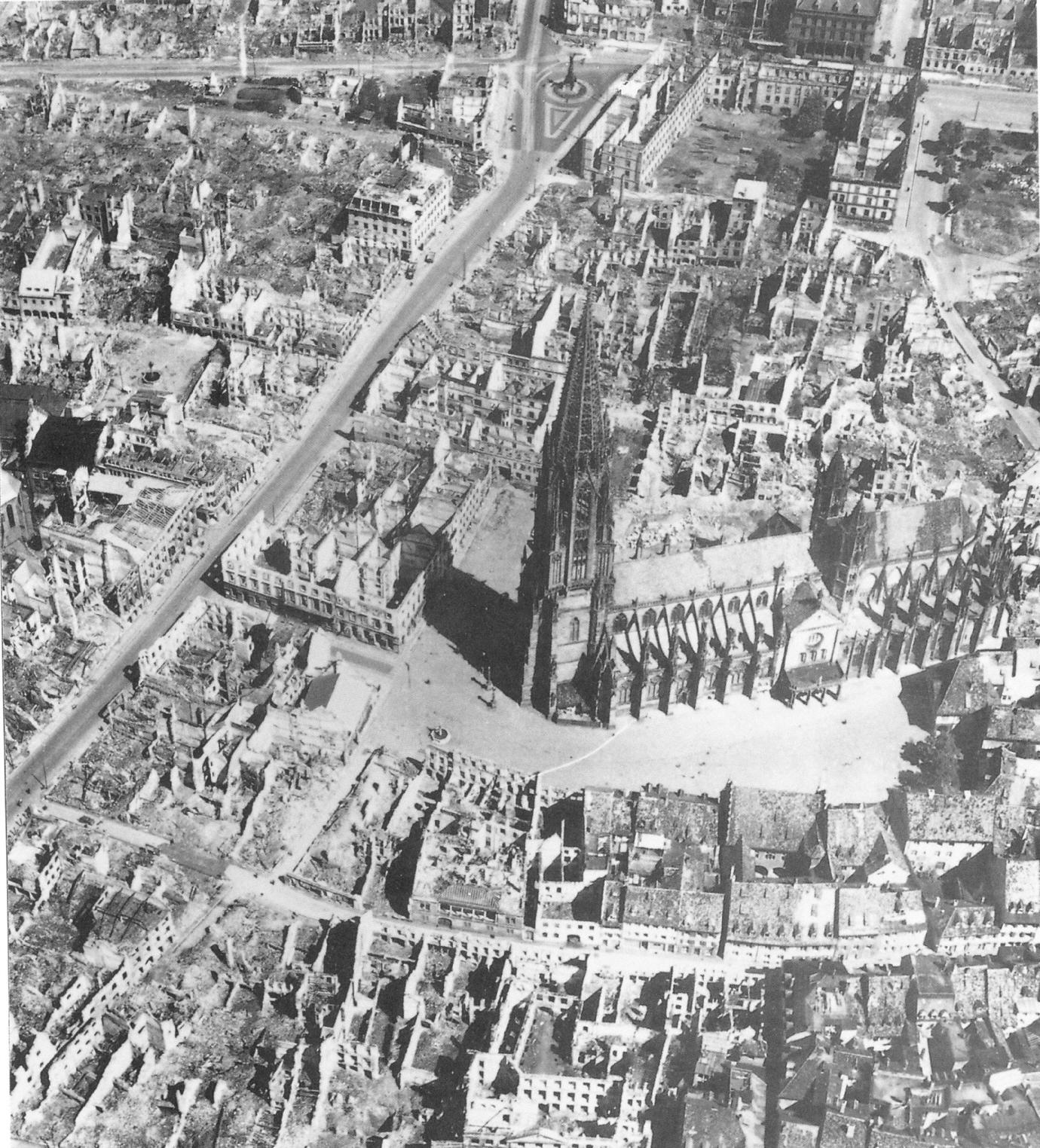

このようなハイデガーの捉え方に評論家の意見は鋭く対立していた。主体性についてのあらゆる問題が再考察の対象となるのは避けられない。しかし、同時にハイデガーが人間の隣人としての人間ではなく「存在の隣人」としての人間を描いたことによって、人間が考察対象としての価値を増したのも事実である。

### 技術論 Ge-stell
すでに1930年代の覚書でも書かれていた算定性の組織化が、さらに熟考をされ、Ge-stellとして概念化された。日本語訳は「集-立」「立て組」「総かり立て体制」などがある。Ge-stell は、ユンガーの『労働者』に影響を受けている。ユンガーは『労働者』のなかで「技術とはその内で労働者の形態が世界を動員する仕方である」と述べている。Ge-stellの先駆概念としては「工作機構 (Machenschaft)」がある。
人間は、自然を最大限の効率で役立つものにすべく、露わに発き（あらわにあばき）挑発し集め-立たせる。同時に、人間は、自己に対して、それを遂行する役立ち得る主体として、仕立て、挑発し、集め-立たせる。これらは、絶えざる挑発の派生として、呼びかなめとしてなされる。そのようにして、全体は、抜け目なく駆り立たされ、役立ち得る主体として、人間は発かれ淘汰されることとなる。ここには、真理にとって最高の危険が存している。近代社会における命運が、ここでは端的に表されることとなった。集-立である存在忘却への追い遣りは、存在自身の自己拒絶に至る。このとき、危険の転向が、急遽現れ起こる。存在忘却は、世界（現-存在）による存在の成否の見護り、存在の真理による見護りなき存在への見入り（存在の真理の閃き）に転回する。この見入りの瞬きの出現において、人間は、我執を去って、その瞬きの呼び求めに応答し、自己を棄て-投げる。かく応答しつつ、人間は、神的なるものに目見える自己となる。ここには、1930年代後半からの存在の思索の1960年代までにいたる継承と発展がみえる。
1953年の「技術への問い」では、西欧形而上学思想を「別の思考」の可能性において開くという計画を述べており、ソクラテス以前の哲学者やアリストテレス、ショーペンハウアーが「充足理由律の四つの根拠について」における省察やニーチェによる因果性への批判をもとに、物理的原因（ヒュレー、質料）、形式的原因エイドス(形相)、最終原因（テロス）、効果的原因の四つのタイプに原因を分けた。

#### テクノロジー批判
ハイデッガーにとって思索に必要なことの代表がテクノロジー批判だった。ハイデッガーは1950、60年代を通じて現代テクノロジーの「際限のない支配」を指摘し続けた。測定し、数え上げ計算する論理が全てに適用され、人間の活動が「効率」(最小出力で最大出力)で評価され、自然は支配し、操作する対象となる。
ハイデッガーはまた「テクノロジー」の失われた意味も探し出す。この言葉が製造活動に応用された科学的思考を意味するようになったのは、1830年代のことだった。しかし、テクノロジーはギリシャ語の『テクネー(τεχνη techné)』から派生した言葉である。
ギリシャ語の『ポイエーシス』は「生成する、現在させる」ことを意味する。これはあらゆる職人作業に、また芸術に当てはまる。テクネーとポイエーシスは根源的開示であるアレーテイアの言葉である。現代の「テクノロジー」はこの意味を失っている。テクノロジーも「開示」はするが、ポイエーシスを消し去るやり方でしか開示できない。
テクノロジーはポイエーシスではなく、配置する形で機能する。配置されることによって事物は完全に「利用可能なもの」として現れる。個物は完全に使用、採取、操作などが可能なものとして開示される。
したがって、全てはいつでも利用できる『在庫Bestand』、資源、供給源となる。テクノロジーの時代にあっては在庫とは単に現実にあるものを意味する。

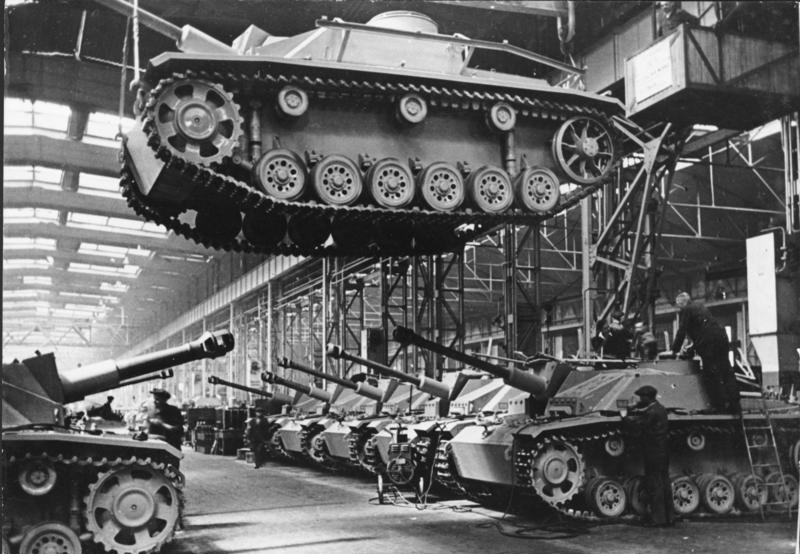

配置することは、自然に「戦いを挑む」こと、「手を加える」ことである。

#### テクノロジーの危険性
テクノロジーは開示の一形態として「在る」。しかし、存在するもの達を顕す為にテクノロジーはそれらを威圧し、強要し、挑み、支配する。つまり、それらを「在庫品」として現れさせる。
そのどこが危険なのか。ポイエーシスが力を失い、古代ギリシャの原初的開示形態が排斥される。ハイデッガーは、あれこれの機械や技術に、或はそれらの特定の使い方に、社会や環境への悪影響にテクノロジーの危険性を見たのではない。真の危険はテクノロジーが人間を存在からさらに遠ざけるところにある。
ハイデッガーは解決策も提示する。テクノロジー的配置の「内側」にポイエーシスは隠されており、配置することも「開示」の一種であるからだ。ポイエーシスがそこに「助ける力」として隠れている。ハイデッガーによれば、ポイエーシスを誘き出すことだけに希望がある。それは、内省的思索と芸術によってのみそれが可能となる。「詩的開示の力」を持つ芸術は、テクノロジーに似てはいても根源的に異なるものとして詩的テクネーを呼び戻せるかもしれない。これは実行不可能で静観的に、或は受動的にさえ見えるかも知れない。ハイデッガーは「あるに任せる」ことを内省的に存在と調和することを奨励する。

#### 本質的問い
ハイデッガーのいう歴史の中で存在は「イデア」、「実体」、「主体」、「意識」と名付けられてきた。名前は他にもあり、例えばニーチェは「力への意志」と呼んだ。これは「形而上学的」な西欧思想の歴史であり、そこでは「存在」は次第に忘却されてきた。しかしそれは正確には自己を退かせてきたことであり、プラトンやアナクシマンドロスが論理や観察による推論、計算、証明を求め始めるや、存在は忘却の可能性へと追いやられてしまった。
テクノロジーは『存在忘却(Seinsvergessenheit)』の最終段階である。
ハイデッガーのテクノロジー批判は単なる反モダニズムでもエコロジー推進でもないもっと本質をついた批判である。しかし、ハイデッガーは本質的に思索するなかで、不用意なイメージや反動的な田園賛美や農村ノスタルジーを駆使し、また、経済的、社会的、政治的、倫理的吟味にも欠ける。ハイデッガーからすれば、それらは完結した形而上学やテクノロジーの考えるべき事だったからそこには目を向けなかった。
決定的に重要な問いは一つしかない。

### 放下
放下とは、技術への対し方として、ハイデッガーが到達した概念である。我々は、技術の進化を、我々の本質（存在）を塞き止めないことにおいて、放置することができる。つまり、避けがたい使用を放置することができるのである。同時に、我々の本質を歪めるその限り、否を向けることができる。この二重性が、技術への対し方である。講演「放下」に於いては、放下とともに、技術時代での存在（Seyn）の覆蔵という仕方での到来を密旨とし、密旨に向けて自己を開け放っておく態度を挙げて、「物への関わりに於ける放下」と「密旨に向かっての開け」を「その上に於いて、私共が技術的世界の内部にあって、而もその世界によって害されることなく立ち、そして存続しうる如き新しい根底と地盤を約束」する「新しい土着性への展望」とした。

### 芸術論
ハイデッガーは哲学を「西欧形而上学」の一言で片づける伝統を克服せよ、と呼びかけている。そして、自分自身の在り方を「哲学」から「思索」と峻別し呼んでいた。
思索のうえでハイデッガーは、古代ギリシャのソクラテス以前の哲学や中世の神秘主義、非西欧哲学を経て、「美術」と「詩」に目を向けていた。美術の考察であり、ハイデッガーの美術論は1935年から1936年にかけて大学の講義で披露された。当時は、表現主義、ダダイズム、構成主義、新客観主義、ブレヒト流即物主義の芸術家らが一世代をかけ、既存の芸術的価値観に疑問を呈してきたところだった。1933年にナチの宣伝相ヨーゼフ・ゲッベルスと彼の配下の帝国文化院は美術分野を「調和」させはじめる。それらは容易な作業ではなかったが、モダニズム芸術等の一部はゲッベルスをはじめ、ナチ党員の一部からは許容されていた。しかし、政治当局、学術員、芸術家との4年に渡る論争の末、1937年までに「堕落」した芸術を嘲笑する展覧会（退廃芸術展）を開催し、モダニスト等の作品は閉め出され、ゲッベルスは当局に妥協することとなった。この様な中で、芸術論に目をとめたハイデッガーは「美術には特に魅力的な種類の開示が可能だ」と主張し「開かれた場、空き地（Lichtung）」の概念に重要な修正を加えた。

#### 本質的対立
世界は人間の行動と関係の場である。つまり、人間の歴史の場であり「決定と作業、行動と責任を通じて絶えず変化する領域」である。通常は「社会」や「文化」と呼ばれるが、ハイデッガーはそうした名称に先行するより包括的で根源的な用語をあてようとした。
「大地」は土と岩、植物と動物等々の領域であり、そこで起きる出来事は人間の歴史や関係とは無縁である。西欧の科学や哲学は「自然」といった言葉を用いてきた。しかし、ここでもハイデッガーはより根源的な用語をあてることによって従来の思考形式から逃れようとした。これらの二つの領域はどう関係し合っているのか。二つは「アレーテイア」の働きのなかで正反対の立場に立つ。
（1）世界は開かれている傾向があり、光と隠れていないことの側に立つ。（2）大地は閉じていること、隠れていること、庇護し維持することの側に立つ。従って、この二つの領域は本質的な対立関係にあり、敵対している。しかし、この対立の側面は絶対的に分明ではない。
これらは奇妙を通り越して正気の沙汰とは思えぬ主張ともいえる。しかし、ハイデッガーにとっては従来の思考形式から逃れるために必要な方法であった。それにハイデッガーが何に典拠を求めていたかを知ればやや納得もいく。それは古代ギリシャのソクラテス以前の哲学である。

#### 前ソクラテス
ソクラテス以前の哲学の多くは短い断片としてしか残っていない。ハイデッガーは学生時代からこれらの断片の解釈を試みていた。
彼らは概して宇宙論的理論を提示し、特定の事物（人間、植物、動物、惑星、星）を説明していても、それらを統一する土台を求め続けていた。
彼らの思索は観察や実験に負うところが殆どないが神話的な神々や霊にも頼っていない。ハイデッガーは何故彼らに惹かれたのだろうか。今日、我々が思う意味での哲学に先行している故に、より「原初的」に思えたのだろう。さらに彼らは存在を「忘却」していなかった。
ハイデッガーはパルメニデスとアナクシマンドロスについて講義しており「対立、敵対」の概念はヘラクレイトスによるところが大きい。ヘラクレイトスによれば、宇宙の三大要素である火、水、土は絶えず闘争しており、それぞれが冷たく湿った部分と熱く乾いた部分を持っている。ハイデッガーはこの闘争のなかのパラドックス的な「隠れている調律性」を気に入っており、彼の言う存在するものの二つの領域、「世界」と「大地」を関連づける手段になる。一見安定した現実は両者の対立のなかでのみ生じる。

#### 靴は何を開示するのか

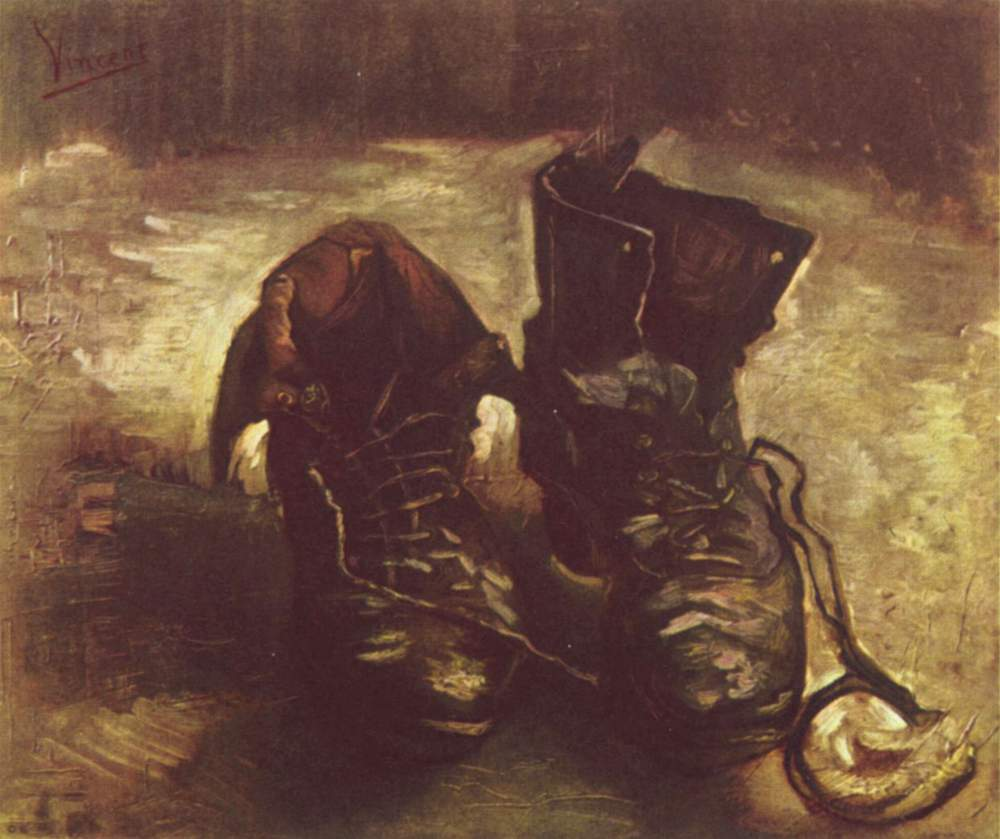

ハイデッガーは靴を例にとる。靴はそれを使用するだけで道具として開示される。となると、絵を描いてもまた開示されるということはあり得ないのではないか。しかし、異なる方法で開示されることは可能かもしれない。1930年、ハイデッガーはフィンセント・ファン・ゴッホが描いた靴の絵8作品のうちの1作を目にした。それは1886年の『古靴』と思われる。ハイデッガーは靴の持ち主を農婦と仮定し、靴が「大地」に帰属すると主張する。
この散文のなかでハイデッガーは靴が人間の「世界」にも属していると書く。

#### 芸術論の意義
ハイデッガーは意外な方法で芸術を論じ、事実上、芸術を再定義したといってもよい。彼の定義によれば、芸術とは本質的対立の体現であり、作用中の真理が発生する場である。これらの試みは賛否両論あり、問題も数多い。例えばハイデッガーは「偉大な作品」のみを対象にすると言っているが、どれがそうだと決められるのだろうか。ハイデッガーにとって決定的に重要なのは、自分の「存在」に対する語彙を哲学や科学や日常的思考よりも居心地のよい場所に置くことであった。その場所が芸術だったのである。

### 詩の名前
ハイデッガーの芸術論は視覚芸術を優先しているように見えるが、彼自身は「言語」作品こそ最重要と強調し続けていた。それらは「名前」をつけるからである。
ハイデッガーによれば、存在するものたちは言葉無しに開いた場に現れることは出来ない。名は本質的に、存在するものとその特徴すべてに名前をつけ、ある意味で個物に存在を許可する。名前が存在するものを確立し「保存」する。
ハイデッガーはこれを『詩』と呼ぶ。言語の通常の使い方ではなく、日常的なコミュニケーションとも異なる。存在に合わせて調律され、存在に呼応する「本質的」な言葉の流れである。ハイデッガーの思索のなかで「詩」は優遇的位置を占める。
ハイデッガーは『本質的言語』を、存在について語れる『詩』を求めていた。通常の意味での詩（文学的韻文）にも重要な役割があった。ハイデッガーは古典の作品を認めており、また、新ロマン派や表現主義モダニズムにも関心を抱いている。
これらの詩作者には、内在的体験や現代における精神生活も含まれていた。とりわけ筆頭に挙げられたのがフリードリヒ・ヘルダーリンである。

#### ヘルダーリンの遺産
ハイデッガーはヘルダーリンについての論文を5篇書き、しばしば引用もしている。ヘルダーリンは本質的名前付けと存在の諸領域（世界と大地と神々）を探索しているように見えた。それ故、ハイデッガーはヘルダーリンこそ「存在を知る人」だと感じていた。ハイデッガーの思索はこの詩的権威を必要としていた。
ハイデッガーは世俗の神学と哲学的な詩論を同時に構築しようとし、異教とキリスト教の廃墟に隠れた神性は既存の正統的な宗教のいずれにも馴染まず、ヘルダーリンと同様に彼自身も名前のない新たな神を求めた。キリスト教にせよその他の宗教にせよ、すぐに想起されるそれまでの名前では新たな神を呼び出すことは出来ない。しかし、何故そんな神が必要なのか。
これは「不断で永久的」なものと理解する必要がある。つまり、変化しうる如何なるものより先行する。ハイデッガーのいう「神性」の概念はこの条件を満足する。
ヘルダーリンは存在の秘密（顕すことが同時に隠すことを保持するパラドックスで、論理学を揺るがすあの謎）を知っていたかのようにみえる。ハイデッガーはアルプスを越え、故郷シュヴァーベンを目指す詩人の旅を描いた1802年のヘルダーリンの詩『帰郷（Heimkunft）』をもとに、1944年に『詩人の追想』という題で論文を書き、ヘルダーリンのテーマを膨らませている。ハイデッガーはこの詩を光の言葉で語られた「喜ばしさ（Freudiges）」であるとする。光のさらに上にあるものを本質的な「喜ばしさ」としたうえでこれを「晴朗さ（die Heitere）」と呼んだ。詩人が帰郷するということは喜ばしいものに接近しているという幸せな状態から離れることにならないのか。ハイデッガーはそう考えず

### 存在の山並み
ブレーメン講演の第一講演「物」でハイデッガーは「存在の山並み(das Gebirg des Seins)」について語り、この語は1950年代からハイデッガーの最晩年に至るまで死についての思索において多用された。

### 神について
1921年、講義「アウグスティヌスと新プラトン主義」ではアウグスティヌスの『告白』10巻の解釈において、アウグスティヌスは「それにおいて魂が身体に固着し、また自らの質量を動かすところに力(kraft)を見出す」が、そこに神を見出さないが、これは「もはや、これやそれが神であるのかどうかではなくて、私は＜そのうちで＞＝＜それでもって＞=＜そのなかで生きつつ＞神を見出すのかどうかが問われている」として、神を対象化することが断念されていると論じられ、アウグスティヌスが「私の記憶」へ、さらにそれを越えて「内なる超越」を行っていくという方向性は、ハイデッガーの「存在と時間」や、「ヒューマニズム書簡」での「脱自的に開けた明るみの中へと立つこと」「存在の近さのうちに脱自的に住むこと」をEksistenzとしていることと重なるものであると上田圭委子は論じている。
一方、1921/22年講義「アリストテレスについての現象学的解釈」では「たとえ私が哲学者としてありつつ、宗教的な人間でもありうるとしても、哲学することにおいては宗教的にふるまうことはない。」「哲学はその根底的で自立した問いかけの態度においては、原理的に非神論的(a-theistisch)
でなければならない」と語られた。後にヘルダーリンの読解においては、「神的なるものたち(die Göttlichen)」が語られた。
ハイデッガーが教会で聖水をうけて片膝をついて祈る姿をみたマックス・ミューラーが、教会のドグマから距離をとっているのに矛盾していないかと問うと、「ものは歴史的に考えねばならない。そんなにも多くのお祈りがなされた場所には、神々しいものがまったく特別な仕方で近くにいる」とハイデッガーは答えた。

## 評価・研究

### ディルタイとの関係
ゲオルク・ミッシュは1930年の『生の哲学と現象学：ディルタイの方向の
ハイデッガーおよびフッサールとの対決』でディルタイ、フッサール、ハイデッガーの批判的分析を行い、ハイデッガーが「存在と時間」で「すべての学的な真面目な生の哲学－この語は植物の植物学というのと同じことであるのだが－の正しく了解された傾向のうちには、表立たずに現存在の存在の了解内容をめがける傾向がひそん
でいる」と述べたことに対して、「生が自分にとり哲学の『出発点』であるというディルタイの注意深い規定によっては、＜生の哲学は植物の植物学と同じようなことを言っている＞というあのハイデガーのパラドックス的な明言とは対照的に、人間の生がまた哲学の独占的な対象であることが自明であるといったことについては、まだ何も確定されていない」と反論している。

### ベルクソンとの関係
アンリ・ベルクソンが1907年の『創造的進化』において生命の力動を、"élan vital"（エラン・ヴィタール 生の飛躍）として考察した。ハイデッガーは、ベルクソンのエラン・ヴィタールは、現存在の時間性の脱臼的な躍動そのものであると述べている。しかし、ベルクソンが生は衝動的・盲目的とするのに対してハイデッガーは、生を自己表出性格をもつもので、理性的・カテゴリー的性格をもつと考えた。

### 分析哲学とハイデッガー
1932年、ルドルフ・カルナップは「言語の論理的分析による形而上学の克服」 でハイデッガーの「形而上学とは何か」を批判し、形而上学は芸術の代用品にすぎず、形而上学者は「音楽的才能のない音楽家」でしかないと批判した 。ハイデッガーは講義草稿でカルナップの哲学は「数学的科学性という見かけの下に伝統的な判断論を極端に平板化し、その根を失わせたもの」で、「こうした種類の哲学が、ソ連の共産主義と内的にも外的にも関連しているのも、そしてアメリカにおいてその勝利を祝うことになるのも偶然ではない」と書いている 
ギルバート・ライルは1928年に『存在と時間』書評で、これは力作だがハイデッガーは分析の対象としている意味を人間の作為と前提とするあまり、その現存在分析は人間学的形而上学に陥っていると批判し、またフッサールの現象学も主観主義もしくは神秘主義として終結するだろうと批判した。ライルによれば、現象学一派における「意味」の概念は、ジョン・ロックやブレンターノの「観念ideas」が実在するという仮説からもたらされた悪しき遺産であるとした。リチャード・ローティや門脇俊介やリー・ブラヴァーは、ライルが命題知識（know-that）とknow-how（傾向性）の区別をして命題知識の表象主義を批判したことは、ハイデガーが表象主義を批判して、没入的志向性の持つ技能的なknow-howを展開しており、ライルとハイデッガーは共通しているとしている。
ルートヴィヒ・ウィトゲンシュタインはフリードリヒ・ヴァイスマンにハイデッガーが存在について意味していることは想像できると述べている。
1956年にフライブルク大学で哲学博士となりハイデッガーの生徒であったエルンスト・トゥーゲントハットは分析哲学を取り込み、1967年の「フッサールとハイデッガーの真理概念」において、ハイデッガーがアレーテイア、存在の隠れなさ、存在が明るみに出されることとしての真理概念(Entdecktheit)について批判した

### ナチス・反ユダヤ主義との関係
※以下、ハイデッガー没後の論争と研究を記す。ハイデッガー生前の出来事や発言・論争は生涯に記載。
1983年、ハイデッガーのナチ時代の演説や文章が息子ヘルマン・ハイデッガーによって編集された『事実と思想（Tatsachen und Gedanken）』が公刊された。同年、ハイデッガーの生徒ハインリヒ・ヴィーガント・ペチェット『星に向かって マルティン・ハイデッガーとの出会いと対話 1929-1976』が刊行され、この書物は『事実と思想』を多く引用した。同年以降、フライブルク在住の歴史学者フーゴ・オットによる研究「フライブルク大学学長としてのハイデッガー」が連続的に公表され、1984年11月3・4日にはノイエ・チュルヒャー・ツァイトゥングに「ハイデッガーと国民社会主義」を、1988年に『マルティン・ハイデッガー 伝記への途上で』を刊行した。
1987年、チリの哲学者ビクトル・ファリアスは『ハイデガーとナチズム』を発表し、1989年に加筆訂正されたドイツ語版が出された。ファリアスによれば、ハイデッガーは学長就任演説で「クラウゼヴィッツとともに、こう公言する。＜私は、偶然の手によって救われるなどという軽薄な希望とは縁を切る＞と。」と述べているが、カール・フォン・クラウゼヴィッツの引用は『三つの告白』からで、そこには1812年の「戦争当事者のプログラム」が含まれており、これはナチスから「民心を高揚させる救いの言葉」と賞賛され、クラウゼヴィッツは「隠れたるドイツの預言者」とされ、ヒトラーも『わが闘争』15章でクラウゼヴィッツを引用していた。またクラウゼヴィッツが入会した「キリスト教ドイツ会食会」はユダヤ人を入会させない規則であったが、ここには文学者アルニム、クレメンス・ブレンターノ、クライスト、アダム・ミュラー、哲学者フィヒテ、法学者サヴィニーが集まっており、ファリアスは「反ユダヤ主義のキリスト教の伝統の名残り」としている。ファリアスによればハイデッガーはナチ入党から1945年まで党費を払い続けた。
ファリアスの本は発売日当日リベラシオン紙で「ハイル・ハイデッガー」という見出しで紹介され、フランスで論争が起こった。その後イタリア、ブラジル、オランダ、アメリカ、ドイツでも論争が起こり、この論争に関する論文は600編を越えた。フランスの論争ではフェディエが「悪意をもってでっちあげたもの」と非難し、エマヌエル・マンティーノはヨーロッパの思想に唾を吐いた「チリの悪党」と非難し、またファリアスの資料扱いについてガダマーは「その浅薄な理解はグロテスクなかぎりであり、どうしようもない無知をさらけ出して」いると批判、ジャック・デリダはハイデッガーに関心を寄せる者であればナチスとの関係は昔から知られていたことであるし、「ファリアスはハイデッガーを一時間も読んでいない」と批判した。ジャック・マルローは「惨めったらしい小政治のドブを嗅ぎまわる」と非難した。ハーバーマスはファリアスの本のドイツ語版序文で「ハイデッガーの政治的行動を解明することは、何もかもひっくるめて貶めることを目的としてはならない」「後の時代に生きる我々は、政治的独裁という条件下で、もしも自分がその場に居合わせたら果たしてどのように行動したかを知ることはできない以上、他の人がナチ時代にした行動やしなかった行動を道徳的に評価するのは控えめにした方がよい」し、また世界中の哲学に広範囲に卓越した影響を与え続けたハイデッガーに対して「50年以上も後の今になって、ハイデッガーのファシズムへのアンガージュマンの政治的評価によって、この著作（「存在と時間」）の著作の実質がその価値を減じると推測するのは、本筋を外れた誤りである」としたうえで、「ハイデッガーに総統(Führer)を導こう（führen)と思いつかせたのは、どう見ても、大学教授の特殊ドイツ的な狂気の沙汰と言わざるをえない。こうした経過については、今日では、もう論争の余地はない」「著作とそれを書いた個人の間に短絡的な関連をつけることは許されない。ハイデッガーの哲学的著作が持つ自律性は彼の論証の力に負っており、その点は、彼以外の哲学者の著作の場合と変わるものではない。そうである以上、生産的に彼を自己のものとするためには、論証の仕方に立入り、それをその世界観的脈絡から切り離すことが不可欠なのは当然である。論証的な実質が世界観に深く沈み込んでいる度合いに応じて、吟味検証しつつ獲得するため（sichtende Aneignung）の批判的な力が要求される。[…]彼の政治的アンガージュマンやファシズムに対する彼の態度の変化を一方の極とし、理性批判の論証の方途を―それ自身が政治的な意図をもった理性批判であるがゆえに―他方の極としたときに、その双方の間に内的な諸関係があることを確認しておかねばならないのである」といい、ファリアスの本による議論の展開を望んだ。
ジョージ・スタイナーはハイデッガーが戦後ナチへの加担について謝罪しなかったのは「人間的資質において卑小な性格」で、シュヴァーベン（ドイツ南西部）の「農民的伝統」に取り憑かれていたからだと非難した。ジェフ・コリンズは2000年、『ハイデッガーとナチス』でこの問題を論じた。
2005年、エマニュエル・フェイは1933年から1935年にかけてのハイデッガーのゼミナールの分析から、ハイデッガーはナチス登場以前から本来的にファシストであったと論じた。
木田元は学長として大学を守るがために指揮者のカラヤンのようにナチスに協力をせざるを得なかったと述べ、また「ある時腹をくくったんです。人柄は悪い、でも思想はすごい、それで何が悪い、と。」「ハイデガーをやっている連中はハイデガーを神格化して何でもかんでも有難い、あんな立派な人がナチスにコミットするはずがないなどと言い出すし、一方でハイデガーを批判する連中はナチスにコミットするような哲学者のものは読む必要がないと読みもしないで批判する。読んでみればすごい思想家だということはすぐ分かる、しかしナチスにコミットしたことも人柄が悪いのも事実だと認める他はない。」と述べている。また2009年には朝日新聞でナチス協力期のハイデッガーは西洋文明の巨大化に危機意識を持ち、物質的でない自然観の復権を願ってナチスに接近し、アドルフ・ヒトラーを指導してナチスを自身の考える方向に向かわせることを考えていたが、イデオロギー闘争に敗れた、と語る。小野真は「確定的な事実に基づきつつ、ハイデッガーの「性起」の思索の本質構造が、必ずしも国家社会主義的な問題には繋がらないことが論証される」と述べている。奥谷浩一は部分的にナチのイデオロギーと相反するとしても、全体としてはナチズム思想の枠内で行動しており、離脱することはなかったと評している。
ザフランスキーによればハイデッガーは粗野な反ユダヤ主義には距離を置いており、ハイデッガーはユダヤ人の古典文献学者エドゥアルト・フレンケルや物理科学者ゲオルク・ド・ヘヴェシーが解職されそうになったとき、阻止するための文書を文部省へ提出したり、助手のヴェルナー・ブロックのためにも尽力して奨学金を斡旋したこともあったし、ハイデッガーはスピノザが「ユダヤ的」であるなら、ライプニッツからヘーゲルまでの哲学もすべて「ユダヤ的」であるとも1930年代の講義でのべていた。
1949年ブレーメン連続講演のなかで「農業は今や機械化された食料産業であって、その本質においては、ガス室と絶滅収容所における死体の大量生産と同じもの、国々の封鎖と兵糧攻めと同じもの、水素爆弾の大量生産と同じものである」という表現を使い、問題とされている。しかし、ザフランスキーによればこの文章の意味するところは、アドルノとホルクハイマーの『啓蒙の弁証法』にも似たような基本的思考が展開しており、ハイデッガーもアドルノと同じく「アウシュビッツが二度と起こらない」意味で書いたものであったが、「アドルノの同じような考えには不快感を抱かなかったまさにそうした人々の中から大きな怒りの声が上がった」という。ザフランスキーによれば、アドルノにとってもそうだが、ハイデッガーにとってのアウシュビッツとは「近代の典型的な犯罪」なのである。

#### フッサール家との関係
フッサールの息子ゲアハルトはキール大学で1933年に休職処分を受けて、1933年4月7日の公務員職再建帝国法(Gesetz zur Wiederherstellung des Berufsbeamtentums)により免職されている。この法令は定年退職者も対象となっており、すでに1928年に退官していたエドムント・フッサールも、ハイデッガーが学長になる前の1933年4月14日に休職処分をうけ、フッサールは第一次世界大戦時には家族全員でドイツ国民としての信条を持っていたのにこうした措置を受けたことは「生涯で最も大きな侮辱」と述べている。1935年に制定された帝国国民法(帝国市民法、Reichsbürgergesetz)(ニュルンベルク法)によってフッサールは1936年に教育権限を剥奪され、フライブルク大学講義要綱からも名前が消された。
これに関して「ハイデッガーが師のフッサールに対して大学や大学図書館への立入り禁止をした」という俗説がある。
1946年初め、ハンナ・アーレントはパルチザンレビューで「実存哲学とは何か」を発表し、脚注でフッサールの追放にハイデッガーが関わったと書いた。ヤスパースがこの俗説は正確ではないと訂正を行い、職務上の指示に署名したので、職務上の指示に署名したのではないかと述べると、アーレントはハイデッガーは「潜在的犯罪者」であると主張した。しかしヤスパースとの書簡でのやりとりを経てアレントによるハイデッガーへの攻撃は軟化していった。
ハイデッガーは1945年秋の弁明書においてこのフッサールへの立入り禁止という俗説は「はなはだ卑劣な中傷であります。私はフッサール先生に対する感謝と尊敬の念を忘れたことはありませんでした。ただ、哲学上の仕事ではしばしばフッサールと立場を異にするようになり」、1933年以前には疎遠になったこと、フッサール死去の際にはハイデッガーも病に倒れていたこと、しかし回復後も手紙を出さなかったことは怠慢であったと述べた。また1933年5月にフッサール家へ届いたエルフリーデ・ハイデッガーからの書簡では、フッサール夫妻が第一次世界大戦後にハイデッガー家へ好意と友情を示してくれたことを忘れることはないし、フッサールの息子ゲアハルトが休職処分が受けたことには大変驚いたとともに下級役所の一時的措置にすぎないことを願うと書かれていた。
フーゴ・オットによれば、ハイデッガーは学長として大学図書館への立入り禁止をした事実はなく、禁止したという非難は間違った非難であるとしている。フッサールとハイデッガーはナチス登場以前に仲違いをしており、1923年7月14日にハイデッガーはヤスパースへの書簡でフッサールは自分を「ドイツの指導者Praeceptor Germaniaeとでも考えているようです」と批判し、1926年12月26日の書簡では『存在と時間』はフッサール批判でもあると述べている。フッサールも1931年1月6日のアレクサンダー・プフェンダー宛書簡で、1928年にハイデッガーは学問的な対話を避けたし、またハイデッガーによるフッサール哲学への批判は誤解に基づくもので、10年間親友であったがこの関係は終わったと述べ、1933年5月4日の手紙では人柄を信頼していたハイデッガーには「一番つらい思いをさせられた」と述べ、ハイデッガーが入党したことに深い失望を覚えたとマーンケ宛書簡で述べている

#### 黒ノート
2013年12月、ヴィットリオ・クロスターマン社全集94-96巻に掲載されたハイデッガーが1930年代から1970年代にかけて書き続けた手稿「黒ノート」に反ユダヤ主義についての箇所があることが問題となった。2013年12月5日、ジャーナリストのニコラ・ヴェイユがル・モンド・ブログで黒ノートについて論評を発表した。12月7日、アラン・フィンケルクロートもラジオ・フランスで論評。12月27日、全集94-96巻を編纂したベルク大学ヴッパータール教授でマルティン・ハイデッガー研究所所長ペーター・トラヴニ−がZeit誌に"Eine neue Dimension"を発表。2014年、手稿「黒ノート」が掲載された全集94-96巻が刊行された。2015年ペーター・トラヴニーは『ハイデッガーと世界ユダヤ組織の神話』において、黒ノートにおける「存在史的反ユダヤ主義」はもはやハイデッガーの政治的過誤といったことで片付けることはできないし、ハイデッガーの哲学に絡みついたものである、ただし、ナチスの反ユダヤ主義とは異なると述べている。
ハイデッガーの手稿には、「現在、ユダヤ教（ユダヤ主義）が権力のなかで増大していることは、西洋形而上学が、特に近代の展開において、空虚な合理性と計算能力が拡大していことをもたらしたからである」「帝国主義のフランチャイズ（営業権）の分配という点でイギリスとの合意も、イギリスが現在アメリカ主義とボルシェヴィズム、つまり世界ユダヤ教（Weltjudentum）の中で終わらせようとしている歴史的過程の本質に至るものではない。世界ユダヤ教の役割について問うことは人種的なものでなく、ある種の人間性についての形而上学的な問いである。それは、すべての存在者から存在を根こそぎにすることを世界史的な務めとしている」「世界ユダヤ教は、ドイツからの移民によって駆り立てられており、至る所でつかまえどころがない。世界ユダヤ主義の権力拡大においては、軍事行為で交戦する必要はないのに、ところが、われわれ人民の最良の人々の最良の血の犠牲が後に残っている」「工作の力においては、神の喪失さえも根絶やしにされ、人間は動物へとヒューマニゼーション（人間化）し、大地は搾取的に利用され、世界は割り当てられる。これはもはや最終段階に入っており、人々、国家、文化はファサード（外見）になっている。」「キリスト教西洋の時間空間、すなわち形而上学の時間空間においては、ユダヤ人は分解の原理である。すなわちそれは形而上学の完了を逆転させることにおいて分解的である。マルクスがヘーゲルの形而上学を逆転させたように。精神と文化は、‘生’、すなわち、経済、生物学上の人民の組織の上部構造となる。」という文がある。ペーター・トラヴニ−はハイデッガーが、第一次世界大戦後のドイツの反ユダヤ主義の形成に影響を及ぼしたシオン賢者の議定書を読んだかどうか、この文書に賛同したかどうかは曖昧だが、ヤスパースに対して「しかし、ユダヤ人による危険な国際連合がある」と述べていることから、ヒトラーとも共通する視座を持っていたと論じた。この「黒ノート」についてジャン＝リュック・ナンシーはハイデッガーが反ユダヤ主義に加担したことは1950年代から知られていたし、ハイデッガーの限界とは我々の限界でもあると論じた。

## 影響
弟子・生徒には哲学者のカール・レーヴィット、アメリカに亡命したヘルベルト・マルクーゼ、ハンス・ゲオルク・ガダマー、オイゲン・フィンク、ハンナ・アーレント、レオ・シュトラウス、マイケル・オークショット、マージョリー・グレンがいる。サルトル、エマニュエル・レヴィナスなどフランスの哲学者にも影響を与えるほか、イタリアのジョルジョ・アガンベン、ノルウェーではディープエコロジーを提唱した哲学者アルネ・ネスや建築学者のクリスチャン・ノルベルグ＝シュルツ、チェコでは『歴史哲学についての異端的論考』を書いたヤン・パトチカなどがいる。またカトリックのマックス・ミューラーも影響を受けた。ハイデッガーの影響はヨーロッパにとどまらず、日本では田辺元、和辻哲郎、三宅剛一、西谷啓治ら京都学派に影響を与え、日本以外でも中国、韓国、タイにも影響を及ぼし、ラテンアメリカではアルゼンチン出身で解放の哲学で知られるエンリケ・デュッセル、イランにも及んでいる。ハイデッガーの弟子であり、またユダヤ系シオニストの哲学者であったハンス・ヨナスは「疑いもなく当時のドイツでは最も重要な哲学者であった。おそらくは、今世紀の最も重要な哲学者である」と評価している。
カール・ヤスパースはハイデッガーと複雑な関係を持ったが、晩年の最後のメモで次のように書いている
1949年9月1日、ヤスパースがアレントへの手紙でハイデッガーを「不純な魂ー自らの不純性を感じず、そこから出ることなく、汚辱のなかに無思慮に生き続ける魂」と書くと、アレントは9月9日の返信で「あなたが不純と名づけているものは、私なら無性格と名付けるでしょう。しかし彼が文字通り性格をもっていない、確かにとくに悪い性格をもっていないという意味においてです。しかしハイデッガーはそうはいっても深いところに、しかも容易には忘れ得ない情熱性をもって生きている」と書いた。ハンナ・アーレントは1969年のハイデッガー80歳誕生日に次のように書いている。

### 精神医学への影響
スイスの精神科医ルートヴィヒ・ビンスワンガーはハイデッガーの哲学を取り入れ、現存在分析を提唱した。またドイツの精神病理学者ヴォルフガング・ブランケンブルクはハイデッガーの講義を聴講するとともにビンスワンガーの影響で現存在分析を行った。ほかスイスの精神科医メダルト・ボス、日本の木村敏が影響を受け、木村はボス編『ツォリコーン・ゼミナール』の翻訳もした。フランスの精神分析家ジャック・ラカンも影響を受けた。アメリカの精神分析家ハンス・ローワルド（Hans Loewald）もハイデッガー哲学を精神分析に取り込んでいる。

### アメリカ合衆国への影響
アメリカ合衆国からは1923年、マーヴィン・ファーバーがフライブルクでハイデッガーの講義を受けた。1929年、シドニー・フックはハイデッガーの哲学とジョン・デューイの哲学が平行していると考え、デューイに「存在と時間」の要約を伝えるとデューイは自分の哲学が超越論的ドイツに翻訳されたようだと答えた。マージョリー・グレン（グリックスマン）が1931年に『存在と時間』を読み、フライブルク大学でハイデッガーの講義を受けた。マージョリー・グレンは1948年にハイデッガーを論じたDreadful Freedom: A Critique of Existentialismを、さらに1957年に『マルティン・ハイデッガー』を刊行したし、これがアメリカでの初の入門書となった。マージョリー・グレンは『存在と時間』は本物の哲学的力を持っているとしたが、後期ハイデッガーについてはバラバラで単調で切れ味が悪いと評価した。
アメリカ合衆国での思想史・文化史の父とされるルネサンス古典学者ポール・オスカー・クリステラー(Paul Oskar Kristeller)もハイデッガーの影響を強く受けており、1926年にマールブルクでのハイデッガーの講義と歴史主義についてのゼミナールに感銘をうけ、1931年にはフライブルク大学においてルネサンス期のネオプラトニズム哲学者マルシリオ・フィチーノに関する学位資格論文をハイデッガー主査で作成した。その後、クリステラーはアメリカに招聘されたが、ドイツに残ったユダヤ系の両親は強制収容所で亡くなった。クリステラーは精神分析家のハンス・ローワルド、カール・レーヴィット、アレントからの書簡とのやりとりではハイデッガーに言及し、またハイデッガーへの1973年4月9日の書簡ではフライブルクを訪問したいと述べている。クリステラーの1943年の著作『マルシリオ・フィチーノの哲学』はハイデガーの影響を強く受けている。
政治哲学者レオ・シュトラウスはフライブルク大学とマールブルク大学でのハイデッガーのアリストテレス講義を聞き、ハイデッガーの影響を受けている。ギュンター・アンダース(Günther Anders)はハイデッガーの下で学んだあとハンナ・アーレントの最初の夫となり（1937年離婚）、その後アメリカへ亡命した。同じくアメリカへ亡命したヘルベルト・マルクーゼとともにギュンター・アンダースはハイデッガーの哲学の危険性と欠点について研究し、1947年「哲学と現象学的研究」を刊行した。
オックスフォード大学でギルバート・ライルに哲学の指導を受けたテレンス・マリックは1960年代にハイデッガーの家を訪れ、帰国後1969年にハイデッガーの1929年の「根拠の本質について（Vom Wesen des Grundes）」を英訳し、その後映画監督となった。
リチャード・ローティは著書『哲学と自然の鏡』において、ハイデッガーは体系的哲学におけるような普遍的共約化に懐疑的であり、ウィトゲンシュタインなどと同様の啓発的哲学とした。ヒューバート・ドレイファスは1991年、『世界内存在』を発表した。2001年、ジョージ・マイアソンは『ハイデガーとハバーマスと携帯電話』で、現在の携帯電話でのコミュニケーションをハイデッガーとハーバーマスの理論から考察した。
ジャージ・コジンスキーは1971年の小説『Being There（邦題：庭師 ただそこにいるだけの人)』をハイデッガーの現存在（Dasein）の考えのもと書いたが、コジンスキーはこれは「ハイデッガー主義者の小説」ではないと言っている。ウディ・アレンは1980年の短編「ニードルマンの思い出」でハイデッガーを風刺している。アメリカ同時多発テロ事件で破壊されたワールドトレードセンター跡地に再建された1 ワールドトレードセンターなどを手がけたダニエル・リベスキンドはハイデッガーの哲学に影響を受けている。

### イギリス・カナダへの影響
政治哲学者マイケル・オークショットはフライブルク大学に留学し、ハイデッガーの影響を受けた。
カナダの政治哲学者ニコラス・コンプリディスはハーバーマスらフランクフルト学派はハイデッガーを誤解しているとしてハイデッガーを再評価した。

### フランスへの影響

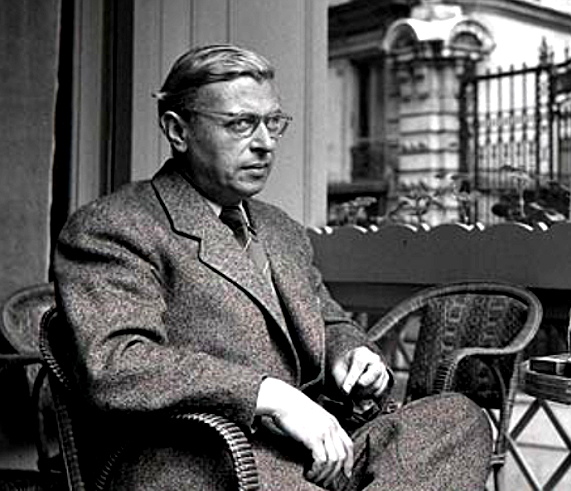
45歳のジャン＝ポール・サルトル。1950年。

ハイデッガーのフランスでの影響は甚大であり、多数のフランス現代思想家、ポスト構造主義哲学者が深い影響を受けている。
1938年、アンリ・コルバンはハイデッガーの著作「形而上学とは何か」をフランス語に初めて翻訳した。1976年、アンリ・コルバンはラジオ・フランスの番組フランス・キュルチュールでのインタビューで自らのイスラーム哲学研究はハイデッガーの解釈学に多くを負っていると述べている
ハイデッガーの現象学はフランスの実存主義哲学者のジャン＝ポール・サルトルに大きな影響を与えた。サルトルはフォークナーの小説の時間構造について、ハイデッガーの時間性を基に書いた方が面白いいし、私はそれをやろうとしていると書簡で述べている。また自らの哲学について、ハイデッガーが歴史性について10ページ程で書いていることを敷衍しているにすぎないかもしれないと述べ、1940年2月には戦中日記においてサルトルにとってハイデッガーは天佑であり、歴史性と本来性の二つの用具がなければどれほど時間がかかったかわからないと書いている。サルトルは『存在と無』を1943年に発表した。サルトルが著作でハイデッガーを引用していたため、ナチス信者であると誹謗されたこともあった。またサルトルはハイデッガーの哲学は実存主義であるとしたが、しかし、ハイデッガー自身は、前期・後期を通じて一貫して実存哲学者とか実存主義者とよばれるのを拒否したとされる。またサルトルが「実存は本質に先行する」と述べたのについてハイデッガーは『ヒューマニズムについて』において、サルトルの命題はプラトン以来の形而上学での「本質は実存に先行する」という命題を逆転させたものだが、やはり形而上学的命題にとどまっているし、『存在と時間』で掲げた命題とは寸毫も共通するところがないと評した。サルトルの友人エマニュエル・レヴィナス、モーリス・メルロー＝ポンティもハイデッガーの影響を受けている。
ジョルジュ・バタイユはハイデッガーを批判しながら影響を受けた。フランスに亡命したロシアの哲学者アレクサンドル・コジェーヴやモーリス・ブランショもハイデッガーに影響を受けている。
ギリシア出身のマルクス主義者コスタス・アクセロス(Kostas Axels)はジャン・ボーフレとともに1957年、ハイデッガーの「形而上学とは何か」をフランス語訳した。アクセロスは1966年、「マルクスとハイデッガー」を発表し、ハイデッガーの『ヒューマニズムについての書簡』でのマルクスへの言及から著述を開始している。同じくマルクス主義者のルイ・アルチュセールも影響を受けており、アルチュセールはエピクロス−スピノザ−マルクス−ニーチェ−ハイデッガーを唯物論の系譜としたり、ハイデッガーの存在論的反人間主義に影響を受けて、「理論的反人間主義」を批判した。アルチュセールは「ハイデッガーによって、空虚が決定的な哲学的重要性を持つことが再度明らかになった」「この空虚によって事実性は底を失い、解きほぐされる。こうして空虚は超越論的偶然性を証明する。」と論じており、自伝『未来は長く続く』においてもアルチュセールはハイデッガーを尊敬している。デリダによれば、アルチュセールは常にハイデッガーに魅惑されており、アルチュセールにとってハイデッガーは対抗者としても、また本質的または実質的な依存先としても、20世紀における避けることのできない偉大な思索者であった。
ジャン=リュック・マリオンもハイデッガーに影響を受けた。ジル・ドゥルーズは1968年の『差異と反復』でハイデッガーの存在論的差異を「襞」として、しかしハイデッガーはなお同一性を保持していると批判している。またアルフレッド・ジャリのパタフィジックを「ハイデッガーの先駆者」として論じた。ミシェル・フーコーはハイデッガーは「私にとって常に本質的な哲学者だった」と述べている。ハイデッガーによる形而上学の解体はジャック・デリダの脱構築に深い影響を与え、後続世代のフィリップ・ラクー・ラバルト、カトリーヌ・マラブーなどにも影響を及ぼし、フランスにおけるハイデッガー研究は脈々と続いている。ライナー・シュールマンは1982年に『アナーキーの原理：ハイデッガーと場所の問い』を刊行した。ジャン・グレーシュは1994年に『存在と時間』注解を刊行した。ベルナール・スティグレールは『技術と時間』をハイデッガーの影響のもと書いた。

### 日本への影響

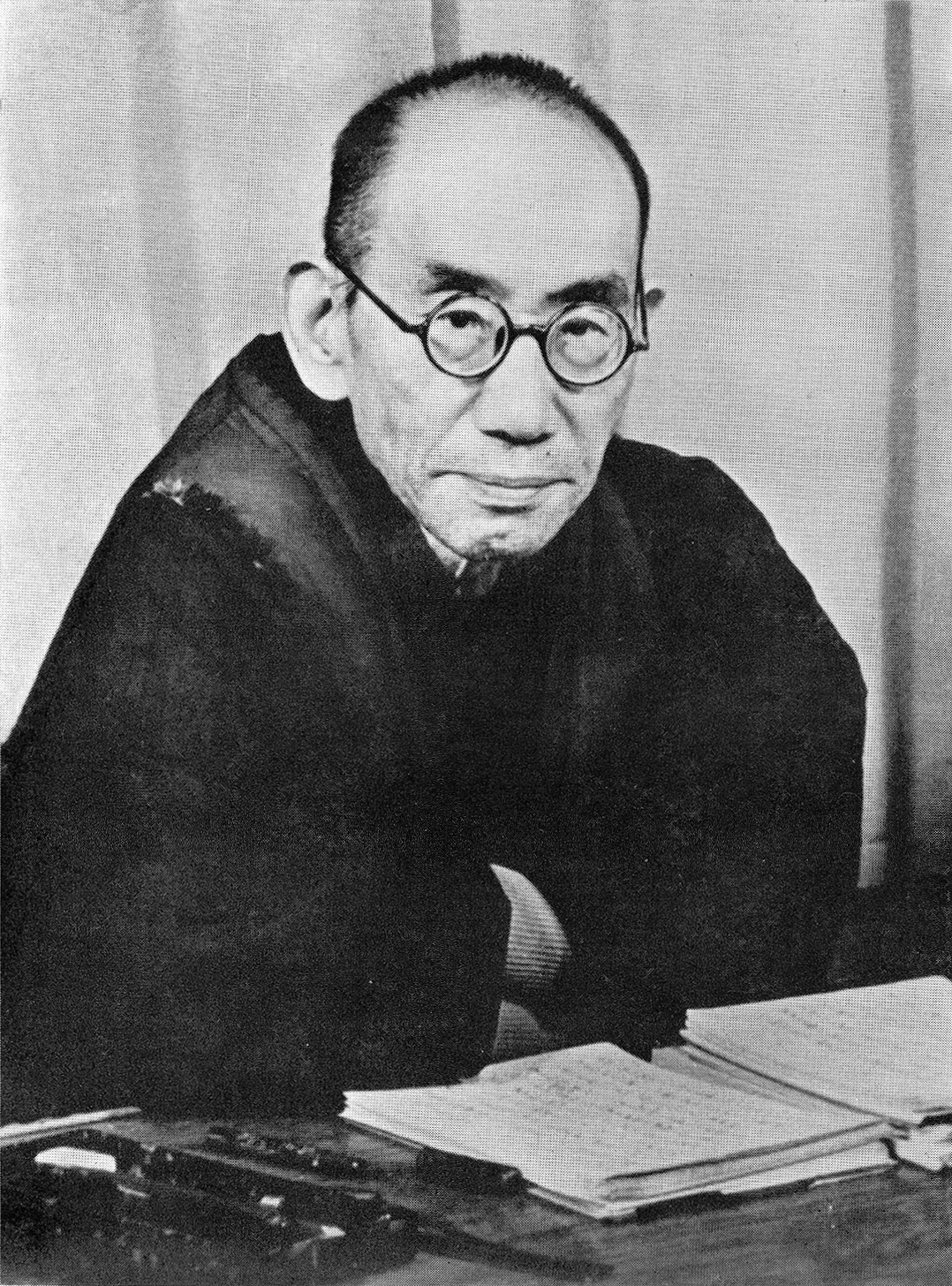
西田幾多郎

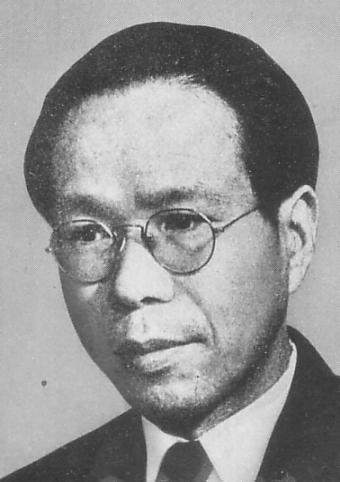
三木清

ハイデッガーの影響はヨーロッパにとどまらず、日本では京都学派に影響を与え、グラハム・パークスは日本でのハイデッガーの影響は世界でもっとも広範囲にわたったという。1924年には最初の実質的な注釈が田辺元によって行われ、1933年にはハイデッガー研究書が日本人哲学者によって書かれ、1939年には『存在と時間』の翻訳が出されており、これは英訳よりも23年間も先のことであった。日本語によるハイデッガーについての研究論文・二次文献は他のどの言語よりも多いとされている。
1921年、ハイデルベルク大学に留学しており、のちにパウル・ナトルプを翻訳した伊藤吉之助が得能文への書簡でハイデッガーについて触れた。1921年の冬学期には伊藤吉之助、山内得立、小山鞆絵、藤岡蔵六、木場了本がフライブルクに留学していた。1921年11月24日、西田幾多郎が山内得立への返信でハイデッガーについて触れた。1922年3月、小山鞆絵が雑誌「思想」6号でハイデッガーを紹介した。
ハイデッガーより四歳年上の田辺元はフライブルク大学で1923年夏学期よりハイデッガーの講義を聴講した。田辺元は大正13年（1924年）に「現象学に於ける新しき転向 ハイデッガーの生の現象学」を岩波書店『思想』36号に発表した。この論文で田辺元はハイデッガーについて「氏は初めリッカートの門から出て現象学に入り、フッサールの立場の制限を知ると共に、ディルタイの影響の下に現象学を新しき方向に転ぜしめようとして居る。已に氏のアリストテレス研究は当代匹儔無しと称せられて居るが、氏の現象学に与へんとする転向も亦、現代の「生の哲学」に対する傾向と相俟って注目を惹きつつある。氏の著書はAus Natur und Geisteswelt叢書中中世及び近世初期の哲学史（未完）の外、研究的のものとしては、私の知る限り、今日までのところ、ドクトル論文たるDie Lehre von Urteil im Psychogismus.1914と講師求職論文たるDie Kategorien-und Bedeutungslehre des Duns Scotus.1916との二つに止まり、而して前者はリッカートの立場にあるもの、後者はそれからフッサールの現象学に移らんとする過渡期に相当するものであって、何れも最近の氏自身の創意を示すものではない。従って我々は直接に之を知る途を未だ持たないのである。」と書いている。田辺元は晩年「哲学と詩と宗教」で、ハイデッガーはアウグスティヌスの自由意思論とアリストテレスの主知主義を補完しようとしたドゥンス・スコトゥスのように「存在の同一性と自由の否定媒介性の綜合を意図して居た」と書いている。1934年、ハイデッガーのナチス入党と「ドイツ大学の自己主張」について批判した。1957年6月、ハイデッガーとオイゲン・フィンクの推薦で田辺元はフライブルク大学名誉博士号を得る。
1923年10月から1924年8月までマールブルク大学に留学していた三木清はハルトマンとハイデッガーの講義「現象学入門」「アリストテレス演習」「フッサール演習」を聴講した（聴講登録は科目ごとに有料）。三木清は1924年に
と手紙で書いている。
1924年春には日本のヨーロッパ文化研究所に年俸17000マルクという巨額の報酬で招聘され、東京帝国大学での教職も申し出があったが、アリストテレス研究を仕上げることや、日本への研究旅行の必要性を確信できなかったため、実現しなかった。
1926年、山下徳治がハイデッガー家を訪問、秋、務台理作と高橋里美がフライブルクへ留学、ハイデッガーの講義を聴講する予定だったがフッサールを聴講した。
西田幾多郎も『存在と時間』を務台理作から送られ、1927年6月20日の田辺元宛書簡で、中々精密で有益だが現象学に不満があるのでさほどインスパイアされないと書き送った。西田には「Heidegger」というノートが残されている。1930年（昭和5年）の著作『一般者の自覚的体系』でハイデッガーの解釈学的現象学は表現的一般者の自己限定の意味を持っているが、氏はそれを明らかにしていないと触れている。またハイデッガーは三宅剛一から西田の『一般者の自覚的体系』の要約の翻訳（三宅と湯浅誠之助がドイツ語に訳したもの）を見せると「ヘーゲルに似ている」と感想を述べたという。昭和60年以来、西田幾多郎の出身地である石川県かほく市（旧河北郡宇ノ気町）とハイデッガーの故郷メスキルヒは姉妹都市提携を結んでいる。1927年9月、市野澤寅雄が「マルティン・ハイデッガー心理学主義に於ける判断論」を発表。1928年、高橋里美が「存在と時間」を哲学雑誌493号で紹介した。
九鬼周造は1929年「時間の問題 ベルクソンとハイデッガー」、1933年3月「ハイデッガーの哲学」を発表した。また、ハイデッガーは1957年に手塚富雄との対話「言葉についての対話」で、九鬼の『いきの構造』について、日本の芸術の真相をヨーロッパの美学に頼って試みることに対して、「美学というこの名称そのものも、この名で呼ばれている学問も、ヨーロッパの思考、ヨーロッパの哲学に基いております。それ故、美学的考察は、日本という東アジアの思考にとっては、基本的にみて、異質なものに違いないと思われるのですが。」と懸念した

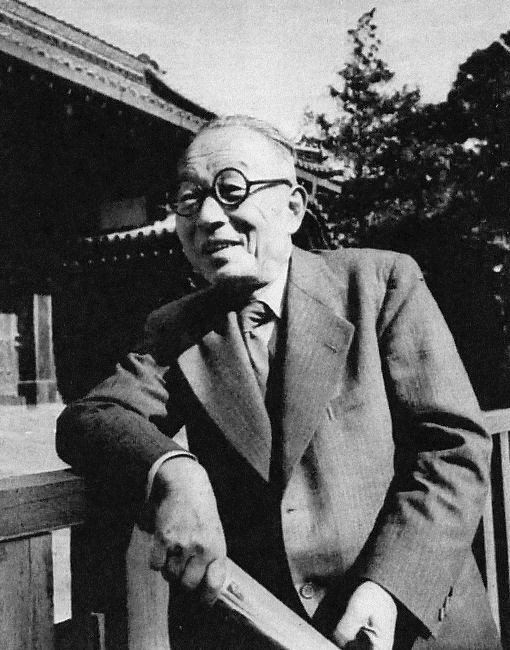
和辻哲郎

ハイデッガーと同年齢である和辻哲郎は1935年（昭和10年）の『風土 人間学的考察』序言で和辻が風土性について考えはじめたのは1927年にベルリンで『有と時間』を読んだ時であるが、空間性が根源的な存在構造として活かされていないことにハイデッガーの限界を見て、時間性は空間性と相即するし、風土性と歴史性も相即すると書いた。グラハム・マエダは和辻哲郎の著作『倫理学』にもハイデッガーの思想の影響があると述べている。
三宅剛一は1930年、フライブルク大学に留学し、湯浅誠之助も同時期留学。西谷啓治は1937年から1939年にかけて文部省在外研究員としてハイデッガーの下で研究した。ハイデッガーはニーチェ講義を行っていた。1939年4月、寺島実仁が『存在と時間』を翻訳し（上巻、三笠書店）、桑木務がハイデッガーを訪問。美学者中井正一も影響を受けた。
戦後1950年7月、河野与一が「ハイデッガー最近の芸術論」を発表。1954年3月、ドイツ文学者の手塚富雄がハイデッガーを訪れ、ハイデッガーが日本語での『ことば』の意味や九鬼周造、黒澤明の1950年の映画『羅生門』などについて語った。手塚富雄との会話をもとにハイデッガーは『言葉についての対話―日本人と問う人とのあいだの』を作った。1955年には柿原篤弥、1956年には高坂正顕、川原栄峰、辻村公一らがハイデッガーを訪問した。1958年、原佑が『ハイデッガー』勁草書房を刊行。1958年5月19日、仏教哲学者の久松真一がハイデッガーのもとを訪れた。久松真一とハイデッガーは禅芸術についても対談している。1959年ハイデッガー生誕70年記念論文集で田邊元が「死の弁証法」を寄稿した。
1963年9月22日読売新聞でハイデッガーは哲学者の小島威彦の「世界のヨーロッパ化」「人間喪失」「人間たる本領に達する道」とは何かという質問に答えた。そのなかで技術とは「立て直し調整することに精通していること」であり、「立て直す」とは、「立て直す以前にはまだそこに常に在るものとして現前していなかったものを、あらわな、手のとどく、配置しうるものへと位置づけること」で、近代以降、「いたるところで、こうしたおびきだし、固定させ、計量するような場に自然を立たせることが、意のままに行われています」、現在の人間は「自分の属している世界をあまねく算定しうる物として配置し、しかも同時に自分自身で配置ができるものだときめてかかるような場に立たされている」、そして「人間が配慮し配置することそれ自体が、人間存在の本領にいたる道をふさいでます」と答え、立つ場をとらせる働きから一歩身を引き、この「引きさがる帰還の歩み」、過去への逃避でも、進歩に対する退歩でもなく、「配置の進歩や退歩がおこっている路面からぬけだす歩み」を通じて、ある開かれた出会いのなかに到達する、と答えた。また、「私は以前に形而上学とは何か（1929）のなかで、人間が存在の呼びかけに応じ、そうすることによって存在がその都度あらわになりうる確証の場を用意するような実相を、人間は無の座席であるという言葉で述べておきました。すでに1930年に日本語に翻訳されたこの講演は、あなたのお国では直ちに理解されましたが、ヨーロッパではまるで違って、今日でもなおこの引用語は虚無主義的な誤解のまま流布されています。ここでいっている無とは、存在するものという点からいえば決して在るものとはいえないもの、したがって無であるものを意味しています。しかしそれにもかかわらず、それは存在するものをかくのごときものとして規定するところのもの、したがって存在と名づけられるものをさしています。人間とは無の座席であり、また人間とは存在の牧人（主人ではなく）である（ヒューマニズムについて1947年）と述べたのは同じことをいっているのです」と述べた。
1970年、雑誌『理想』がハイデガー生誕八十年特集を組むと、ハイデッガーは巻頭言を送り、田辺元以来の東亜の思惟と西洋の思惟とのあいだの実り豊かな対話が、一般的な水平化に突き進まないようにしなければならないとして、そうすることによってのみ「民族の偉大なる歴史的伝承は、その生命を失うことなく、伝承のうちに包蔵されている人間の現有にとっての高貴な基準と模範とを、常に新たに経験され得る現在たらしめるでありましょう。」と書いた。
戦後の日本ではサルトルやモーリス・メルロー＝ポンティらに代表される実存主義との関連で読まれることも多く、その紹介者としては木田元、大橋良介らがいる。マルクス主義哲学者廣松渉やアリストテレス研究の井上忠もハイデッガーの影響を受けた。
西部邁は「認識論において、ヴィルヘルム・ディルタイが「生」に、チャールズ・パースが「記号」に、エトムント・フッサールが「現象」に、ハイデッガーが「語源」に、そしてルードヴィッヒ・ヴィトゲンシュタインが「日常言語」に注目したのも、人間「心理」の核心と全貌をとらえたかったからにほかならない。それらの哲学者は、文学者とも精神分析医とも大いに異なったやり方ではあったが、やはり心理家であった。彼らは、認識活動の根源が、神の理性にでも自然の法則にでもなく、ほかならぬ人間の「精神」のなかにあるとみなした。そしてその精神の根源には、「気分」とよんでさしつかえないものがわだかまっていることを見据えた。その見据え方において最も腰の坐っていたもの、最も堂に入っていた者、それはハイデッガーであろう」、また「マルティン・ハイデガーが面白いのは、一生懸命に言葉のオーセンティシティ、本来性を尋ねる哲学をひとしきりやった後で、後半はヘルダーリンという詩人のことを研究し、ほとんど音楽に近いような感覚の世界を探り始めたことです。」と評価している。
西田幾多郎ら京都学派の影響下にある梅原猛は、ハイデッガーを20世紀最大の哲学者と位置づけている。
フランス現代思想研究で知られる東浩紀や國分功一郎らは、「ハイデッガーを以て大陸哲学はすでにやることをやっている」とハイデッガーは大陸哲学最大の哲学者とした上で、その洗練された思想をドイツ的農夫的イデオロギーから解放しなければならないと述べた。

## 著作

### 主要著作
以下、全集は創文社（2021年2月より東京大学出版会）刊、選集は理想社刊を指す。
- Die Lehre vom Urteil im Psychologismus. Ein kritisch-positiver Beitrag zur Logik (1913)『心理学主義の判断論──論理学への批判的・積極的寄与』
  - 全集第1巻. 初期論文集 所収
- Die Kategorien- und Bedeutungslehre des Duns Scotus (1915)『ドゥンス・スコトゥスの範疇論と意義論』
  - 全集第1巻. 初期論文集 所収
- Phänomenologische Interpretationen zu Aristoteles (1922)『アリストテレスの現象学的解釈――解釈学的状況の提示』（「ナトルプ報告」と呼ばれる）
  - 全集第61巻。及び高田珠樹訳『思想』No.813、1992年3月号、岩波書店＝平凡社、2008年2月.
- Sein und Zeit  (1927)『存在と時間』
  - 全集第2巻。他ちくま学芸文庫、岩波文庫他訳書多数
- Kant und das Problem der Metaphysik（1929）『カントと形而上学の問題』
  - 全集第3巻
- Einführung in die Metaphysik（1935）『形而上学入門』
  - 平凡社ライブラリー
- Beiträge zur Philosophie（1936）『哲学への寄与』
  - 全集第65巻
- Hölderlins Hymne »Der Ister«（1942）『ヘルダーリンの讃歌「イスター」』
  - 全集第53巻
- Über den 《Humanismus》, Brief an Jean Beaufret(1947)「ヒューマニズムについての書簡」
  - 全集第9巻「道標」所収。及び渡邊二郎訳、ちくま学芸文庫、1997。
- Aus der Erfahrung des Denkens (1947)『思惟の経験から』私家版詩集
  - 全集第13巻
  - ハイデッガー選集6 「思惟の経験より」辻村公一訳 1960.2
- Holzwege （1950）『杣径』
  - 全集第5巻
- Die Frage nach der Technik (1949/1953)『技術への問い』
  - 全集第7巻。及び関口浩訳、平凡社 2009=平凡社ライブラリー2013
- Einführung in die Metaphysik (1953)『形而上学入門』
  - 全集第40巻。及び平凡社ライブラリー、1994。
- 『講演と論文集』 (1954)
- Was heisst Denken ?『思惟とは何の謂いか』
  - 全集第8巻
- 『存在への問いへ』(1956)
  - 「線を越えて」全集9道標所収
- Der Satz vom Grund （1956）『根拠律（根拠の命題）』未邦訳。
- Identität und Differenz （1957）『同一性と差異』
  - 「形而上学の存在＝神＝論的様態」「同一性と命題」講演所収。「同一性と命題」は『フライブルク講演』（全集79）を原稿にしたが、相違点がある。邦訳：ハイデッガー選集10、大江精志郎訳、1960.12。
- Gelassenheit （1959）『放下』
  - ハイデッガー選集15、辻村公一訳、1963.
- Unterwegs zur Sprache （1959）『言葉への途上』
  - 全集第12巻。及び「言葉についての対話―日本人と問う人とのあいだの」高田珠樹訳、平凡社ライブラリー、2000。
- Nietzsche  (1961)『ニーチェ』
  - 全集第6巻、白水社全3巻、平凡社ライブラリー上・下
- Wegmarken (1967)『道標』
  - 全集9巻
- 『ニーチェ ヨーロッパのニヒリズム』(1967)（『ニーチェ』抄）
  - 全集第48巻
- Phänomenologie und Theologie (1970)『現象学と神学』
  - 全集第9巻道標所収
  - ハイデッガー選集第28巻
- Schellings Abhandlung Über das Wesen der menschlichen Freiheit (1971)『シェリングの論考：人間的自由の本質について』
  - 全集第42巻。及び木田元＋迫田健一訳『シェリング講義』新書館、1999
- 『初期論文集』（1972年）
  - 全集1

### 全集
ドイツでの全集(Martin Heidegger Gesamtausgabe)は、1975年からヴィットリオ・クロスターマン社から刊行され、巻数は2003年時点で102巻になった。ハイデッガー研究では全集略記号をGAとすることが多い。原稿はマールバッハ・ドイツ文学文書館(Marbach Deutsches Literaturarchiv)が所蔵している。
日本語版のハイデッガー全集（全103巻予定、編集委員は辻村公一、上妻精、茅野良男、大橋良介、門脇俊介、H・ブフナー、A・グッツオーニ、G・シュテンガー）は、創文社で50巻分出版され、2021年2月より東京大学出版会に引き継がれた。
以下の一覧は、特に断りのない限り創文社版の訳書表記。全集以外の単行版も、平凡社、理想社のハイデッガー選集、みすず書房などで刊行されている。

#### 第一部門：既刊著作
- 第1巻. 初期論文集：1912/16年。岡村信孝、丸山徳次 他訳
  - 「現代哲学における実在性の問題」「論理学に関する最近の諸研究」「書評」「序文―『初期論文集』（1972年）初版のための」「心理学主義の判断論―論理学への批判的・積極的寄与」「ドゥンス・スコトゥスの範疇論と意義論」「歴史科学における時間概念」
- 第2巻 有と時。辻村公一、ハルトムート・ブフナー 訳

- 序論「有の意味への問の概要的提示」
- 第1部「現有を時性に向って研究的に解釈することと、時を有への問の超越論的地平として解明すること（現有の準備的基礎分析。現有と時性）」

- 第3巻. カントと形而上学の問題。門脇卓爾、ハルトムート・ブフナー訳

- 第1章 発端における形而上学の根拠づけ（形而上学の伝承的概念 伝承的形而上学の根拠づけの発端 ほか）
- 第2章 遂行における形而上学の根拠づけ（形而上学の根拠づけの遂行のための還帰次元の特徴づけ オントロギーの内的可能性の企投の遂行の諸段階）
- 第3章 その根源性における形而上学の根拠づけ（根拠づけにおいて置かれた根拠の明確な特徴づけ 二つの幹の根としての超越論的構想力 ほか）
- 第4章 回復における形而上学の根拠づけ（人間学における形而上学の根拠づけ 人間における有限性の問題と現有の形而上学 ほか）付録

- 第4巻 ヘルダーリンの詩作の解明。濱田恂子、ブフハイム，I．（イーリス） 訳
  - 『帰郷／つながりのある人たちに宛てて』「ヘルダーリンと詩作の本性」『あたかも祝日のように…』『追想』「ヘルダーリンの大地と天」「詩」所収
- 第5巻 杣径:1935/46年講演論文。茅野良男 ハンス・ブロッカルト訳
  - 「芸術作品の起源」「世界像の時代」「ヘーゲルの経験概念」「ニーチェの言葉「神は死せり」「何のための詩人たちか」「アナクシマンドロスの箴言」
- 第6巻 ニーチェ 1936-41年フライブルク大学講義、1940-46年論稿73篇。
  - 第6-1巻ニーチェ＜1＞:円増治之、セヴェリン ミュラー訳

- 第1部 芸術としての力への意志（形而上学的な思索者としてのニーチェ、著書『力への意志』、「主建築」に対する諸プランと準備作業 ほか）
- 第2部 等しいものの永劫回帰（ニーチェの形而上学の根本思想としての永劫回帰説、回帰説の成立、ニーチェの回帰説の最初の告知 ほか）
- 第3部 認識としての力への意志（形而上学の完成の思索家としてのニーチェ、ニーチェのいわゆる「主著」、新たなる価値定立の原理としての力への意志 ほか）

- - 第6-2巻ニーチェ＜2＞:円増治之、シュミット、H / 訳

- -     - 4：等しいものの永劫回帰と力への意志
    - 5：ヨーロッパのニヒリズム
    - 6：ニーチェの形而上学
    - 7：有の歴史に即したニヒリズム規定
    - 8：有の歴史としての形而上学
    - 9：形而上学としての有の歴史に向けての諸草案
    - 10：形而上学の内への回想

- 第7巻 Vorträge und Aufsätze 講演と論文 1936-1954年。未邦訳。
  - 「技術への問い」「科学と省察」「形而上学の超克」（以上3論文は関口浩訳、平凡社 2009=平凡社ライブラリー2013）
  - 「建てる、住む、考える」:1951年8月5日、ダルムシュタットでのシンポジウム「ダルムシュタット会話：人間と空間」講演（邦訳は中村貴志訳『ハイデッガーの建築論』中央公論美術出版、2008.）
  - 「物」:1949年12月、ブレーメン。1950年6月、ミュンヘン、バイエルン芸術アカデミー(Bayerische Akademie der Schonen Kunste)講演
  - 「…詩人のごとく人間は住まう…」（邦訳「詩人のように人間は住まう」『哲学者の語る建築―ハイデガー、オルテガ、ペゲラー、アドルノ』伊藤哲夫, 水田 一征 訳、中央公論美術出版 2008、所収）
  - 「ロゴス」(1951)「モイラ」所収（邦訳：ハイデッガー選集 33 ロゴス・モイラ・アレーテイア 宇都宮芳明訳 1983）
- 第8巻 思惟とは何の謂いか：フライブルク大学1951-52年講義。四日谷敬子、ブフナー、H 訳

- -     - 第1部＝1951-2年冬学期の講義および講義時間の移行
    - 第2部＝1952年夏学期の講義および講義時間の移行
    - 補遺（1951-2年冬学期第九時間目の講義からの従来未刊行のテクスト一節／1952年夏学期からの講義されなかった最終講義（第12時間目））

- 第9巻 道標 1919-1961。辻村公一 ブフナー，H．（ハルトムート） 訳 1985年
  - 「カール・ヤスパースの『世界観の心理学』に寄せる論評」「現象学と神学」「マールブルクでの最終講義より」「形而上学とは何であるか」「根拠の本質について」「真性の本質について」「真性についてのプラトンの教説」「ピュシスの本質と概念について。アリストテレス、自然学B1」「『形而上学とは何であるか』への後記」「『ヒューマニズム』に関する書簡」「『形而上学とは何であるか』への序論」「有の問へ」「ヘーゲルとギリシア人達」「有に関するカントのテーゼ」所収
- 第10巻. 根拠律 1955-6冬。
- 第11巻 同一性と差異 1949-1957年（未邦訳。単行本の邦訳はハイデッガー選集10 同一性と差異性 大江精志郎訳 理想社。）
- 第12巻 言葉への途上 1950-59年。亀山健吉 グロスH. 訳
  - 「言葉」(1950)「詩における言葉―ゲオルク・トゥラークルの詩の論究」「言葉についての対話より―ある日本の人と問いかけるある人との間で交わされた」「言葉の本質」「語（ことば）」「言葉への道」「出典の指示」
- 第13巻 思惟の経験から。東専一郎 芝田豊彦 他訳 1994年
  - 私家版本、初期詩篇、芸術論、往復書簡、アンケート、式典祝辞など小品35編。
    - "Warum bleiben wir in der Provinz ?"(1934)：「なぜわれらは田舎に留まるか？」は矢代梓訳『30年代の危機と哲学』平凡社ライブラリー1999所収。
- 第14巻 Zur Sache des Denkens 思惟の事柄へ 1969年単行本、講演「時間と存在」「哲学の終焉と思索の課題」。未邦訳
- 第15巻 Seminare (1951–1973) 未邦訳。
  - 創文社別巻1『四つのゼミナール』 大橋 良介 ハンス・ブロッカルト訳 1985年
- 第16巻 演説と証言 (1910–76) 未邦訳。

#### 第二部門：講義（1919-1944)

##### マールブルク講義（1923-1928）
- 第17巻 現象学的研究への入門 1923・24年マールブルク冬講義。加藤精司、ハルダー、A. 訳

- -     - 第1部 アリストテレスにおけるファイノメノンとロゴス、フッサールによる現象学の自己解釈（アリストテレスへ遡っての「現象学」という表現の解明、フッサールによる自己解釈での今日の現象学）
    - 第2部 デカルトと彼を規定しているスコラ学的有論とへの回帰（これまで行われてきたことを回想する仕方での、デカルトへの回帰についての了解、デカルト。認識された認識への関心の開示的有の如何にと何、偽と真のデカルトによる規定 ほか）
    - 第3部 現有の明示としての有の問いの怠りの立証（確実性の関心によっての、思考スルモノの特種な有への問いの遮り、思考スルモノの確実有へのデカルトによる問いの提起とフッサールの現象学の主題的領野としての意識の有性格の無規定、現象学の主題的領野に対しての有の問いのフッサールによるより根源的な怠りと現有をそれの有について見かつ説明するという課題）

- 第18巻 Grundbegriffe der aristotelischen Philosophie (1924夏講義) 未邦訳。
- 第19巻 Platon: Sophistes (1924/25冬) 未邦訳。
- 第20巻 時間概念の歴史への序説：1925年夏。常俊宗三郎 嶺秀樹 レオ デュムペルマン訳

- -     - 序論 講義の主題とその扱い方
    - 準備部 現象学的探究の意味と課題（現象学的探究の発生と最初の出現。現象学の基本的発見。現象学の原理および現象学という名称の明確化。現象学的探究の最初の形成と、現象学的探究それ自身においてまたそれ自身から根本的に省察する必要性）
    - 主要部 時現象の分析と時間概念の獲得（時現象が見えるようになる領野の準備的記述。時そのものを露わにすること）

- 第21巻 論理学：真性への問い：1925／26年冬学期。佐々木亮 伊藤聡 訳

- -     - 準備考察 哲学的論理学の現状。心理学主義と真理〈真性〉の問い
    - 第1部 哲学する現場での論理学の決定的元初における真性問題、および伝統的論理学の諸々の根
    - 第2部 ラディカルにされた問い、真性とは何か。偽性の分析を偽性の時性Temporalitatへ向けて反復すること

- 第22巻 古代哲学の根本諸概念 1926年夏学期。左近司祥子、ヴィル・クルンカー訳。1999年

- -     - 第1部 古代哲学入門一般（アリストテレス『形而上学』第一巻に従って、古代哲学の中心概念と中心問題の提起を明示する。哲学的問いとして、原因と根拠を問うこと）
    - 第2部 特に主要なギリシャの思想家達。かれらの問いと答え（プラトン以前の哲学、プラトンの哲学、アリストテレス哲学）補遺（講義本文付録、メルヘン筆記録抄、ブレッカー筆記録）

- 第23巻 Geschichte der Philosophie von Thomas von Aquin bis Kant (Wintersemester 1926/27) 未邦訳。
- 第24巻 現象学の根本諸問題 1927年マールブルク大学夏講義。有と時1-3の新たな仕上げ：溝口きょう一、松本長彦 訳
  - タイプ版邦訳は木田 元, 平田 裕之, 迫田 健一 訳、作品社、2010年。

- -     - 第1部 有についてのいくつかの伝統的なテーゼに関する現象学的‐批判的な議論（カントのテーゼ。有はレアールな述語ではない。アリストテレスにまで遡る中世のオントロギーのテーゼ。有るものの有の体制には何で有るか（本質）と直前に有ること（実存）とが属している。近代のオントロギーのテーゼ。有の根本諸様式は、自然の有（延長シテイルモノ）と精神の有（思惟スルモノ）である。論理学のテーゼ。すべての有るものは、そのつどの有の様式に関わりなく「で有る」によって語りかけられ、論議されることができる。コプラの有）
    - 第2部 有一般の意味への基礎的オントローギッシュな問い。有の根本諸構造と根本諸様式（オントローギッシュな差異の問題）

- 第25巻 カント純粋理性批判の現象学的解釈 1927/28年冬講義。石井誠士、仲原孝他訳。

- -     - 緒論 学としての形而上学の基礎づけとしての純粋理性批判
    - 第1部 超越論的感性論
    - 第2部 超越論的論理学における概念の分析論

- 第26巻 論理学の形而上学的な始元諸根拠 ライプニッツから出発して：1928年マールブルク/ラーン大学夏講義。酒井潔、クルンカー、W. 訳

- -     - 第1主要部 ライプニッツの判断論を形而上学的な根本諸問題へ向けて解体すること
    - 第2主要部 論理学の根本問題としての根拠律の形而上学（問題の次元の露開、基礎有論の理念と機能を特徴づけること、根拠の問題）

##### フライブルク講義（1928-1944）
- 第27巻 哲学入門：フライブルク大学1928／29年冬講義。茅野良男、ヘルムート・グロス 訳

- -     - 第1段落 哲学と学（哲学とは何を意味するか、学の本質への問い、真理と有。不伏蔵態としての真理の根源的本質について、真理―現に有ること―共に・有ること、真理の本質領域と学の本質、学と哲学との区別に寄せて）
    - 第2段落 哲学と世界観（世界観と世界概念、世界観と世界‐の‐中に‐有ること、世界観の問題、哲学と世界観との連関）

- 第28巻 ドイツ観念論と現代の哲学的問題状況（1929夏） フィヒテ知識学。未邦訳。
- 第29/30巻 形而上学の根本諸概念：世界-有限性-孤独：フライブルク大学冬講義1929/30年。川原栄峰、セヴェリン・ミュラー訳。1998年

- -     - 予備考察 この講義題目のいわゆる一般的説明から始めてこの講義の使命とその根本姿勢とを述べる（哲学（形而上学）の本質を規定するためのいくつかの回り道と形而上学を直視することの不可避性と哲学（形而上学）の本質における両義性。世界、有限性、単独化についてすべてを含み込むという仕方で問うことを形而上学と呼ぶことの妥当性の理由づけ。「形而上学」という語の起源と歴史）
    - 第1部 われわれの哲学することの一つの根本気分の呼び覚まし（一つの根本気分の呼び覚ましという課題と、われわれの今日の現有の一つの覆蔵された根本気分の暗示。退屈の第一形式＝或るものによって退屈させられる。退屈の第二形式＝或るものに際して退屈すること、と、それに帰属している暇つぶしの気晴らし ほか）
    - 第2部 深い退屈という根本気分から展開されるべき形而上学的な問いを実際に問う。世界とは何であるか？という問い（深い退屈という根本気分から展開されるべき形而上学的な問い.世界への問いとともに、形而上学的に問うことが始まる。探究の道とそれの諸困難.比較考察の開始 ほか）

- 第31巻 人間的自由の本質について 1930年夏学期（カント自由論）。斎藤義一 シュラーダー，W．訳
- 第32巻 ヘーゲル『精神現象学』1930／31年冬学期。藤田正勝 グッツオーニ，A．訳
- 第33巻 アリストテレス『形而上学9巻1-3』力の本質と現実性について：1931年夏学期。岩田靖夫 天野正幸 他訳、1994年

- -     - 第1編 『形而上学』第9巻第1章―「運動にもとづいて理解された力」の本質の単一性
    - 第2編 『形而上学』第9巻第2章―テュナミスの本質を解明するための、運動ニ即シタデュナミスの区分
    - 第3編 「運動ニ即シタデュナミス（能力）」の現実性

- 第34巻 真理の本質について：プラトンの洞窟の比喩とテアイテトス 1931／32年冬学期講義。細川亮一 ブフハイム，I．（イーリス） 訳、1995年

- -     - 第1部 アレーテイアの「本質」への目配せ プラトンの『ポリテイア』における洞窟の比喩の解釈（真理生起の四つの段階、善のイデアと非秘蔵性、非真理の本質への問い）
    - 第2部 非真理の本質への問いに関するプラトン『テアイテトス』の解釈（予備考察、テアイテトスの最初の答え、「επιστημη〈知〉はアイステーシスである」の究明開始。知覚の本質の批判的限定、認取することの完全な関連を一歩一歩展開すること ほか）

- 第35巻 Der Anfang der abendländischen Philosophie (Anaximander und Parmenides) (Sommersemester 1932) 西欧哲学の原初 アナクシマンドロスとパルメニデス。1932夏学期講義。未邦訳。
- 第36/37巻 Sein und Wahrheit 存在と真理:「哲学の根本的問い」「真理の本質について」1933。未邦訳。
- 第38巻 言葉の本質への問いとしての論理学:1934年フライブルク夏講義。小林信之、シュテンガー、G 訳

- -     - 序論 論理学の構成と由来と意義、および論理学を動揺させることの必要性
    - 第1部 いっさいの論理学をみちびく基本的な問いとしての言葉の本質への問い（言葉の本質への問い 人間の本質への問い 歴史の本質への問い）
    - 第2部 これまでのいっさいの問いの土台としての根源的時間、そして一連の問いを逆の方向にもう一度問いなおすこと（人間の歴史性は時間への変化した関係に基づいて経験される）

- 第39巻 ヘルダーリンの讃歌『ゲルマーニエン』と『ライン』1934／35年冬学期。木下康光 トレチアック，H．訳
- 第40巻 形而上学入門 1935年フライブルク夏講義。岩田靖夫、ブフナー、H. 訳。
  - 単行本訳、平凡社

- -     - 第1章 形而上学の根本的な問
    - 第2章 “有”という言葉の文法と語源論（“有”という言葉の文法、“存在”という言葉の語源学）
    - 第3章 有の本質への問
    - 第4章 有の限定（有と生成
    - 有と仮象、有と思考、有と当為、補説

- 第41巻 物への問い：カントの超越論的原則論に向けて 1935／36年冬学期講義。高山守、クラウス・オピリーク訳

- -     - 準備部 物についての様々な問い方
    - 主要部 物についてのカントの問い方（カントの『純粋理性批判』が置かれている歴史的地盤、カントの主著における物についての問い）

- 第42巻 シェリング『人間的自由の本質について』1936年フライブルク夏講義。高山守、伊坂青司訳、2011年

- -     - 予備的考察
    - 第一部 自由の体系の可能性について。シェリングの論考の導入部 《自由の体系の思想における内的な葛藤。導入部の導入部 体系構築の原理についての問いとしての汎神論問題。導入の主要部》 ***第二部 自由の体系の基礎づけとしての悪の形而上学。自由論の本論 《悪の内的可能性 悪の現実性の様式》 結語

- - 単行本訳は『シェリング講義』新書館、1999年、木田元、迫田健一訳
- 第43巻 ニーチェ，芸術としての力への意志。1936／37年冬学期。薗田宗人、セバスティアン・ウンジン訳

- -     - 第1部 力への意志。ニーチェの思索家としての根本的立場の形態、およびその伝統的形而上学からの来歴。（主著の成立と構成。ニーチェの形而上学的根本的立場。ニーチェの意志説）
    - 第2部 芸術と真理。ニーチェの美学とプラトン主義の伝統（ニーチェの生理学的美学の輪郭、ニーチェ美学の構造と基礎づけ、美学と真理への問いの関連、プラトンの芸術哲学、芸術を仮象への意思とするニーチェの規定）
    - 付録（講義とニーチェ全体について,ニーチェについての2つの講義のために。1936・37年冬学期の講義と1937年夏学期の講義との連関、ニーチェ講義への注記）

- 第44巻 西洋的思考におけるニーチェの形而上学的な根本の立場 フライブルク1937年夏学期講義。菊地恵善、グッツオーニ、A 訳

- -     - 第一部＝等しいものの永遠回帰の教説についての、成立、形態、領域に関する暫定的説明（教説の成立を手引きとした、公刊された著作における回帰教説の解釈／その成立を手引きとした、ニーチェの遺稿における回帰教説の解釈／回帰教説の形態と境域の規定） ***第二部＝形而上学的な根本の立場の本質と、西洋の哲学の歴史におけるその従来の可能性（形而上学的な根本の立場という概念の注意的な特徴付け／ニーチェの形而上学的な根本の立場の包括的な特徴付け）

- 第45巻 哲学の根本的問い 論理学精選諸問題 1937／38年冬学期。山本幾生 柴嵜雅子 訳

- -     - 準備部門 哲学の本質と、真理への問い（哲学の本質への予示、根本的問いとしての真理への問い）
    - 主要部門 真理の問いに関する原則的なこと（歴史的省察としての、真理の本質への根本的問い、本質の真理〈本質性〉への問い、本質把捉の基礎づけとしての、根拠の根拠づけ 真理の歴史の始元からの、真理の本質への問いの必須性、最初の始元の窮境と必須性、並びに別様に問い始元することの窮境と必須性）補遺

- 第46巻 ニーチェ 反時代的考察第二編 （1938/39冬） 未邦訳。
- 第47巻 認識としての力への意思についての教説 (1939夏) 未邦訳。
- 第48巻 ニーチェ ヨーロッパのニヒリズム 1940年第二学期講義。薗田宗人、ハンス・ブロッカルト訳。1999年

- -     - 序論 主標題と、ニーチェ形而上学の歴史的要請をまず提示する
    - 第1部 力への意志の形而上学における価値思想と、西洋歴史の根本的出来事たるニヒリズムの隠れた本質
    - 第2部 価値思想の淵源への問い―有るものへの人間の関係を見やって、形而上学をより根源的に理解しようとする立場から
    - 第3部 主体性の優位およびその展開の隠された根拠である真理と有の本質変移。価値思想から思惟された主観性の形而上学、ニーチェの力への意志の形而上学が、西洋形而上学の完成であること
    - 結尾 有と有るものとの忘却された区別づけと、形而上学としての西洋哲学の終焉

- 第49巻 ドイツ観念論の形而上学(シェリング) 1941年フライブルク講義。菅原潤、ゲオルグ・シュテンガー訳。2010年

- -     - 緒論＝歴史的思索の必然性
    - 第一部＝根拠と実存の研究に関する予備考察（根拠と実存の概念史的解明／シェリングによる根拠と実存の区別の起源／シェリングによる根拠と実存の区別の内的必然性／シェリングによる根拠と実存の区別の様々な把捉）
    - 第二部＝根拠と実存の研究の解明の核心部の解釈（神から出発する考察／事物から出発する考察／人間から出発する考察／洞察）解釈の復習と進行 補遺

- 第50巻 ニーチェの形而上学・哲学入門―思索と詩作：フライブルク大学1941／42年冬の未講義草稿と1944-45年冬学期、最後の講義。秋富克哉、神尾和寿、ハンス=ミヒャエル シュパイアー訳

- -     - ニーチェの形而上学―1941/42年冬学期講義（ニーチェの形而上学の五つの根本語の内的統一を形而上学一般の本質から省慮すること、ニーチェの形而上学の五つの根本語、ニーチェの形而上学に対する覚え書き）
    - 哲学入門―思索と詩作・1944/45年冬学期講義（哲学入門―思索と詩作―講義のための考察）
    - 遺産管理人の解説文（ファクシミリの転写）

- 第51巻 根本諸概念 1941年夏学期。角忍 ヴァインマイアー，E． 訳
- 第52巻 ヘルダーリンの讃歌『回想』1941／42年冬。三木正之 トレチアック，H． 訳
- 第53巻 ヘルダーリンの讃歌『イスター』1942年夏。三木正之 ヴァインマイアー，E． 訳
- 第54巻 パルメニデス。1942/43年冬。北嶋美雪、湯本和夫、アルフレド・グッツオーニ 訳。1999年

- -     - 序論 アレーテイアという名ならびに語とその反対本質への準備的省察。翻訳をする、アレーテイアという語が与える二つの指示（「真理」という女神。パルメニデス断片1、二二‐三二行）
    - 第1部 翻訳をする、アレーテイアという語が与える第三の指示。アレーテイアとレーテー（忘却）との対立に関する有の歴史的な領域（真理の本質ならびにその反対本質の変遷についての最初の省察、アレーテイアの変遷ならびにその反対本質の変遷の解明（真理、確実性、正当性、正シサ、真理、正当性―レーテー 忘却、プセウドス 偽り、虚偽、正しくないこと、虚偽） ほか）
    - 第2部 翻訳をする、アレーテイアという語の第四の指示。有の開けの開けた処ならびに有の自由な開けた場所。「真理」という女神（露‐現の、より充実した意味。主観性への移行。第四の指示―開けた処、自由な開けた場所。西洋におけるアレーテイアの生起。開けた処の地盤のなさ。人間の疎外、テアー（女神）―アレーテイア。有によって開かれた開けた処のうちへ、有が入り込んで観ること。パルメニデスの語への指示が指し示すもの アレーテイアという女神の館への思索家の旅と、元初に寄せる思索家の思考。西洋の言い表わしの元初を言うこと）

- 第55巻 ヘラクレイトス (1943年-1944年夏)。辻村誠三 岡田道程 訳

- -     - 西洋的思索の元初―ヘラクレイトス（予備考察 思索さるべきものを本来的に思索することとしての哲学。「西洋的」思索の元初について
    - 序論 元初的なものと語とに関する予備的省察
    - 主要部 有の真性
    - 論理学―ロゴスについてのヘラクレイトスの教説（論理学、その名称とその事柄、根源的ロゴスの欠在と接近の道、論理学の根源的方面への遡行）

##### 初期フライブルク講義（1919-1923）
- 第56/57巻 哲学の使命について フライブルク大学1919年講義。北川東子、ヴァインマイアー，E． 訳
- 第58巻 現象学の根本問題 1919/20年フライブルク冬。虫明茂、池田喬、ゲオルク・シュティンガー訳。2010年

- -     - 予備考察＝現象学的問題意識の秘教的な性向を公教的に確認することとしての歴史的概観
    - 第1編＝現象学の根源領域としての生
    - 第2編＝事実的生即自の根源学としての現象学
    - 付録（ハイデッガー自身の素描から講義の終結部を再構築したもの／仕上げられた講義草稿について／講義周辺からのルーズ・リーフ／聴講者の筆記ノート）

- 第59巻 Phänomenologie der Anschauung und des Ausdrucks. Theorie der philosophischen Begriffsbildung 直観と表現の現象学(1920夏) 日本人聴講者による筆記録。未邦訳。
- 第60巻 Phänomenologie des religiösen Lebens.宗教的生の現象学（1920-21）アウグスティヌス告白10巻講義、中世神秘主義講義草稿。未邦訳。
- 第61巻 アリストテレスの現象学的解釈／現象学的研究入門：1921/22年フライブルク冬講義。門脇俊介、コンラート・バルドリアン 訳。2009年

- -     - 第一部＝アリストテレスとアリストテレス哲学の受容
    - 第二部＝哲学とは何か（定義の課題／了解状況を我がものとすること）
    - 第三部＝事実的生（生の根本諸カテゴリー／墜下）

- 第62巻 アリストテレスの存在論と論理学の現象学的解釈 (1922夏) 全集版は未邦訳。
  - 単行本(ナトルプ報告)は高田珠樹 訳 アリストテレスの現象学的解釈―『存在と時間』への道、平凡社、2008年。
- 第63巻オントロギー、事実性の解釈学 1923年夏学期。篠憲二 ヴァインマイアー，E． 他訳

- -     - 第1部 そのつど性における現有を解釈する道（解釈学、事実性の理念と「人間」の概念、今日にそなわる今日的な被解釈性、そのつどの解釈がその対象に関係づけられていることの分析）
    - 第2部 事実性の解釈学の現象学的な道（予備考察、現象と現象学、「現有は世界の内に有ることである」、先持の仕上げ、世界の出会い性格としての有意義性）

#### 第三部門：未刊論文（講演−思い）
- 第64巻 Der Begriff der Zeit (1924) 時間の概念 未邦訳。
- 第65巻 哲学への寄与論稿（性起について） (1936–1938) 2005年刊行。大橋良介、秋富克哉 訳

- - 1.Vorblick（先見、予見） 2.der Anklang（響き） 3.das Zuspiel（投げ送り） 4.der Sprung（跳躍） 5.dei Grundung（基づけ、根拠づけ） 6.die Zukunftingen（将来的な者たち、将来する者たち） 7.der letzte Gott（最後の神） 8.有

- 第66巻 Besinnung (1938/39) 省察 未邦訳。
- 第67巻 Metaphysik und Nihilismus 未邦訳。
- 第68巻 Hegel 1938-42 未邦訳。
- 第69巻 Die Geschichte des Seyns 1938-40 未邦訳。
- 第70巻 Über den Anfang (1941) 元初について
- 第71巻 Das Ereignis (1941/42) 未邦訳。
- 第72巻 Die Stege des Anfangs (1944) 未邦訳。
- 第73巻 Zum Ereignis-Denken（二分冊） 1930年代手稿。未邦訳。
- 第74巻 Zum Wesen der Sprache und zur Frage nach der Kunst 言葉の本質と芸術への問いに寄せて ：未邦訳。
- 第75巻 ヘルダーリンに寄せて・ギリシア紀行：三木正之、グッツオーニ、A 訳
  - [論文及び対話篇]「回想」「ムネモジューネ」（1939年）「詩人の唯一性（1943年）」「ヘルダーリンによるドイツ的天命の詩作に寄せて。ヘルダーリンの悲歌「パンと葡萄酒」に（1943年）」「夕べの国の対話（1946-1948年）」「ギリシア紀行（滞在（1962年）」「エーゲ海の島々に寄せて（1967年）」「覚え書き及び草稿（ヘルダーリンにおける「祖国」。その政治的誤解について（1939年）」「『ゲルマーニエン』語られざるもの（1943年）」「ヘルダーリンの、より単純なる語り（1943年）」「励まし」（1944年）」
- 第76巻 Zur Metaphysik / Neuzeitlichen Wissenschaft / Technik 形而上学、近代科学、技術について。1935-55.未邦訳。
- 第77巻 野の道での会話 (1944-45年)。
  - 麻生建、オピリーク、K. 訳
  - 「アンキバシエー」「科学者と学者と賢者による野の道での鼎談」「塔の登り口の戸口での教師と塔の番人の出会い」「ロシアの捕虜収容所で年下の男と年上の男の間で行われた夕べの会話」
- 第78巻 Der Spruch des Anaximander アナクシマンドロスの箴言。未邦訳。(1942-1946)
- 第79巻 ブレーメン講演とフライブルク講演。森一郎、ハルトムート・ブフナー 訳。
  - 1949年の「ブレーメン連続講演 有るといえるものへの観入」と1957年の「フライブルク連続講演 思考の根本命題」。
- 第80巻 Vorträge 講演。未邦訳。
- 第81巻 Gedachtes 思い。未邦訳。

#### 第四部門：指示と覚書
- 第82巻 Zu eigenen Veröffentlichungen. 自分の初発表草稿へ。未邦訳。
- 第83巻 Seminare: Platon – Aristoteles – Augustinus. 1928-52. ゼミナール。未邦訳。
- 第84巻 Seminare: Leibniz – Kant. 1931-36 ゼミナール。未邦訳。
- 第85巻 Seminar: Vom Wesen der Sprache. Die Metaphysik der Sprache und die Wesung des Wortes. Zu Herders Abhandlung „Über den Ursprung der Sprache“. 言語の本質について：ヘルダー言語起源論 1939。未邦訳。
- 第86巻 Seminare: Hegel – Schelling ゼミナール：ヘーゲル - シェリング。未邦訳。
- 第87巻 Seminare: Nietzsche: 1937/1944 ゼミナール。未邦訳。
- 第88巻 Seminare: 1. Die metaphysischen Grundstellungen des abendländischen Denkens 2. Einübung in das philosophische Denken 形而上学の根本姿勢（1937/38） 哲学的思索の演習(1941/42) ゼミナール。未邦訳。
- 第89巻 ツォリコーン・ゼミナール
  - メダルト・ボス編、木村敏、村本詔司 翻訳、みすず書房。
- 第90巻 Zu Ernst Jünger „Der Arbeiter“ ユンガー「労働者」1934-54 未邦訳。
- 第91巻 Ergänzungen und Denksplitter. 「補遺と思索断片」未邦訳
- 第92巻 Ausgewählte Briefe I 書簡集。未邦訳。
- 第93巻 Ausgewählte Briefe II
- 第94巻 Überlegungen II-VI („Schwarze Hefte“ 1931–1938) 「考察II-VI 黒ノート」Peter Trawny編集、2014.未邦訳。
- 第95巻 Überlegungen VII - XI („Schwarze Hefte“ 1938/39) 未邦訳。
- 第96巻 Überlegungen XII - XV („Schwarze Hefte“ 1939–1941)未邦訳。
- 第97巻 Anmerkungen A 「注釈」未邦訳。
- 第98巻 Anmerkungen B
- 第99巻 Vier Hefte I: Der Feldweg / Vier Hefte II: Durch Ereignis zu Ding und Welt. 四冊ノート。「野の道」「性起をくぐって物と世界へ」未邦訳。
- 第100巻 Vigiliae I, II/ Notturno 「宵祭・夜課」未邦訳。
- 第101巻 Winke I, II 「眼くばせ」未邦訳。
- 第102巻 Vorläufiges I-IV 「暫定先駆的なもの」未邦訳。

### 選集
理想社より1952年から1983年にかけてハイデッガー選集が刊行された。
- ハイデッガー選集 1
  - 形而上學とは何か 根拠の本質 大江精志郎・齋藤信治訳 1952
  - 形而上学とは何か 大江精志郎訳 1954.9
- ハイデッガー選集2 ニーチェの言葉「神は死せり」、ヘーゲルの「経験」概念 細谷貞雄訳 1954.10
- ハイデッガー選集3 ヘルダーリンの詩の解明 手塚富雄・齋藤信治ほか訳 1955

「ヘルダーリンの詩の解明」「帰郷-近親者に寄す」「ヘルダーリンと詩の本質」「あたかも祭の日に…」「追想」
- ハイデッガー選集4 アナクシマンドロスの言葉 田中加夫訳 1957.9
- ハイデッガー選集5 乏しき時代の詩人 手塚富雄・高橋英夫共訳 1958
- ハイデッガー選集6 思惟の経験より 辻村公一訳 1960.2
- ハイデッガー選集7 哲学とは何か 原佑訳 1960.9
- ハイデッガー選集8 野の道・ヘーベルー家の友 高坂正顕ほか訳 1960.9
- ハイデッガー選集9 形而上學入門 川原榮峰訳 1960.12
  - 改訳版「形而上学入門」川原栄峰訳 平凡社ライブラリー 1994

「シュピーゲルインタビュー」所収
- ハイデッガー選集10 同一性と差異性 大江精志郎訳 1960.12

「同一性の命題」「形而上学の存在―神―論的様態」
- ハイデッガー選集11 真理の本質について ; プラトンの真理論 木場深定訳 1961
- ハイデッガー選集12 芸術作品のはじまり 菊池栄一訳 1961.11
- ハイデッガー選集13 世界像の時代 桑木務訳 1962.1
- ハイデッガー選集14 詩と言葉 三木正之訳 1963.7
- ハイデッガー選集15 放下 辻村公一訳 1963.12

「放下」「放下の所在究明に向つて」
- ハイデッガー選集16 存在と時間（上） 細谷貞雄・亀井裕・船橋弘共訳 1963.12
- ハイデッガー選集17 存在と時間（下） 細谷貞雄・亀井裕・船橋弘共訳 1964.3
- ハイデッガー選集18 技術論 小島威彦＋L・アルムブルスター訳 1965
- ハイデッガー選集19 カントと形而上学の問題 木場深定訳 1967
- ハイデッガー選集20 有についてのカントのテーゼ 辻村公一訳 1972

「有についてのカントのテーゼ」「思惟の根本問題」
- ハイデッガー選集21 ことばについての対話 手塚富雄訳 1968
- ハイデッガー選集22 有の問いへ 柿原篤弥訳 1970
- ハイデッガー選集23 ヒューマニズムについて 佐々木一義訳 1974.10
- ハイデッガー選集24 ニーチェ（上）美と永遠回帰 細谷貞雄訳 1975.4
- ハイデッガー選集25 ニーチェ（中）ヨーロッパのニヒリズム 細谷貞雄訳 1977.7
  - ハイデッガー選集26 未刊行 （ニーチェ (下) 予定）

- 改訂版『ニーチェI 美と永遠回帰』『II ヨーロッパのニヒリズム』細谷貞雄監訳、平凡社ライブラリー 1997

- ハイデッガー選集 27 物への問い : カントの先験的原則論のために 木場深定・近藤功訳 1979.11
- ハイデッガー選集 28 現象学と神学 渡部清訳 1981.5
- ハイデッガー選集 29 心理学主義の判断論 大野木哲訳 1982
- ハイデッガー選集 30 ヘルダーリン論 柿原篤弥訳 1983
「ヘルダーリン論」「ヘルダーリンの地と天」「詩」
  - ハイデッガー選集 31 未刊行
  - ハイデッガー選集 32 未刊行
- ハイデッガー選集 33 ロゴス・モイラ・アレーテイア 宇都宮芳明訳 1983。全集7巻「講演と論文」の一部。

### 拾遺
- Hg.von Hermann Heidegger,Martin Heidegger:Die Selbstbehauptung der deutschen Universitate.Das Rektorat 1933/34-Tatsachen und Gedanken.Klostermann, Vittorio,Frankfurt/M.1983.(『事実と思想』)
  -     - 同書所収"Die Selbstbehauptung der deutschen Universität"(1933)の邦訳：「ドイツ大学の自己主張」菅谷規矩雄＋矢代梓訳『30年代の危機と哲学』平凡社ライブラリー、1999年8月（イザラ書房1976年刊の再刊）
- Schneeberger, Guido,"Nachlese zu Heidegger",1962. 邦訳：グイード・シュネーベルガー『ハイデガー拾遺』山本尤訳、未知谷 2001
- 『カッセル講演』(1925年講演)、平凡社ライブラリー、後藤 嘉也訳、2006年。

### 共著
- 『ダヴォス討論―カッシーラー対ハイデガー』岩尾 龍太郎 岩尾 真知子 訳、2001《リキエスタ》の会
- シュピーゲルインタビュー：Martin Heidegger, "Nur noch ein Gott kann uns retten," Der Spiegel 30 (Mai, 1976): 193-219.
  - 英訳 W. Richardson : "Only a God Can Save Us" in Heidegger: The Man and the Thinker (1981), ed. T. Sheehan, pp. 45-67.
  - 日本語訳『形而上学入門』改訳新版、川原栄峰訳、平凡社ライブラリー 1994所収
- Jean Beaufret, Dialogue avec Heidegger, 4 vols., Paris: Minuit, 1973–1985.（ジャン・ボーフレ,ハイデッガーとの対話（全四巻）

### 書簡
- Martin Heidegger Briefausgabe. Alfred Denker(アルフレート・デンカー)編, Alber, Freiburg, 2010
- 『ハイデッガー=ヤスパース往復書簡 1920-1963』 W.ビーメル、H．ザーナー編、渡邊二郎訳、名古屋大学出版会、1994
- 『アーレント＝ハイデガー往復書簡 1925-1975』 ウルズラ・ルッツ編、大島かおり、木田元訳、みすず書房、2003、新版2018
- 『ハイデガー＝レーヴィット往復書簡 1919-1973』 アルフレート・デンカー編、後藤嘉也、小松恵一訳、法政大学出版局 叢書・ウニベルシタス、2019
- 『ハイデッガー＝リッカート往復書簡 1912-1933』 アルフレート・デンカー編、渡辺和典訳、知泉書館・知泉学術叢書、2025

### 文庫判など
日本語
- 『存在と時間』桑木務訳、岩波文庫 全3巻、1960
- 『存在と時間』細谷貞雄訳、ちくま学芸文庫 全2巻、1994。改訳版
- 『存在と時間』原佑、渡邊二郎訳、中公クラシックス 全3巻、2003。改訳版
- 『存在と時間』熊野純彦訳、岩波文庫 全4巻、2013。新訳版
- 『存在と時間』中山元訳、光文社古典新訳文庫 全8巻、2015-2020

- 『ヒューマニズムについて』桑木務訳、角川文庫、1958、復刊1984
- 『「ヒューマニズム」について―パリのジャン・ボーフレに宛てた書簡』渡邊二郎訳、ちくま学芸文庫、1997
- 『形而上学入門』川原栄峰訳、平凡社ライブラリー、1994。改訳版
- 『ニーチェ I　美と永遠回帰』、『II ヨーロッパのニヒリズム』平凡社ライブラリー、1997
細谷貞雄監訳、Ⅰ 杉田泰一、輪田稔訳、Ⅱ 加藤登之男、船橋弘訳
- 『30年代の危機と哲学』平凡社ライブラリー、1999。編訳版
「ドイツ的大学の自己主張」「なぜわれらは田舎に留まるか？」所収
- 『言葉についての対話―日本人と問う人とのあいだの』高田珠樹訳、平凡社ライブラリー、2000
- 『カッセル講演』後藤嘉也訳、平凡社ライブラリー、2006
- 『芸術作品の根源』関口浩訳、平凡社、2002／平凡社ライブラリー、2008
- 『技術への問い』関口浩訳、平凡社ライブラリー、2013
「技術への問い 1953」「科学と省察 1953」「形而上学の超克 1936-1946」「伝承された言語と技術的な言語 1962」「芸術の由来と思索の使命 1967」所収
- 『技術とは何だろうか　三つの講演』森一郎編訳、講談社学術文庫、2019
- 『技術への問い』中山元訳、日経BPクラシックス、2025

ドイツ語
- Der Ursprung des Kunstwerkes,Reclam:レクラム文庫 1986
- Was heisst Denken?: Vorlesung Wintersemester 1951/52、Reclam:レクラム文庫 1992
- Heraklit, in Texte zur Medientheorie,Reclam:レクラム文庫 2002

## 原稿管理施設
ハイデッガーの原稿は(Marbach Deutsches Literaturarchiv（マールバッハ・ドイツ文学文書館）) に所蔵されている。ルドルフ・カール・ブルトマンとの往復書簡はテュービンゲン大学ブルトマン・アルヒーフに所蔵されている。

## 家族・親族
父方祖父・マルティン・ハイデッガー
1803年11月11日-1881年11月19日
メスキルヒとボイロンの中間にあるライバーティンゲンで生まれた。1830年2月11日、メスキルヒに転居し、靴職人として生計を立てた。祖父マルティンは、メスキルヒ出身のテレージア・メルクと結婚したが早逝し、1815年生でメスキルヒ管轄グーテンシュタイン出身のヴァルガ・リーガーと再婚し、フリードリヒ・ハイデッガーを産んだが彼女も1855年に早逝し、1857年にカタリーナ・メールレと再婚した。
父方祖母・ヴァルガ・リーガー・ハイデッガー
母方祖父・アントン・ケンプ
1811年7月7日-1863年7月3日。
農夫。ゲッギンゲン村生まれ。ケンプ家は1662年以来、プフレンドルフ近郊のシトー会修道女尼僧院所有の森から賃借したゲッギンゲンのロッホ農場で暮らした。先祖代々賃借してきたロッホ農場の80モルゲンという広大な農地と牧草地をアントン・ケンプは1838年の農地解放の時に3800グルデンで買い取り、自作農となった。1839年、ユスティーナ・イェーガーと結婚。
母方祖母・ユスティーナ・ケンプ
1818年9月25日-1885年4月17日。
旧姓イェーガー。
父・フリードリヒ・ハイデッガー
1851年8月7日-1924年5月2日没
カトリック教会の聖マルティン教会の堂守。樽職人。1887年8月9日、36歳でゲッギンゲン村出身のヨハンナ・ケムプフ（ケンプ）と結婚した。1924年2月1日、寺男を引退した。
母・ヨハンナ・ケムプフ・ハイデッガー
1858年3月21日-1927年5月3日没
ゲッギンゲン村出身であり、父は農夫アントン・ケンプ、母はユスティーナであった。ケムプフ家の家系は16世紀までたどれる。死ぬ直前に『存在と時間』をマルティンから手渡された。
妹・マリー・ハイデッガー
1891年11月12日-1956年5月2日
1921年、メスキルヒでルドルフ・オシュヴァルトと結婚した。
弟・フリッツ・ハイデッガー
1894年2月6日-1980年6月26日
信用金庫銀行員、執行役員。コンスタンツのギムナジウムに進学したが、吃音症であり、諭旨退学処分となったため、地区裁判所や不動産登記所で事務員を務め、1913年にはベルリンに移った。1917年に兵役に服し、1919年ザーレムの民衆銀行で勤め、1920年にメスキルヒに戻り、父の介護をした。1925年10月15日、31歳でエリーザベト・ヴァルターと結婚し、1926年に新居に移った。1926年9月20日、長男トーマスが、1928年3月31日次男ハインリヒが、1929年12月24日三男フランツが生まれた。メスキルヒでは兄マルティンよりも著名で、兄マルティンの原稿を清書した。銀行窓口では無駄口をたたきながら紙幣を早く数え上げ、それでいて一度も計算ミスをしなかったという。1934年から1949年にかけての謝肉祭口上で著名になり、酒飲みでも有名だった。カール・ゴンメリンガーはフリッツを「天下一品の道化」と評価した。1936年、謝肉祭のための芝居『フリードリヒ・フライゲヴェーゼン』『2000万ドル―湯水のごとく―現金で』を書いた。1934年にメスキルヒ城主フォン・フィンメルン伯爵について書いたが、そのなかで「（この夏は）すべてを褐色とならしめた」とナチスを批判し、また「おんみらは概念の混乱をきたしておる。それは許しがたきことじゃ。それがしを絶望の気分にさせるのも、こうした自然の本能の破壊なのじゃ。じゃが、こころせよ。飢餓とペスト、戦争と内乱と死は、生まれぬという大きな災いに比すれば、すべて些事にして、相対的な事柄にすぎぬ。絶対の災いは、ただひとつ、それは存在せぬことじゃ」と書いた。フリッツはナチス入党を拒否していたが、子どもたちの将来を考え1942年に入党するが半年後に離党した。1938年秋以降、ハイデッガーの草稿の清書と保管を担当し、1950年代終わりにはカーボン複写原稿が天井に達するほどであった。1959年、退職し年金生活となった。ペッツェートは、ハイデッガーの仕事はフリッツの補佐なしには考えられなかったし、マルティンも生涯感謝していたと言っている。
妻・エルフリーデ・ペトリ
ザクセン官吏の娘で、フライブルク大学で国民経済学を学び、女性解放運動家ゲルトルート・ボイマーの支持者であった。1917年、ハイデッガーとフライブルク大聖堂で結婚した。
長男・イェルク・ハイデッガー
1919年
実業学校教員。工学士。
二男・ヘルマン・ハイデッガー
1920年
歴史学者。ハイデッガー遺稿管理者。1953年、ドイツ現代史で博士号取得。
甥・トーマス・ハイデッガー
1926年9月20日-
弟フリッツの長男。ボンドルフ森林監督官。
甥・ハインリヒ・ハイデッガー
1928年3月31日-
弟フリッツの次男カトリック司祭。
甥・フランツ・ハイデッガー
1929年12月24日-
弟フリッツの三男。商人。

## 系譜

### ハイデッガー家
ハイデッガー家は1649年、オーストリアのオーバーエスタライヒからメスキルヒとボイロンの中間にあるライバーティンゲンへ転入した。
父フリードリヒ方の一族はメーゲルレ家やクロイツァー家との遠縁関係にあり、メスキルヒ出身の高名な説教師で1695年の風刺『極悪漢ユダ』など反ユダヤ主義でも名うてであったアーブラハム・ア・ザンクタ・クラーラ(Abraham a Sancta Clara)はメーゲルレ家出身であった。クロイツァー家からは作曲家コンスタンティン・クロイツァー(Constantin Kreutzer)が出ている。

### ケムプフ家
母ヨハンナのケムプフ(Kempf) 一族はアレマニン=シュヴァーベンの農民の家系で、祖父母はドナウ川渓谷のボイロンの小地主の出身で、メスキルヒに移住した。マルティン・ハイデッガーの母ヨハンナ・ケムプフはゲッギンゲン村出身であり、ケムプフ家の家系は16世紀までたどれるという。
ケンプ家は1662年以来、プフレンドルフ近郊のシトー会修道女尼僧院所有の森から賃借したゲッギンゲンのロッホ農場で暮らした。先祖代々賃借してきたロッホ農場の80モルゲンという広大な農地と牧草地をヨハンナの父アントン・ケンプは1838年の農地解放の時に3800グルデンで買い取り、自作農となった。1839年、ユスティーナ・イェーガーと結婚。孫のマルティンとフリッツは幼少年期にロッホ農場をしばしば訪れた。

## 関連人物
コンラート・グレーバー(Conrad Gröber)
1872年4月1日生-1948年2月14日没。1891年から1893年までフライブルク大学神学を専攻、ローマ司祭専修コースのあるローマ教皇庁立グレゴリアーナ大学に進学、1898年神学博士を取得。エッテンハイム助任司祭、カールスルーエ聖シュテファン教会助任司祭、1901年から1905年まで母校コンスタンツのコンラディハウス（大司教区付属寄宿舎）院長、1905年から1922年までコンスタンツ三位一体教会司祭、1922年から1925年までコンスタンツ大聖堂、フライブルク大司教区指導委員となり、1925年から1931年まで司教座聖堂参事会員となり、コンスタンツでは最も有名な人物であった。1931年マイセン司教、1932年フライブルク大司教、オーバーライン管区首位大司教。中世の神秘家ハインリヒ・ゾイゼ(Heinrich Seuse)について著書を書いた。1933年、それまで対立していた国民社会主義と和解した。それはボルシェヴィズムへの不安のためであった。1933年4月28日フライブルク教区信徒会議でグレーバー大司教は「わずか数週間前には、まもなく全ドイツを席巻し、支配するものと我々が恐れぬわけにはいかなかった社会主義と共産主義がいまや囚われの身となり、あるいはあわただしく逃亡の途にあります。極端な無神論とプロレタリア的自由思想は、すなわち唯物論とマルクス主義体制との、これら攻撃欲にみちた従者どもは、純然たる宗教的な意味においては片付けられたも同然であるように思われます」と述べた。グレーバー大司教にとってファシズムは「現代において最も力強い精神運動」であった。中央党機関誌ケルン国民新聞はグレーバー大司教が「新しい国家（ナチスドイツ）を拒否してはならない、これを肯定し、迷うことなく、尊厳と真摯をもってともに働くべきである」と述べたと報じた。グレーバー大司教はナチスドイツを公然と肯定した最初のドイツ人司教となった。グレーバー大司教は多血質かつ胆汁質で感情を爆発させる傾向があり、親衛隊友の会(Freundeskreis Reichsführer SS)に加入し、1937年ハインリヒ・ヒムラーによってグレーバーは除名された。その後1940年、グレーバー大司教は迫害されるユダヤ人を救助するためゲルトルート・ルックナー博士に救援を委任して資金援助も行い、何人かをスイスへ出国させることに成功した。ルックナーはゲシュタポに逮捕され、ラーフェンスブリュック強制収容所に送られたが、生き延びた。
ベルンハルト・ヴェルテ
メスキルヒ出身の神学者。エックハルトの研究者。グレーバー大司教の秘書。ハイデッガーに頼まれ、葬儀で弔辞を読んだ。
カール・ヤスパース
精神科医、哲学者。ハイデルベルク大学教授。妻ゲルトルートはヨーナス・コーン（Jonas Cohn）の従姉妹でユダヤ系であったため、1938年、教授職を解雇され、出版も禁止された。戦時中はハイデッガーと疎遠になったが戦後往復書簡を交わした。
ハンナ・アーレント
哲学者。マールブルク大学生であったアーレントは教師であるハイデッガーの愛人となった。1933年、フッサールの生徒であったギュンター・シュテルン（アンダース）と結婚したが離婚した。1940年、パリで共産主義者で亡命者のハインリヒ・ブリュッヒャーと再婚し、アメリカへ亡命した。ハイデッガーとハンナ・アーレントとの関係は戦後も続き、往復書簡のやりとりだけでなく、アレントはハイデッガーの翻訳に協力することも行った。
エリザベート・ブロッホマン（Elisabeth Blochmann）
教育学者。ヘルマン・ノールの弟子で、ハイデッガーと愛人関係にあり、往復書簡が残されている。

## 関連作品

### 小説
- 三島由紀夫『絹と明察』1964年。新潮文庫
  - ハイデッガー『存在と時間』等からの引用がある。
- ジャージ・コジンスキー:Being There 1971年
  - 邦訳：予言者 青木日出夫訳 角川書店 1977.4
  - 邦訳：『庭師 ただそこにいるだけの人』高橋啓訳 飛鳥新社 2005.1
- ギュンター・グラス『犬の年』Grass,Hundejahre,Neuwied,1979
- ウディ・アレン,Remembering Needleman, in Side Effects.Random House,1980.
  - 邦訳：「ニードルマンの思い出」『ぼくの副作用 ウディ・アレン短篇集』堤雅久・芹沢のえ訳、CBSソニー出版、1981年、所収
- Elfriede Jelinek,Totenauberg., Reinbek,Rowohlt Verlag,1991.
  - 邦訳：エルフリーデ・イェリネク『トーテンアウベルク』―屍かさなる緑の山野 熊田泰章訳、三元社、1996年。オーストリアのノーベル賞作家エルフリーデ・イェリネクによるハイデガーとハンナ・アーレントが登場する戯曲。題名トーテンアウベルクは山荘のあったトートナウベルクをもじっている。
- 笠井潔『哲学者の密室』光文社、1992年。創元推理文庫、2002年
  - 登場人物マルティン・ハルバッハはハイデッガーをモデルにしており、ハルバッハの未完の著作「実存と時間」の謎を解く。
- カトリーヌ クレマン『恋愛小説 マルティンとハンナ』角川春樹事務所 1999
- 掘田純司『僕とツンデレとハイデガー』2011年、講談社

### 映像・映画
- ZDF(第2ドイツテレビ):Martin Heidegger,Im Denken unterwegs.1969.45min.
- Martin Heidegger – Im Denken unterwegs, Südwestfunk 1975.
- Philosophie heute. Der Zauberer von Meßkirch: Martin Heidegger. Westdeutscher Rundfunk Köln 1989
- NHK、ETV特集「我が友ハイデッガーはナチ党員だった」1995年
- NHK、ETV特集「知の巨人たち ハイデガー」1999年
- BBC, Human,All too Human - Nietze, Heidegger, Sartre:Episode 2: Thinking the Unthinkable,1999.
- Deutsche Lebensläufe: Martin Heidegger. Südwestrundfunk, Sender Freies Berlin,Ostdeutscher Rundfunk Brandenburg,2002
- David Barison、Daniel Ross監督：The Ister、2004年。ハンス＝ユルゲン・ジーバーベルク監督出演。
- Jeffrey Van Davis, Only a God Can Save. 2009.